# Puente en celosía
Un puente en celosía (en inglés: truss bridge; en francés: pont en treillis) es un puente cuya superestructura de soporte de carga está compuesta por una celosía, una estructura de elementos conectados que generalmente forma unidades triangulares. Las barras (los elementos conectados entre sí que normalmente son rectos) pueden estar sometidas a tensión, compresión o, a veces, a ambas en respuesta a cargas dinámicas. Los puentes en celosía son uno de los tipos más antiguos de puentes modernos. Los tipos básicos de puentes en celosía que se muestran en este artículo tienen diseños simples que podían ser fácilmente analizados por los ingenieros de los siglos XIX y principios del siglo XX y que eran económicos de construir porque usan los materiales de manera eficiente y ordenada

## Diseño

Elementos integrantes de un puente de celosía

La naturaleza de una celosía permite el análisis de la estructura usando unas pocas suposiciones y la aplicación de las leyes del movimiento de Newton según la rama de la física conocida como Estática. Para su análisis se supone que las barras de las celosías poseen uniones articuladas en sus extremos. Esta suposición significa que los elementos de la celosía (cordones, montantes y diagonales) solo estarán sometidos a tensión o compresión. Se requiere un análisis más complejo cuando las uniones son rígidas y trasmiten cargas de flexión significativas sobre los elementos, como en una celosía tipo Vierendeel.
En el puente de la imagen las barras verticales están en tensión, las barras horizontales inferiores en tensión, cizallamiento y flexión, las barras diagonales externas y superiores en compresión, mientras que las diagonales interiores están en tensión. La barra vertical central estabiliza el cordón (el componente horizontal de una celosía) de compresión superior, evitando que pandee. Si el cordón superior es suficientemente rígido, entonces ese elemento vertical puede eliminarse. Si el cordón inferior es suficientemente resistente a la flexión y al corte, las barras verticales exteriores pueden eliminarse, pero apareciendo solicitaciones adicionales añadidas en otras barras en compensación. La capacidad de distribuir las fuerzas de varias maneras ha llevado a una gran variedad de tipos de puentes en celosía. Algunos tipos pueden ser más ventajosos cuando se emplea la madera para los elementos en compresión, mientras que otros tipos pueden ser más fáciles de erigir en condiciones particulares del sitio, o cuando el equilibrio entre los costos de la mano de obra, de la maquinaria y de los materiales tiene ciertas limitaciones favorables.
La inclusión de los elementos mostrados es en gran medida una decisión de ingeniería basada en la economía, que es un equilibrio entre los costos de las materias primas, la fabricación fuera de sitio, el transporte de los componentes, el montaje en el sitio, la disponibilidad de maquinaria y el costo de la mano de obra. En otros casos, la apariencia de la estructura puede adquirir mayor importancia e influir en las decisiones de diseño más allá de los simples requerimientos económicos. Los materiales modernos como el hormigón pretensado y los métodos de fabricación, como la soldadura automatizada, y los precios cambiantes del acero en relación con los de la mano de obra, han influido significativamente en el diseño de los puentes modernos.

### Maquetas de puentes
Una celosía pura se puede representar idealmente como una estructura articulada, en la que las únicas fuerzas que soportan las barras de la celosía son la tensión o la compresión, no la flexión. Esta idealización se utiliza en la enseñanza de la estática, mediante la construcción de maquetas de puentes con espaguetis . Un espagueti es frágil y aunque puede soportar una modesta fuerza de tensión, se rompe fácilmente si se dobla. Una maqueta de puente construida con espaguetis muestra el uso de una estructura en celosía para producir una estructura completa, útil y sólida, a partir de elementos individualmente débiles.

## Historia de los puentes en celosía en los Estados Unidos

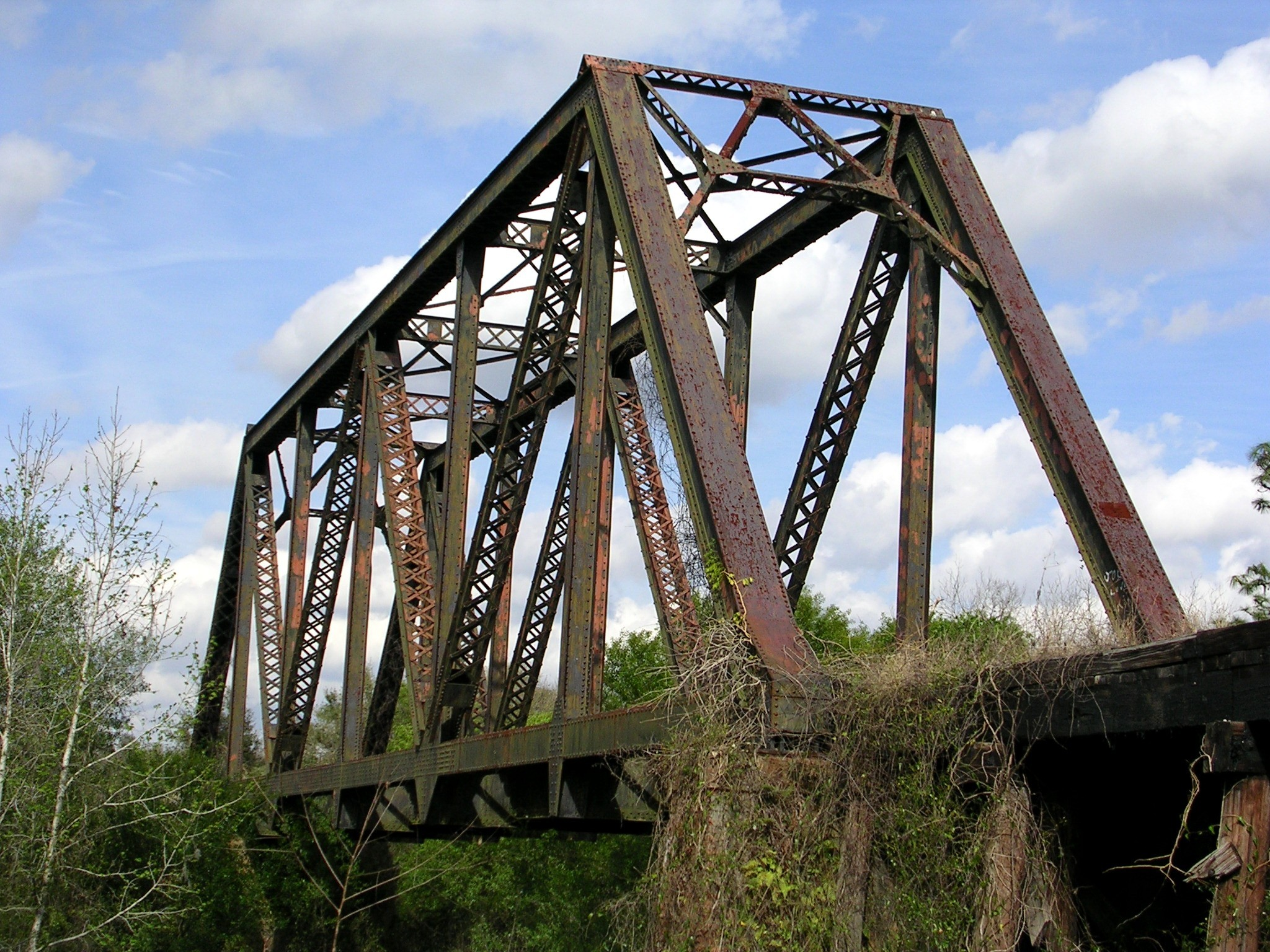
Celosía de tipo Warren del antiguo Seaboard Air Line Railway, ubicado cerca del pueblo de Willow, Florida; abandonado desde mediados de la década de 1980.

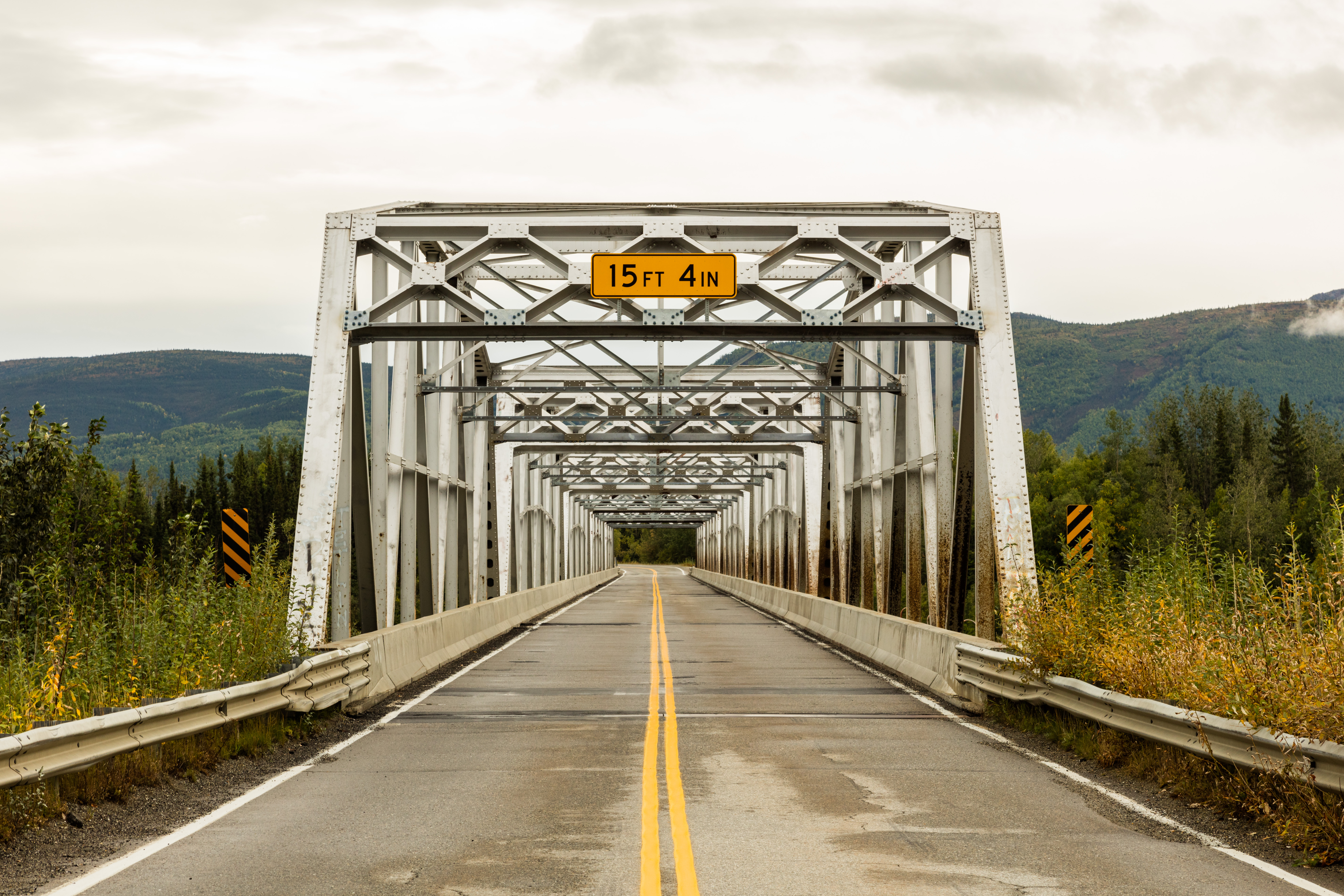
Puente en celosía sobre el río Johnson, Delta Junction, muy frecuentes en Alaska.

Debido a que la madera era un material de construcción abundante en los Estados Unidos, los primeros puentes con un diseño en celosía usaron generalmente secciones de madera cuidadosamente dimensionadas para las barras que trabajaban a compresión, reservando las barras de hierro para los elementos traccionados. Habitualmente se diseñaron como puentes cubiertos para proteger la parte estrictamente estructural de las inclemencias atmosféricas. En 1820, ya se patentó una forma simple de celosía, la celosía de enrejado de Town, que tenía la ventaja de no requerir ni mucha mano de obra ni mucho metal. Antes de 1850, se habían construido muy pocos puentes de celosía de hierro en los Estados Unidos.
Los puentes en celosía se convirtieron en un tipo común de puente construido desde la década de 1870 —cuando el metal comenzó a sustituir lentamente a la madera y los puentes de hierro forjado comenzaron a construirse a gran escala— hasta la década de 1930. Siguen conservándose ejemplos de esos puentes, pero su número disminuye rápidamente a medida que se demuelen y se reemplazan con nuevas estructuras.
Los puentes en celosía en arco fueron un diseño de celosía bastante común durante ese tiempo, caracterizados porque sus cordones superiores tienen forma de arco. Algunas compañías, como la «Massillon Bridge Company» de Massillon (Ohio) o la «King Bridge Company» de Cleveland, se hicieron muy conocidas en ese momento, ya que comercializaban sus diseños en ciudades y pueblos. El diseño del cordón superior como una cuerda de arco cayó en desgracia debido a la falta de durabilidad, y dio paso al diseño de la celosía Pratt, que era más fuerte. Una vez más, las compañías de puentes comercializaron sus diseños, con la empresa «Wrought Iron Bridge Company» a la cabeza. A medida que las décadas de 1880 y 1890 progresaban, el acero comenzó a reemplazar al hierro forjado como material preferido. Se usaron otros diseños de celosías en ese momento, incluida la de joroba de camello. En la década de 1910, muchos estados desarrollaron planos estándar de puentes en celosía, incluidos los puentes en celosía tipo "pony" (sin puntales superiores de conexión entre las dos celosías) Warren de acero. A medida que avanzaban las décadas de 1920 y 1930, algunos estados, como Pensilvania, continuaron construyendo puentes en celosía de acero, incluidos masivos puentes para largos vanos. Otros estados, como Míchigan, eligieron en cambio como puentes estándar los de vigas y jácenas de hormigón y solo construyeron una cantidad limitada de puentes en celosía.

## Tipos según la posición del tablero de rodadura
Los puentes en celosía pueden disponer el tablero en la parte superior, en la media o en la parte inferior de la celosía. Los puentes con el tablero de rodadura en la parte superior o inferior son los más comunes ya que eso permite que tanto la parte superior como la inferior puedan ser convenientemente rigidizadas, formando una celosía en caja (los planos transversales también son vigas en celosía). Cuando el tablero está encima de la celosía se llama celosía de tablero (deck truss) (un ejemplo de esto fue el puente del río Misisipi I-35W). Cuando los elementos de la celosía se encuentran tanto por encima como por debajo del tablero, se denomina celosía pasante (through truss) (un ejemplo de esta aplicación es el Pulaski Skyway), y cuando los lados se extienden por encima de la plataforma pero no están conectados, una celosía tipo pony o media celosía (pony truss o half-through truss; sin puntales superiores de conexión entre las dos celosías).
A veces, tanto los cordones superiores como los inferiores soportan ambos tableros, formando una celosía de dos pisos. Esta disposición se suele utilizar para separar el ferrocarril del tráfico rodado, o para separar las dos direcciones del tráfico de automóviles y así evitar la posibilidad de colisiones frontales.
Dado que los puentes en celosía tienen soportes sobre el tablero a lo largo del puente, cuando se usan en carreteras pueden ser golpeados por los vehículos (una sobrecarga accidental): el puente I-5 Skagit River colapsó después de un accidente así, y tales impactos fueron comunes y requerían reparaciones frecuentes para evitar el colapso.

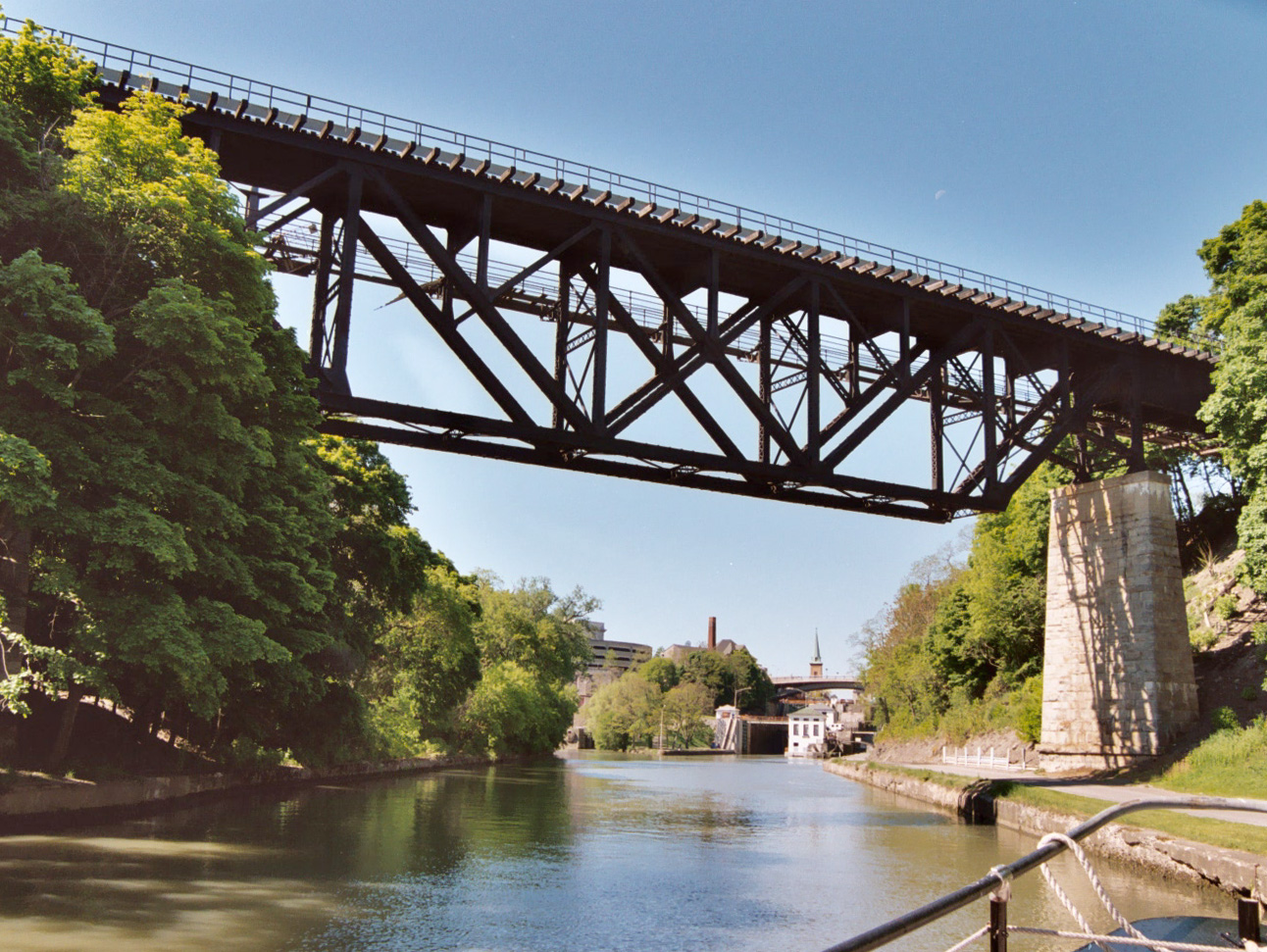
Puente ferroviario en celosía sobre el canal Erie en Lockport, New York.
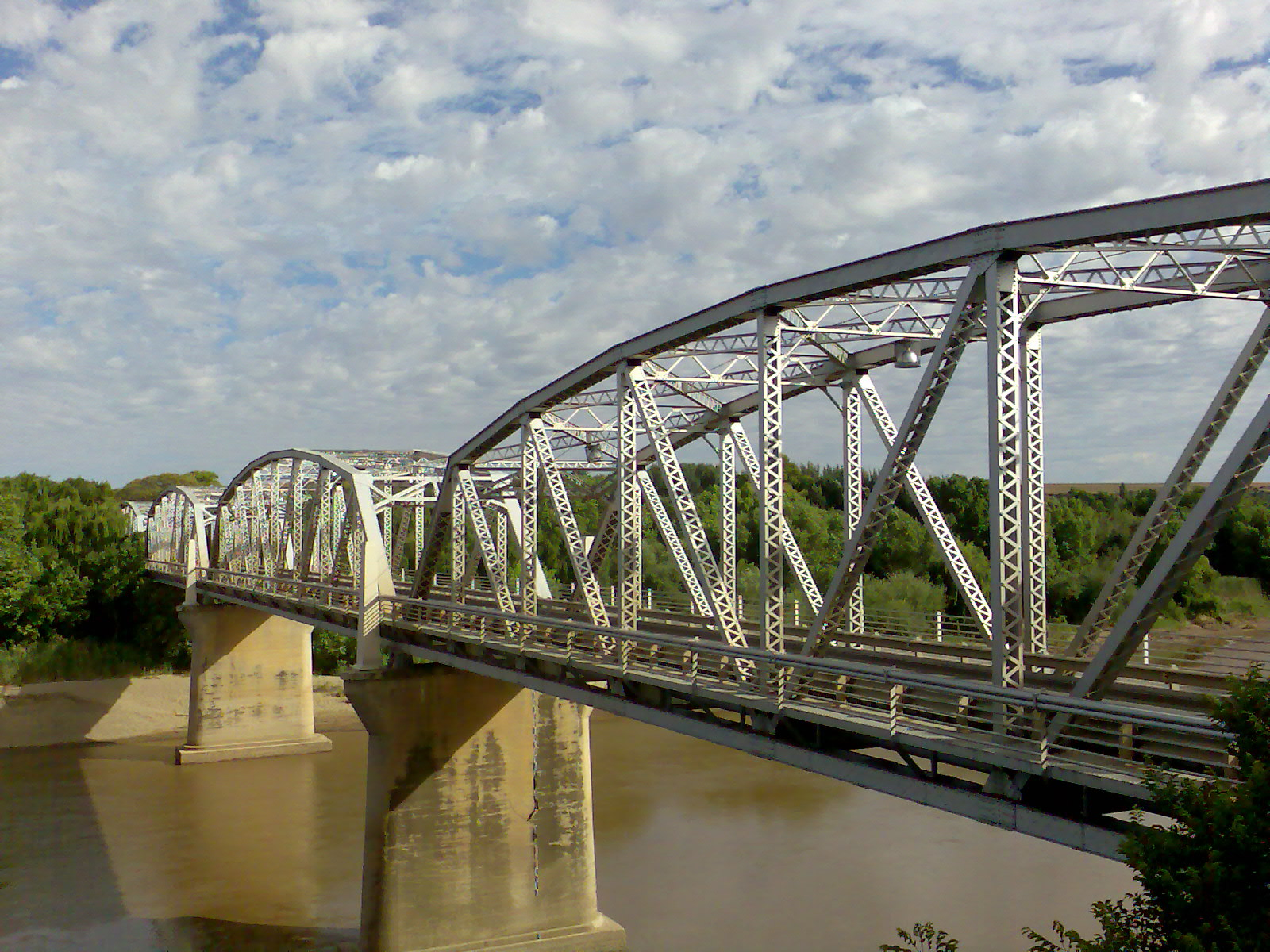
El puente en celosía de cuatro tramos General Hertzog sobre el río Orange  en Aliwal North soporta tráfico de vehículos.
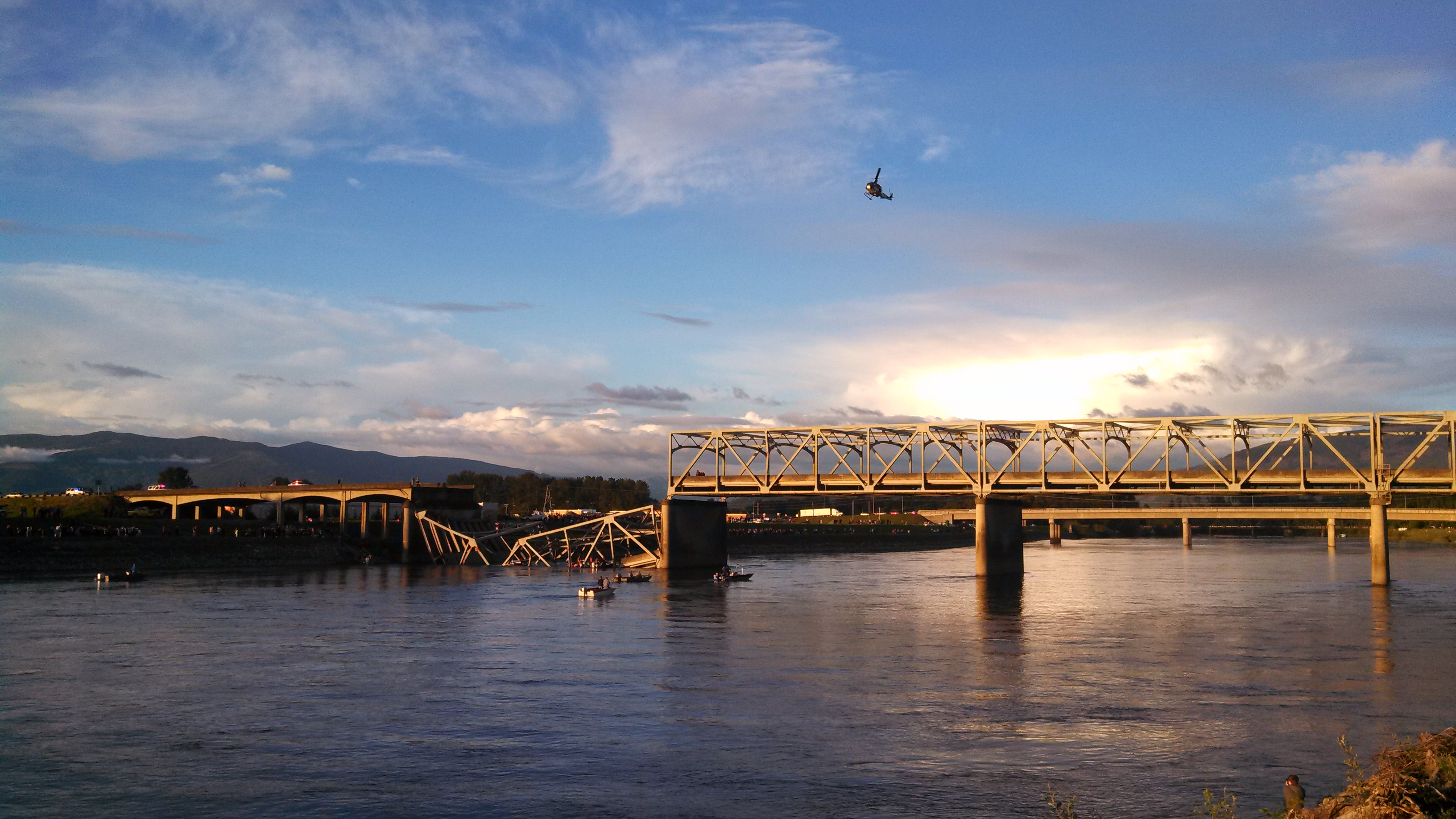
El puente en celosía sobre el río Skagit de la Interestatal 5 colapsó después de que un camión que pasaba golpease un soporte superior.
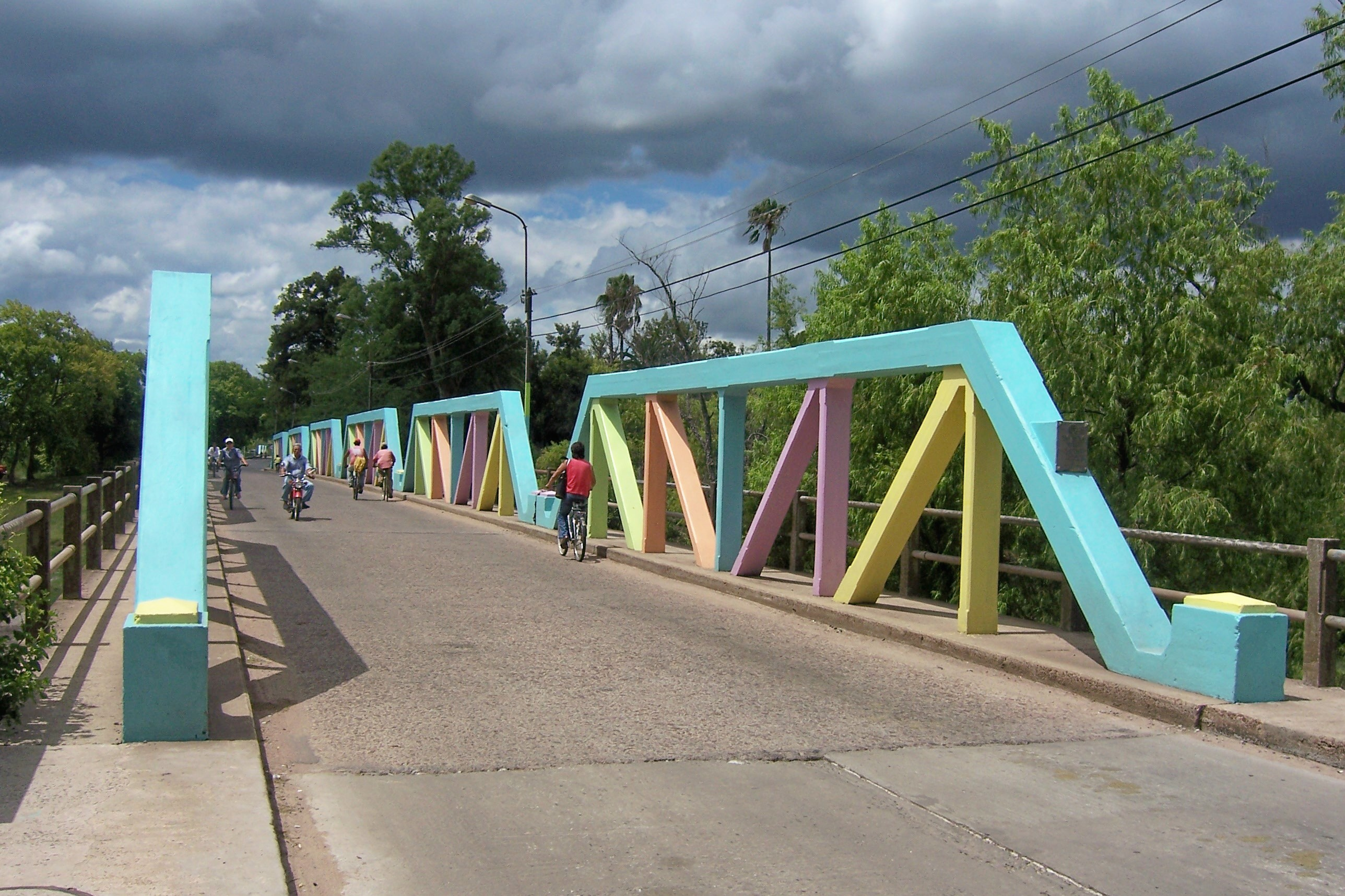
Puente en celosia tipo pony de hormigón armado.
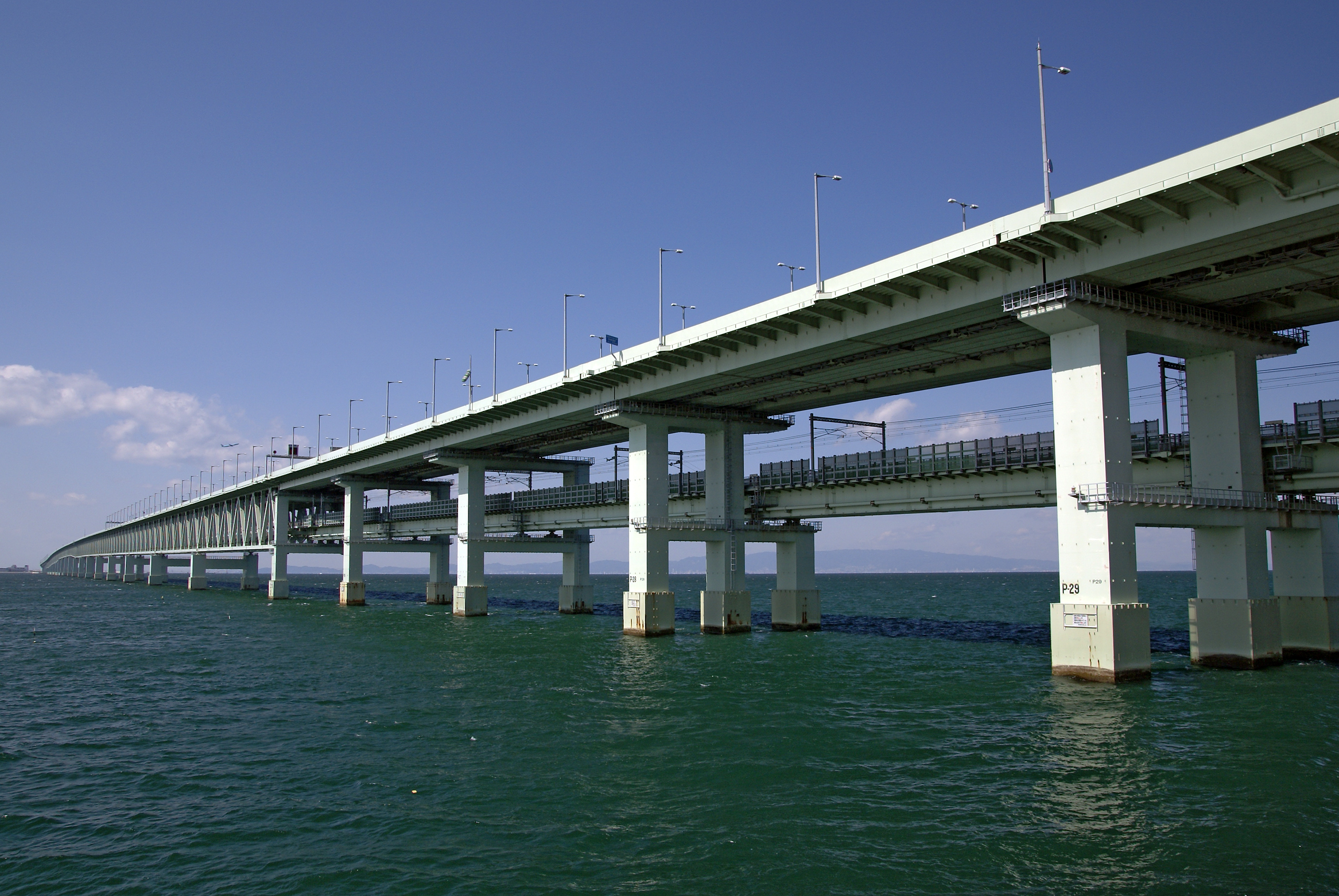
Puente R Sky Gate en el aeropuerto internacional de Kansai, Osaka, Japón, es el puente en celosía de dos pisos más largo del mundo. Soporta tres carriles de tráfico de automóviles en la parte superior y dos de ferrocarril debajo, con nueve tramos de celosía.
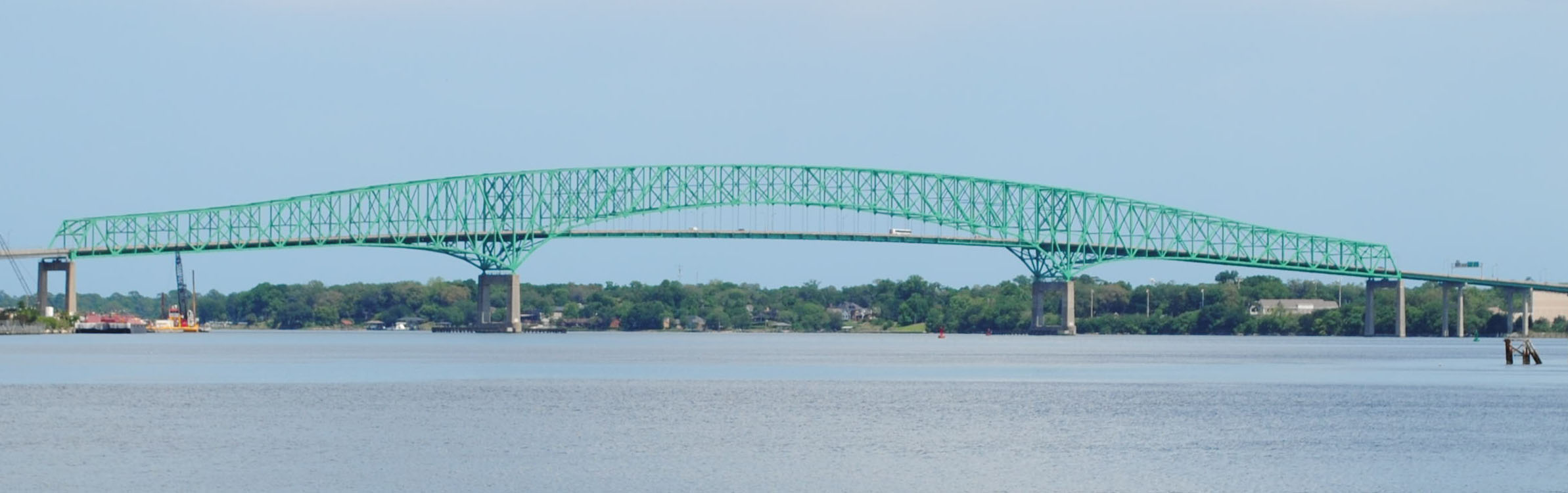
El puente Hart es una celosía en voladizo continuo con un diseño inusual, que combina un tablero de carretera suspendido en el tramo principal de 331,6 m y tramos de tablero en el interior de la celosía en los tramos de aproximación adyacentes.
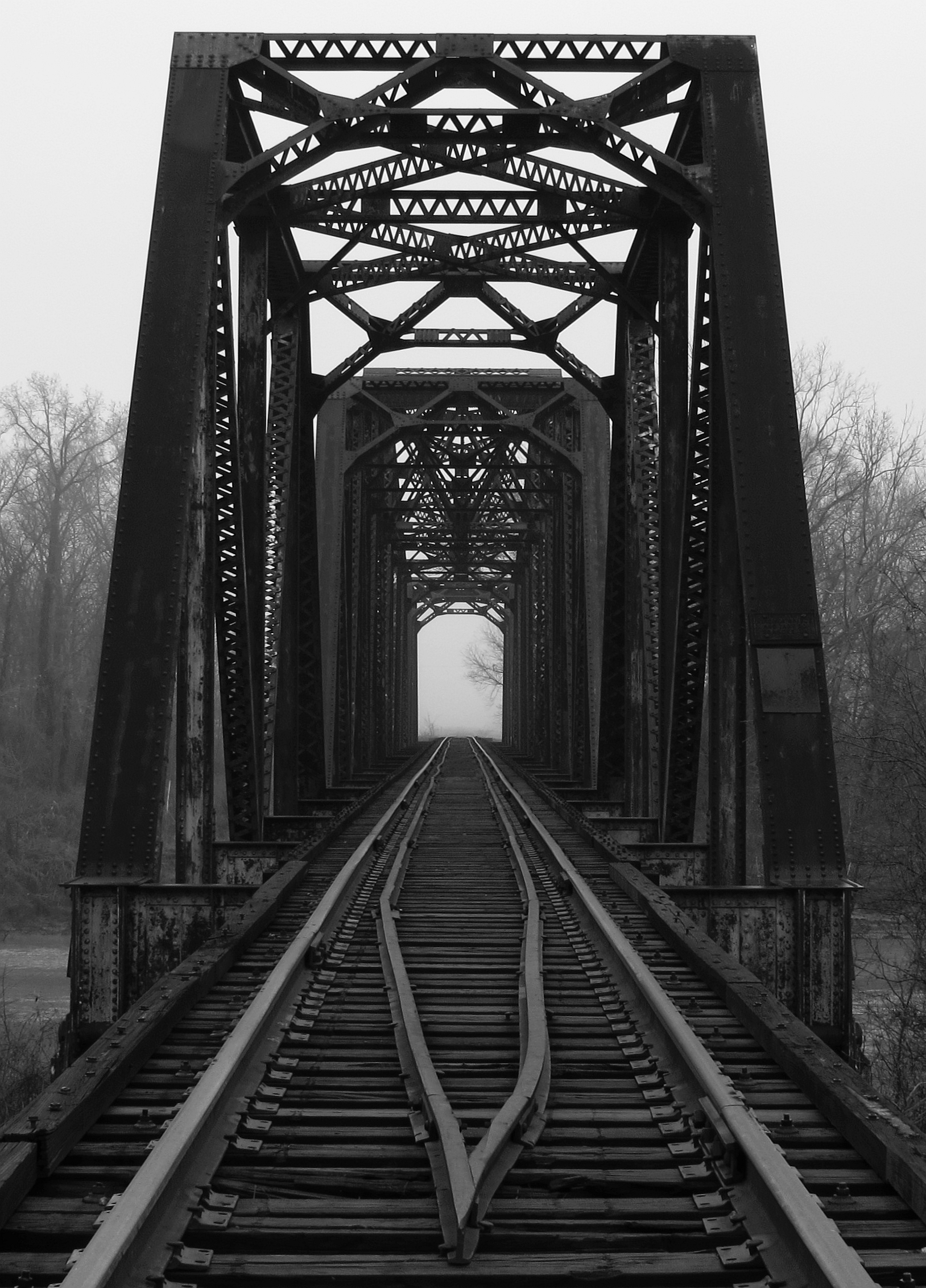
Un puente ferroviario con una vía férrea en el condado de Leflore (Mississippi).
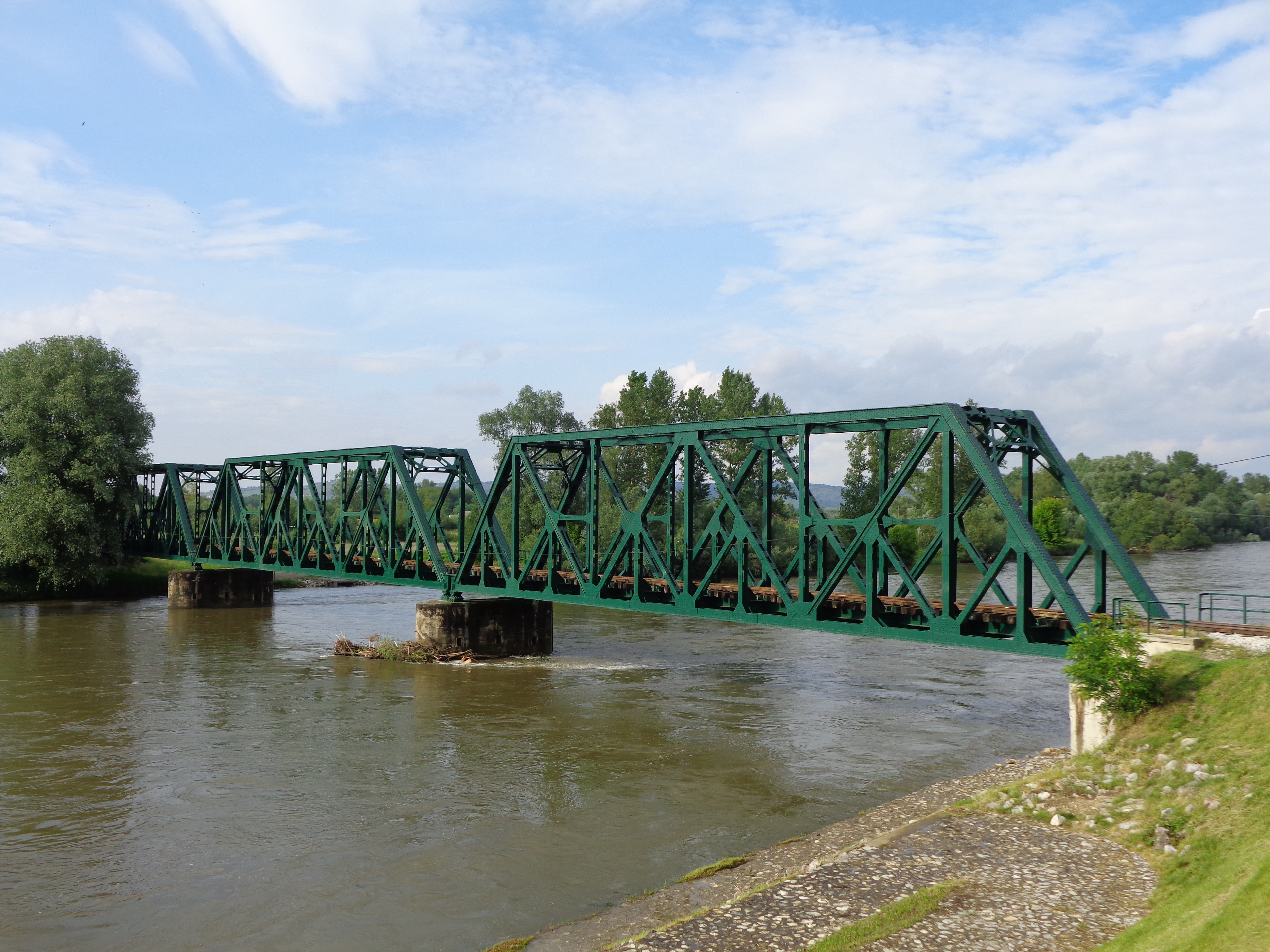
Vista lateral del puente ferroviario en celosía de hierro sobre el río Mura en Mursko Središće, Croacia.
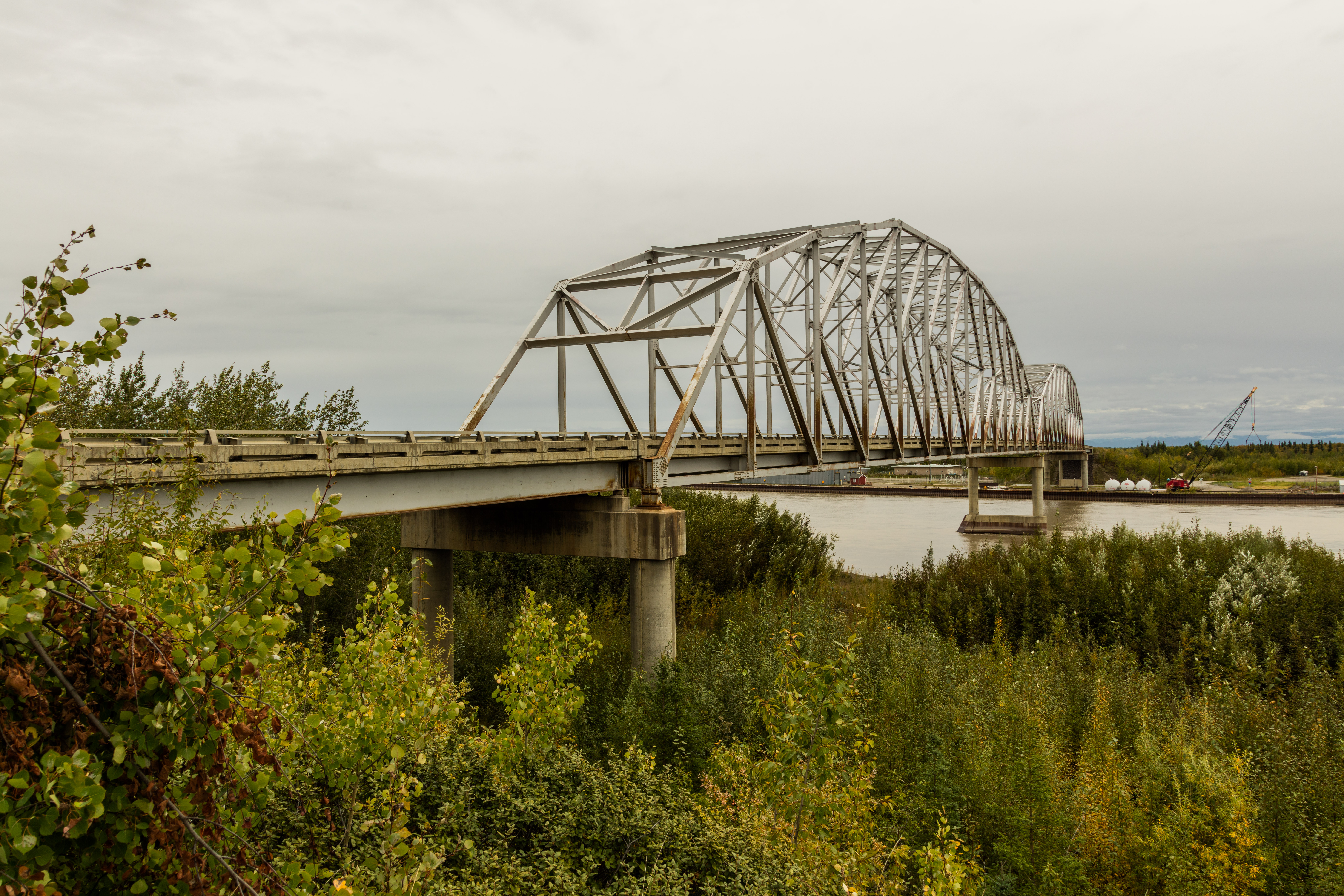
Puente en celosía sobre el río Tanana, Nenana, Alaska (Estados Unidos).

## Tipos de celosías usadas en puentes
Los puentes son los ejemplos más conocidos del uso de celosías. Hay muchos tipos de celosía, algunos datados hace cientos de años atrás. A continuación se muestran algunos de los diseños más comunes. 

### Celosía Allan

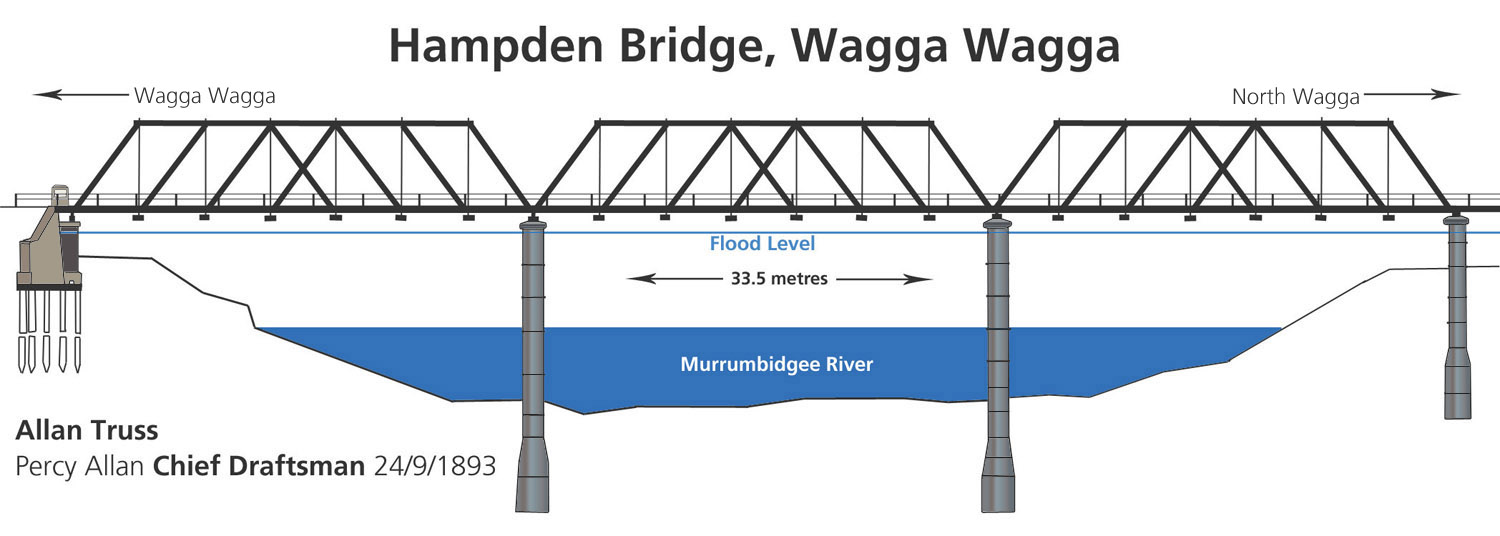
Esquema de la celosía Allan

La celosía Allan fue ideada por el ingeniero civil australiano Percy Allan (1861–1930), diseñador de 583 puentes, en su mayoría en Nueva Gales del Sur. La celosía es fundamentalmente una celosía Howe en la que en el tramo o tramos centrales se han dispuesto barras en cruces de san Andrés.
La primera celosía Allan se completó el 13 de agosto de 1894 sobre el arroyo Glennies en Camberwell, Nueva Gales del Sur y el último puente Allan se construyó sobre el arroyo Mill, cerca de Wisemans Ferry en 1929. Terminado en marzo de 1895, el puente Tharwa ubicado en Tharwa, en el Territorio de la Capital Australiana fue el segundo puente en celosía Allan que se construyó, y es el puente más antiguo que sobrevive en el Territorio de la Capital Australiana y el puente Allan más antiguo utilizado continuamente. Completado en noviembre de 1895, el puente Hampden en Wagga Wagga, Nueva Gales del Sur, el primero de los puentes de celosía Allan con arriostramiento aéreo, se diseñó originalmente como un puente de acero pero se construyó con madera para reducir el costo. En su diseño Allan usó la corteza de hierro australiana para fortalecerlo. Un puente similar también diseñado por Percy Allen es el Victoria Bridge en Prince Street, Picton, New South Wales. También construido de corteza de hierro, el puente todavía está en uso hoy para el tráfico peatonal y ligero.

Ejemplos de puente en celosía Allan
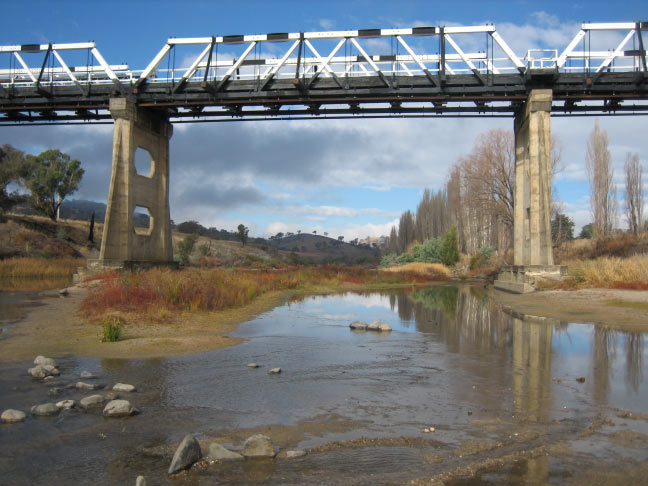
Puente Tharwa, sobre el río Murrumbidgee
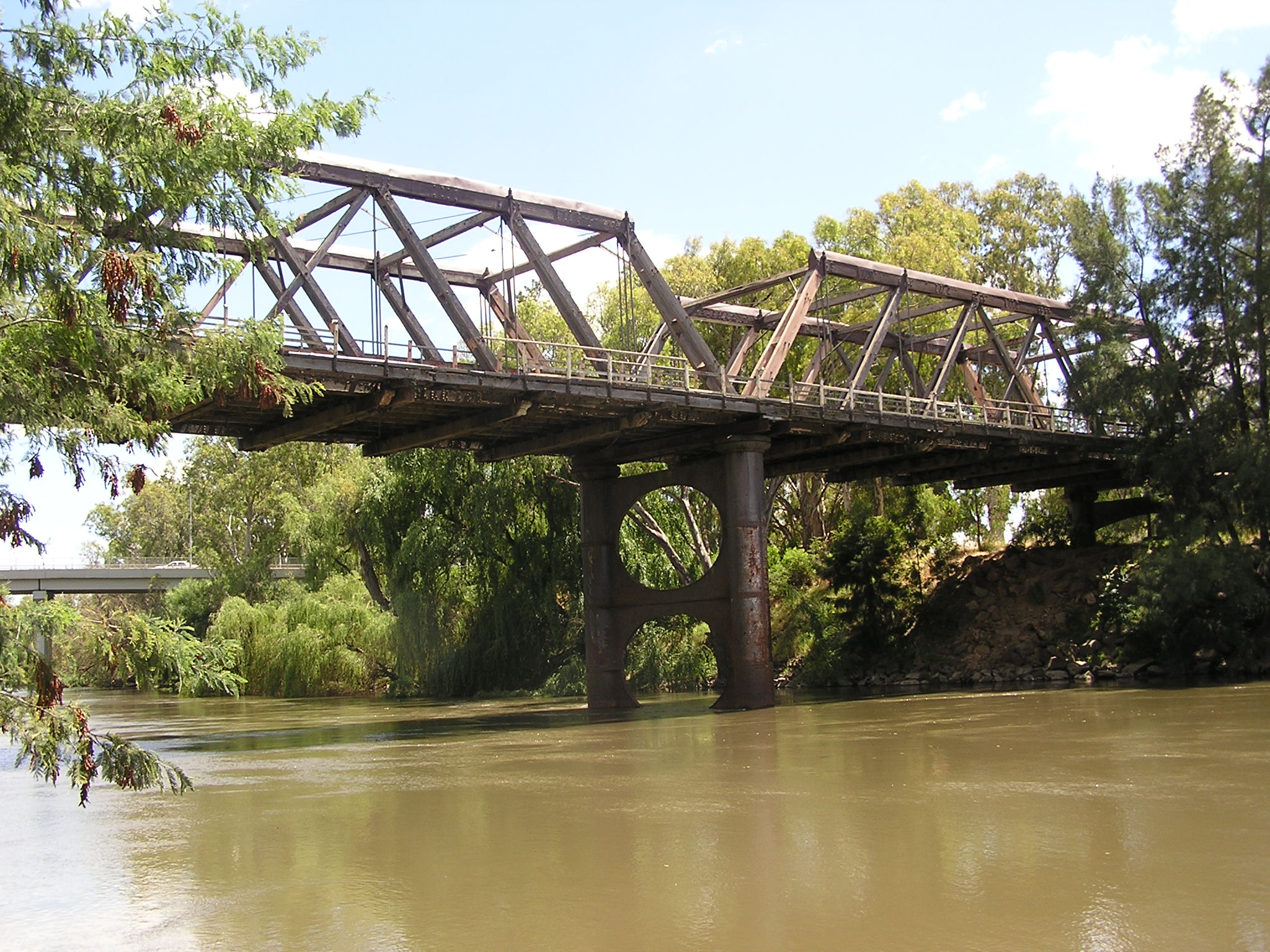
Puente en Wagga Wagga (Nueva Gales del Sur) sobre el río Murrumbidgee
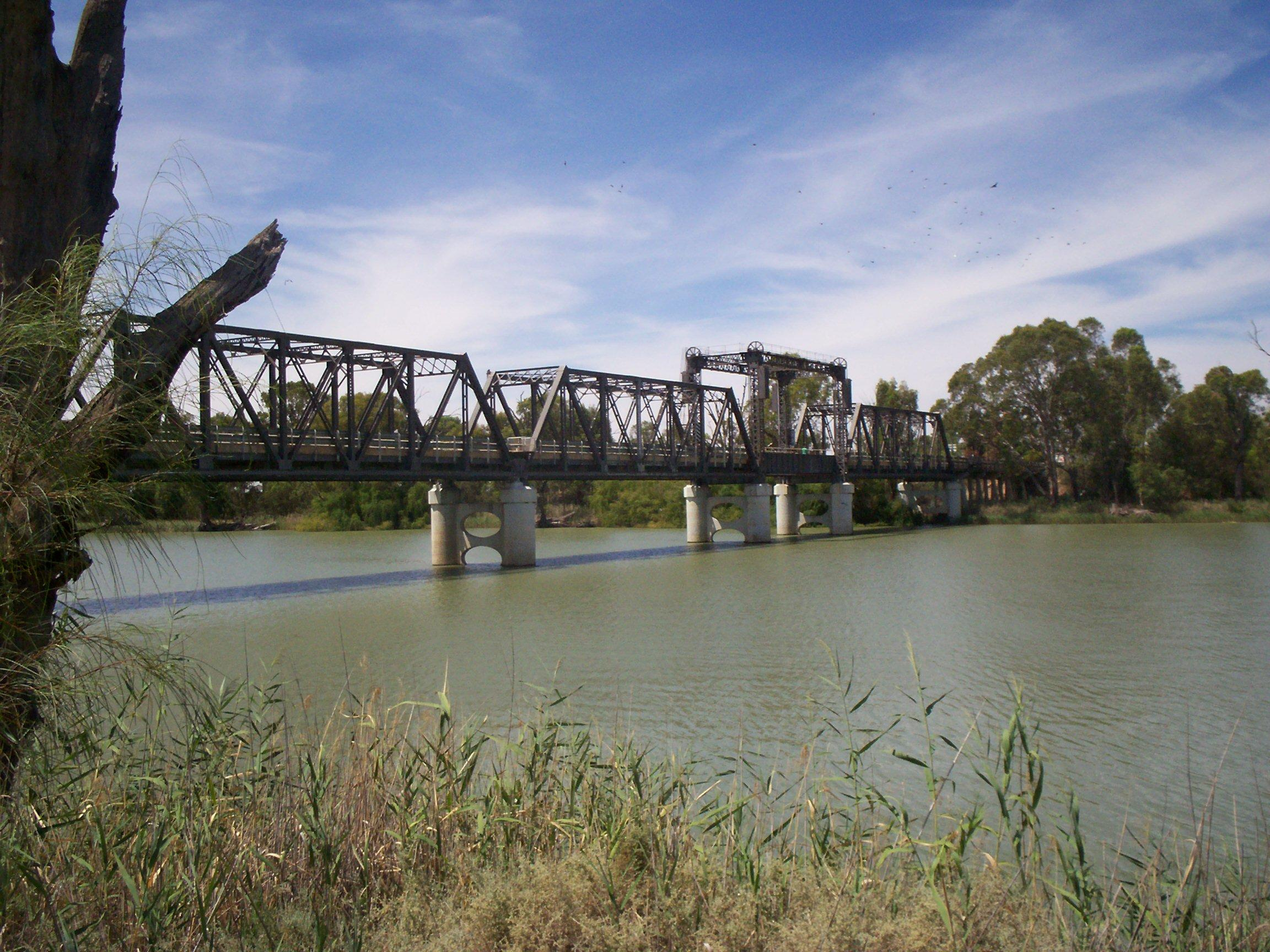
Foto del puente Abbotsford atravesando el río Murray

### Puente Bailey

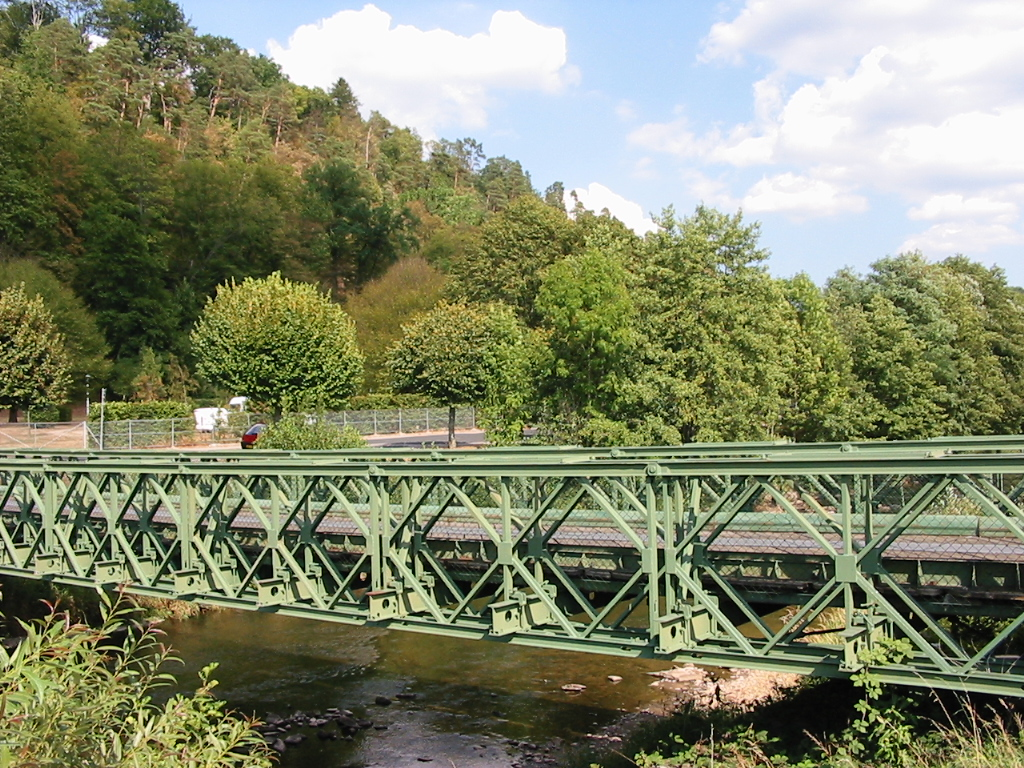
Puente en Saint-Dié-des-Vosges sobre el río Meurthe, Francia

Esquema de la celosía Bailey

Un puente Bailey es un puente portátil prefabricado diseñado en 1941 para uso militar por el ingeniero civil inglés Donald Coleman Bailey (1901–1985) como una solución al mayor peso de los nuevos tanques que se estaban desarrollando en las primeras fases de la Segunda Guerra Mundial. Esta invención es considerada uno de los mejores ejemplos de ingeniería militar durante la Segunda Guerra Mundial. Se utilizó para salvar luces de hasta 60 metros y permitía la circulación de vehículos de hasta 70 toneladas. Su ensamblado no requería de herramientas especiales o de equipo pesado, duraba apenas unas horas y podía realizarse incluso bajo fuego enemigo. El ejército británico instaló 2500  en Italia y 1500 en el norte de Europa.
El puente se ensambla como un mecano mediante el ensamblado de elementos de unos 3 m de longitud, fácilmente transportables en camión y movidos por 1, 2, 4 (202 kg) o 6 personas (272 kg). Se montaba en la orilla sobre unos railes, con una longitud el doble de lo necesario para evitar el vuelco, y luego se empujaba sobre los rieles hasta la ubicación prevista. La parte sobrante se desmontaba después del tendido. Dos horas eran suficientes para que 40 zapadores instalasen una estructura básica de 24 metros de largo. Los elementos de la celosía prefabricados y estandarizados se pueden combinar fácilmente en diversas configuraciones para adaptarse a las necesidades del sitio.
En las imágenes de abajo, nótese el uso de celosías dobladas para adaptarse a los requisitos de vano y carga. En otras aplicaciones, las celosías pueden apilarse verticalmente.

Ejemplos de puente Bailey
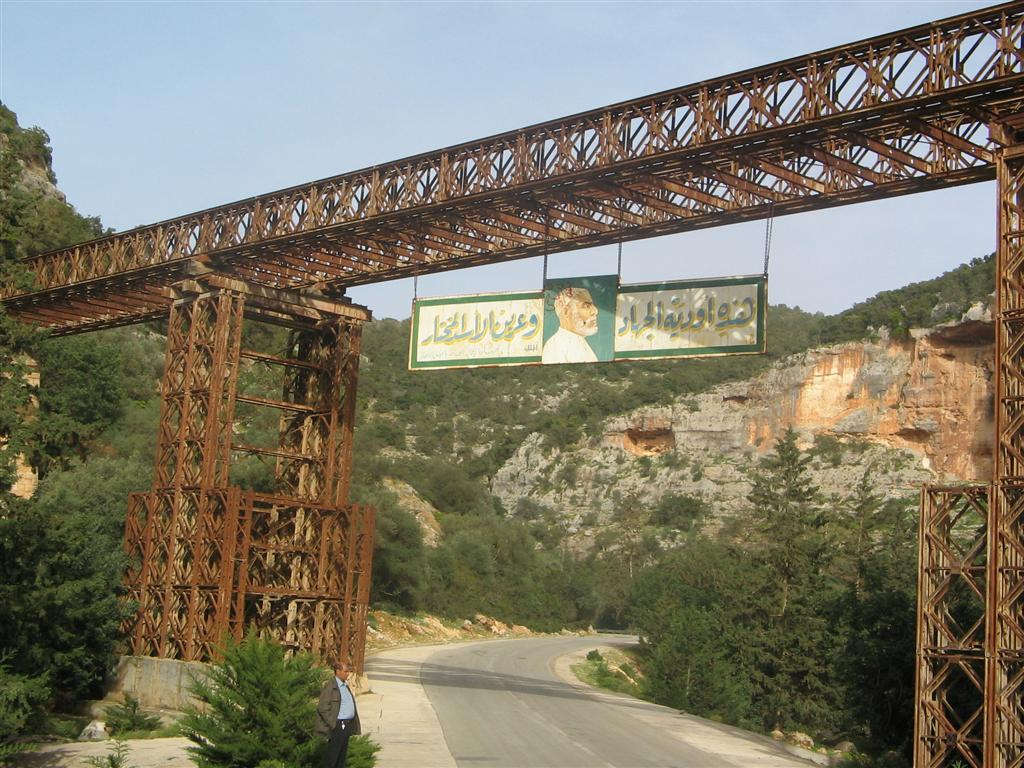
Puente en Libia, construido por el ejército británico, poco después de la Segunda Guerra Mundial.
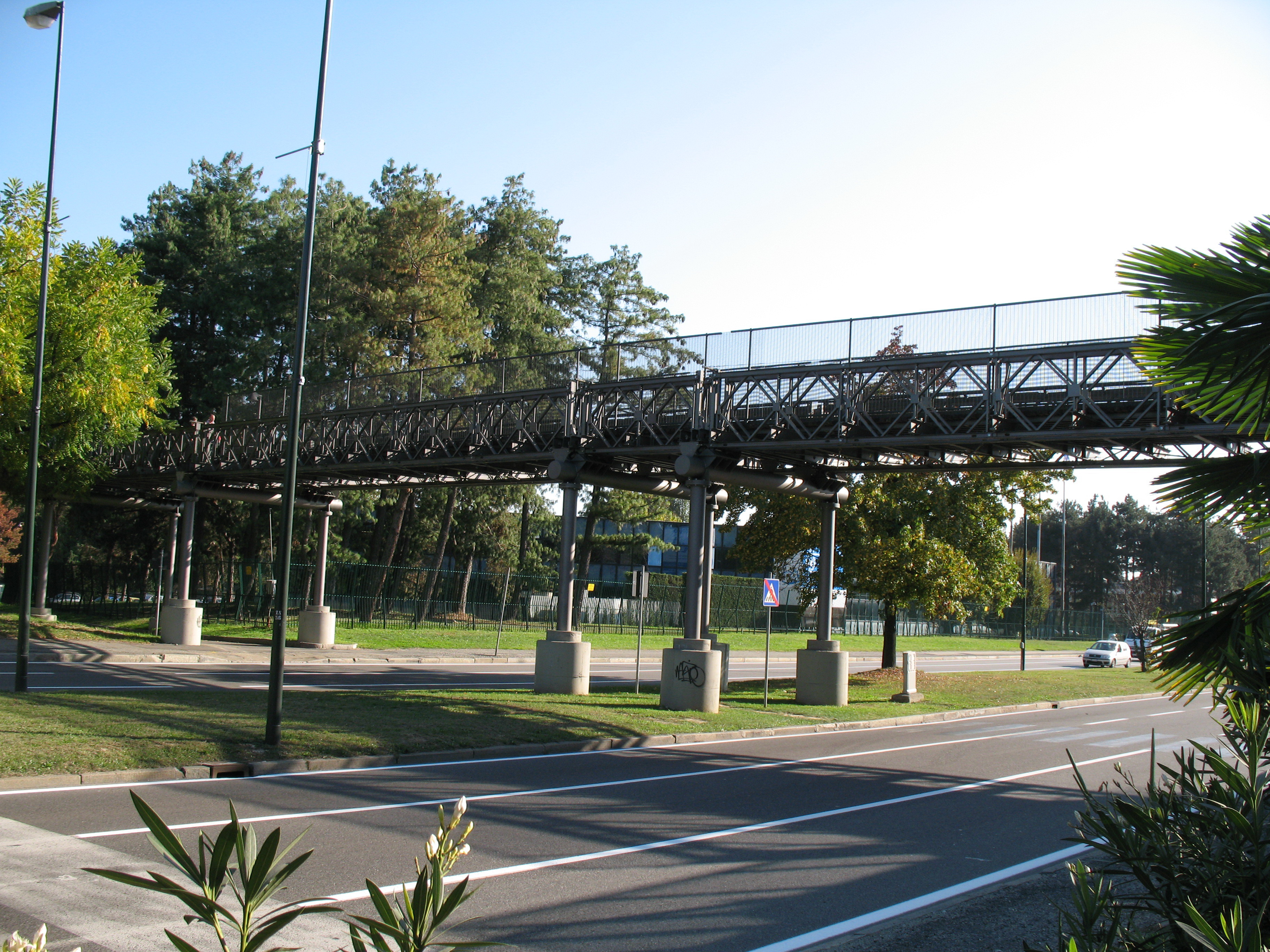
Puente en Turín
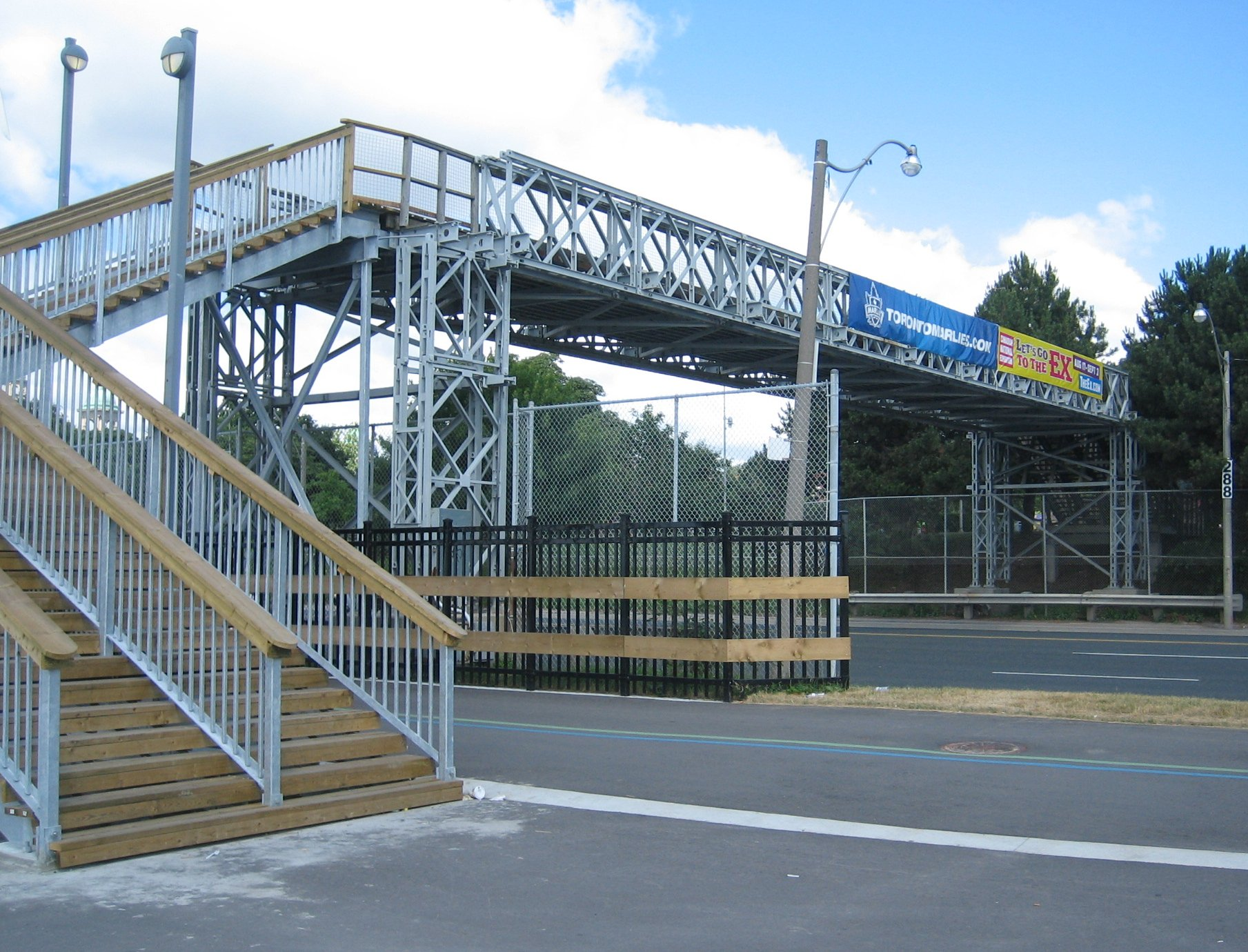
Puente en Toronto

### Celosía Baltimore

Esquema de la celosía Baltimore

La celosía Baltimore, una subclase de la celosía Pratt, tiene un arriostramiento adicional en la sección inferior de la celosía para evitar el pandeo en las barras a compresión y para controlar la deformación. Se utiliza principalmente para puentes ferroviarios, habiendo demostrado ser un diseño simple pero muy robusto. En la celosía Pratt se usan la intersecciones de los montantes verticales y el cordón horizontal inferior para anclar los soportes de las cortas viguetas por debajo de los railes (entre otras cosas). Con la celosía Baltimore, hay casi el doble de puntos para anclar ya que las barras verticales cortas también se pueden usar. Por ello, las cortas viguetas pueden hacerse más ligeras porque su luz es más corta.

Ejemplos de puente en celosía Baltimore
Puente ferroviario en Lehigh Valley, State Route 5 Vicinity, Batavia, condado de Genesee, NY
Puente de la Company Creek Bridge No. 2, atravesando el río Stehekin, en Stehekin, condado de Chelan, WA
Puente Eagle Point Bridge, Dubuque, condado de Dubuque, IA
Detalle del puente anterior

### Celosía Bollman

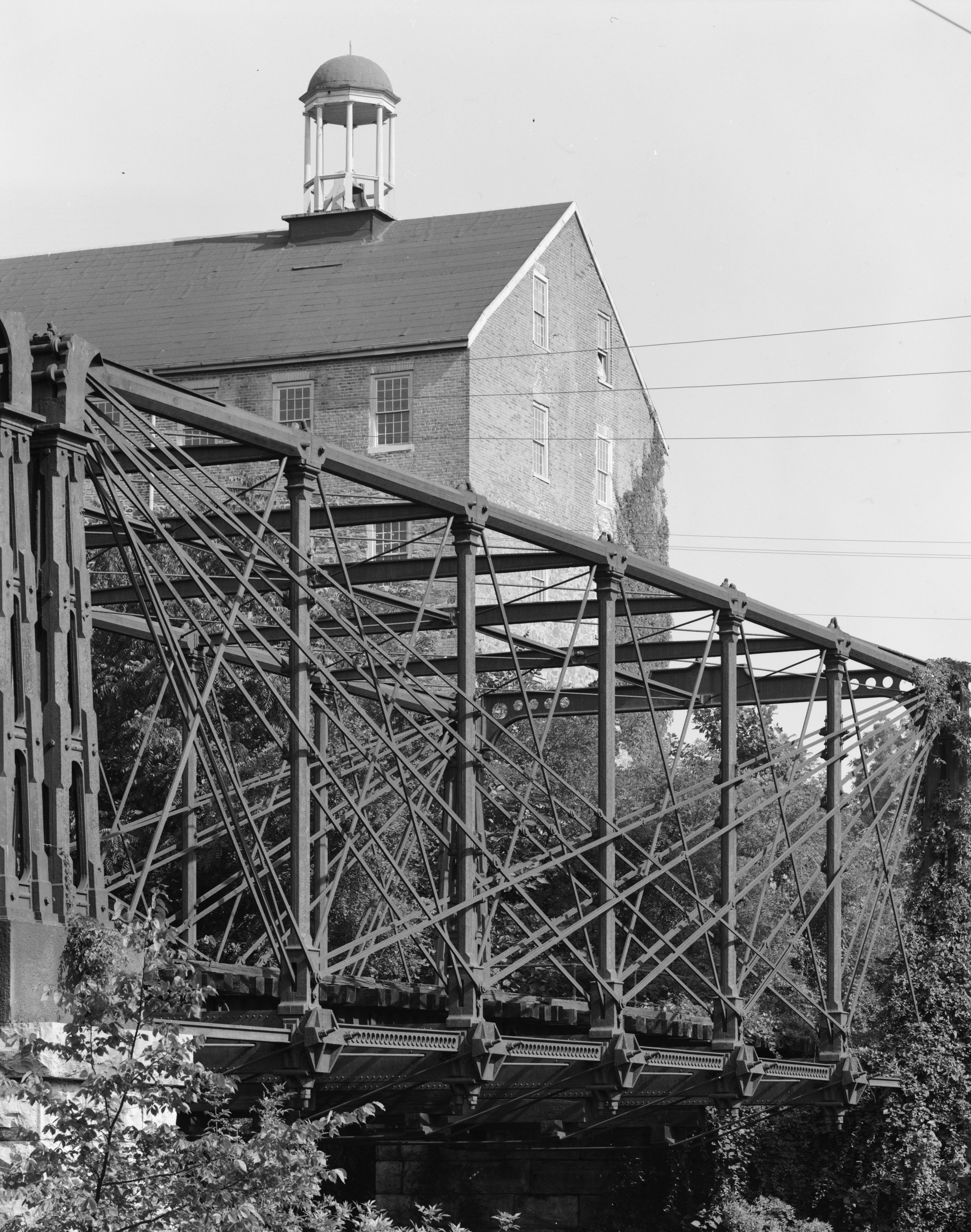
Celosía Bollman en Savage, Maryland. Construido en 1869, desplazado a Savageen 1887.Todavía está en uso como pasarela peatonal

El puente ferroviario celosía Bollman en Savage (Maryland), en Maryland, es el único ejemplo que queda de un diseño revolucionario en la historia de la ingeniería de puentes estadounidense. El tipo fue nombrado por su inventor, Wendel Bollman, un ingeniero autodidacta de Baltimore. Fue el primer diseño exitoso de puente completamente metálico (patentado en 1852) que se adoptó y usó consistentemente para soportar una línea ferroviarial. El diseño empleaba elementos traccionados de hierro forjado y elementos comprimidos de hierro fundido. El uso de múltiples elementos traccionados independientes reducía la probabilidad de una colapso catastrófico. La estructura también era fácil de armar. 
El puente Bollman Arroyo Wells es el único puente diseñado por Wendel Bollman que aún existe, pero tiene una configuración de celosía de Warren.

### Celosía con cordón en arco

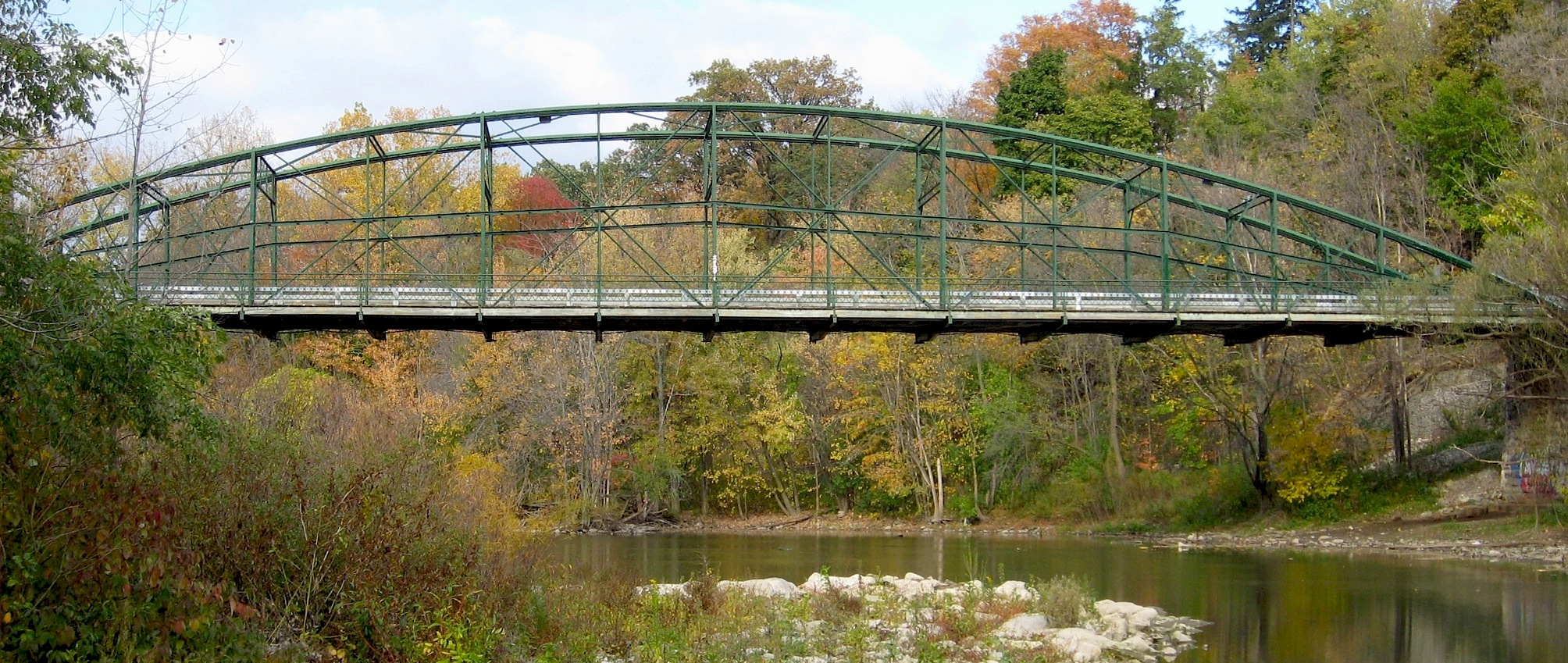
Puente arco de celosía, en London (Ontario), Canadá

Esquema de la celosía Bowstring

El puente de celosía con cordón en arco (en inglés: Bowstring arch truss) fue patentado en 1841 por Squire Whipple.   Aunque es similar en apariencia a un puente de arco atirantado, la celosía con cordón en arco es una celosía como tal, y por lo tanto sus diagonales soportan cargas. Esas diagonales dan como resultado una estructura que se asemeja más a una celosía de Parker o a una celosía de Pratt que a un arco verdadero. 

### Celosía Brown

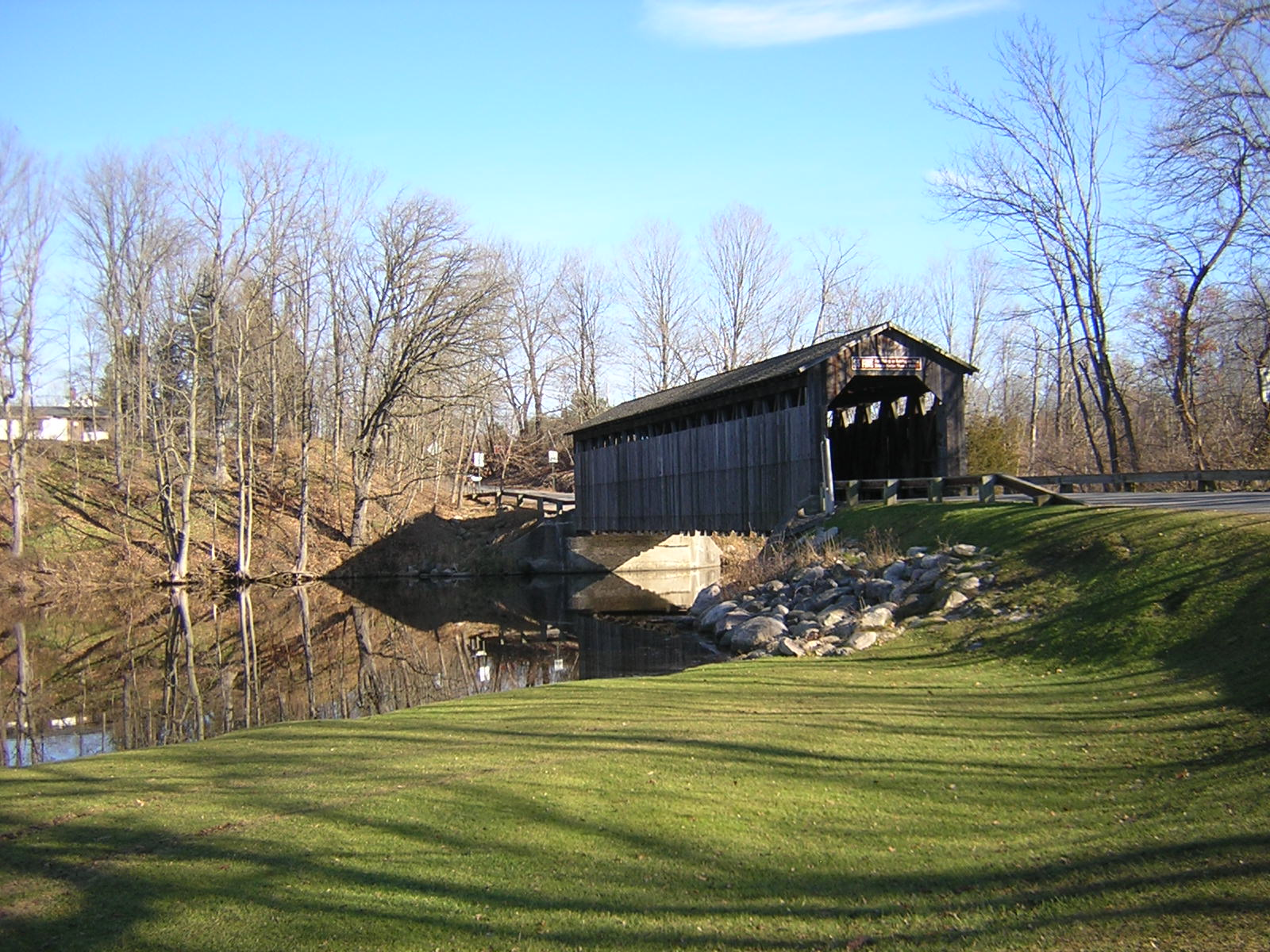
Puente Fallasburg (1871), un puente cubierto en el municipio de Vergennes

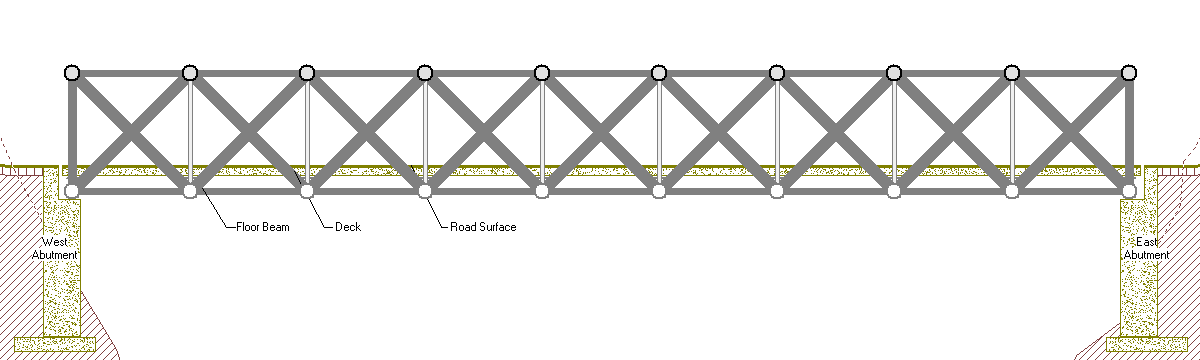
Esquema de la celosía Brown. Todos los elementos verticales interiores están bajo tensión.

Una celosía Brown es una celosía utilizada en puentes principalmente de madera con metal solo en las barras en tensión. Fue usada en los primeros puentes cubiertos en Estados Unidos, destacando por el uso económico de los materiales. Lleva el nombre de su inventor, Josiah Brown Jr., de Buffalo, New York, que la patentó el 7 de julio de 1857 (US patent 17.722). La celosía Brown disfrutó de un breve período de auge en la década de 1860, y se sabe que se utilizó en cuatro puentes cubiertos en Míchigan, el puente cubierto de Ada, el puente de Fallasburg, el puente de Whites y en otro más. El diseño no pareció conseguir una amplia aceptación, ya que los puentes modernos tienden a ser Howe, Pratt, de cuerda de arco o Warren.
La celosía Brown es un diseño en cajón pasante (en contraste con la celosía de tablero) y consiste en diagonales comprimidas conectadas a los tirantes superiores e inferiores horizontales. Puede haber barras de tensión vertical o casi vertical (el diagrama muestra estas barras, mientras que el diagrama de aplicación de la patente no lo hacía) pero no hay barras verticales comprimidas. En la práctica, cuando se utiliza en un puente cubierto, la aplicación más común, la celosía queda protegido con un revestimiento exterior.
El piso y el techo también son celosías, pero son horizontales y sirven para dar rigidez al entramado. Las partes inferiores de las diagonales tienden a sobresalir por debajo del revestimiento. La celosía Brown se caracteriza por la economía de materiales, ya que se puede construir con muy poco metal.

Ejemplos de puente en celosía Brown en Míchigan
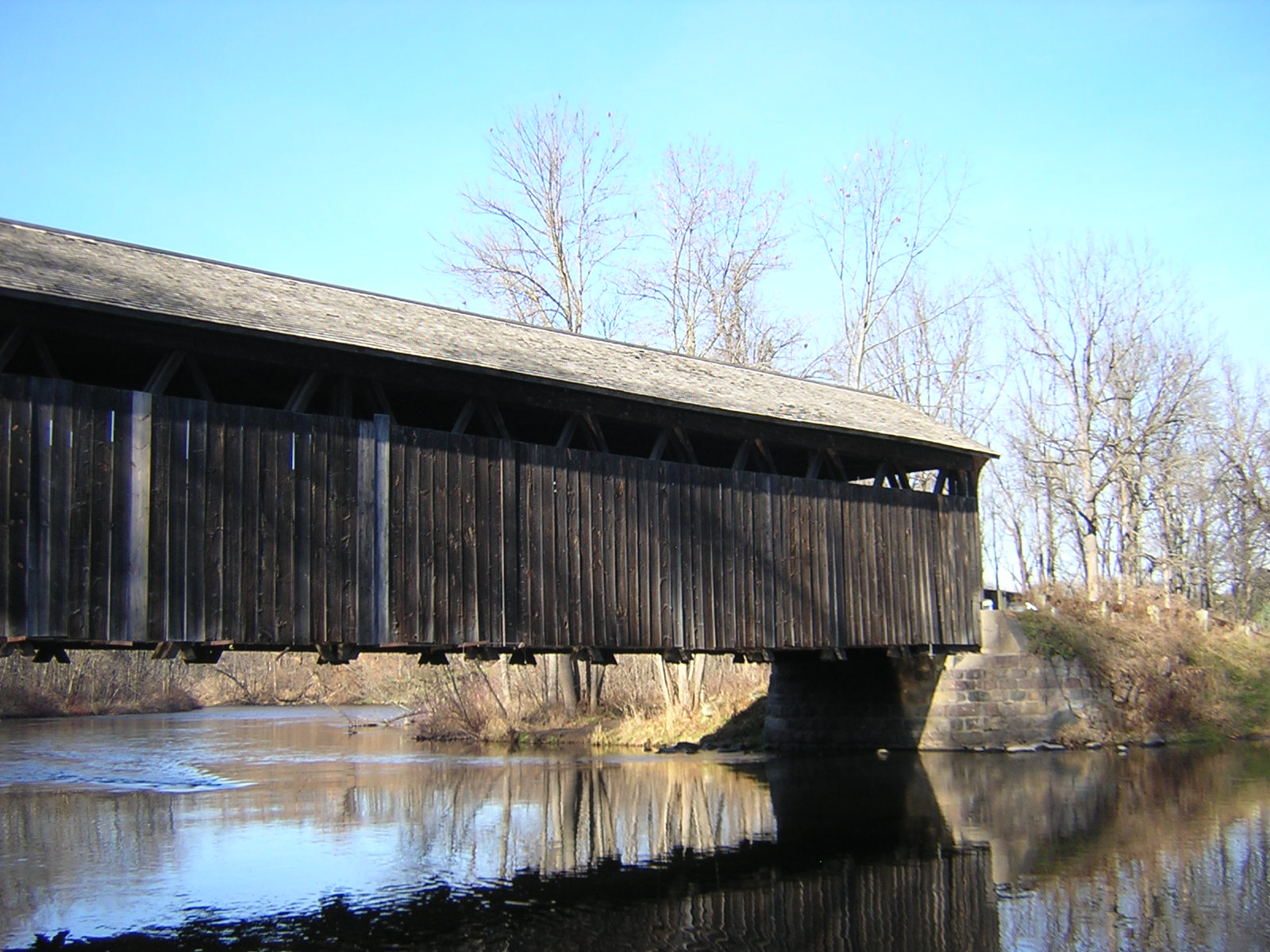
Puente Whites (1867 o 1869), en el municipio de Keene
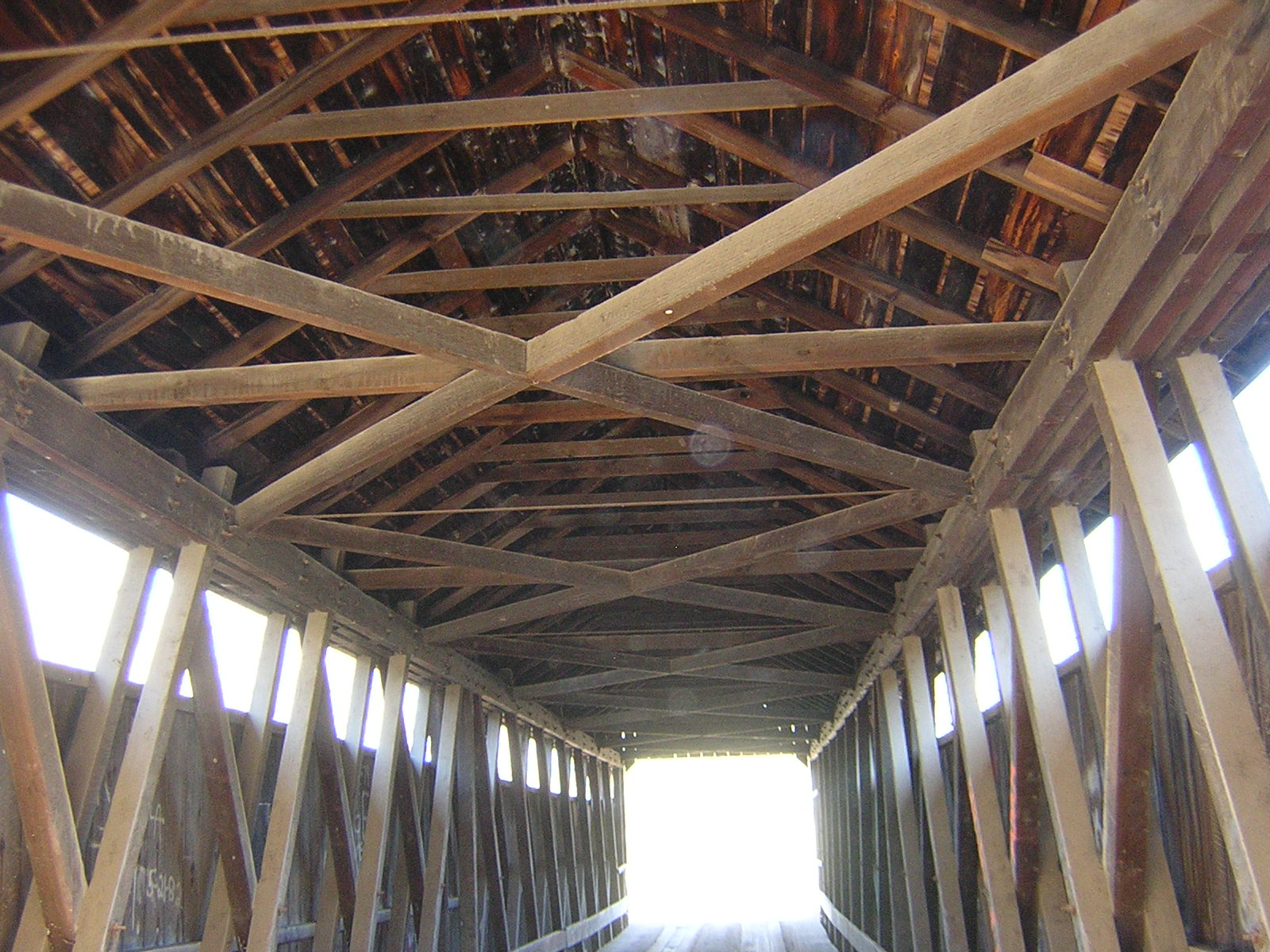
Interior del puente Whites mostrando las diagonales en los lados y diagonales horizontales en el soporte de techo,  formando la parte superior del armazón de la caja
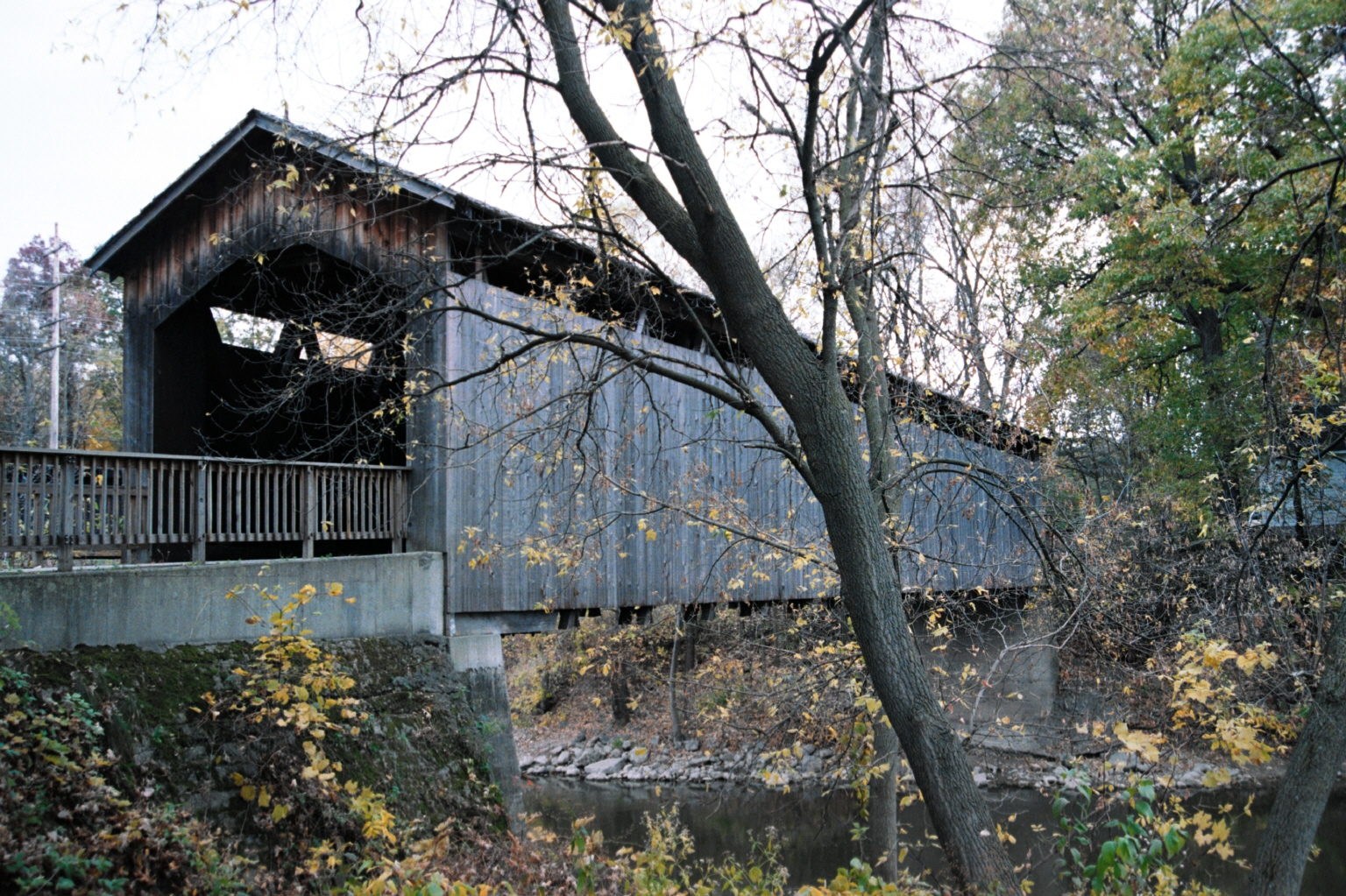
El puente cubierto Ada (1867), en el municipio de Ada. Los extremos de la celosía sobresalen por debajo del revestimiento y la parte superior es visible bajo el techo: esa brecha dejaba entrar la luz permitiendo usar el interior.

### Celosía Brunel
Véase Celosía lenticular más abajo

### Celosía en arco Burr

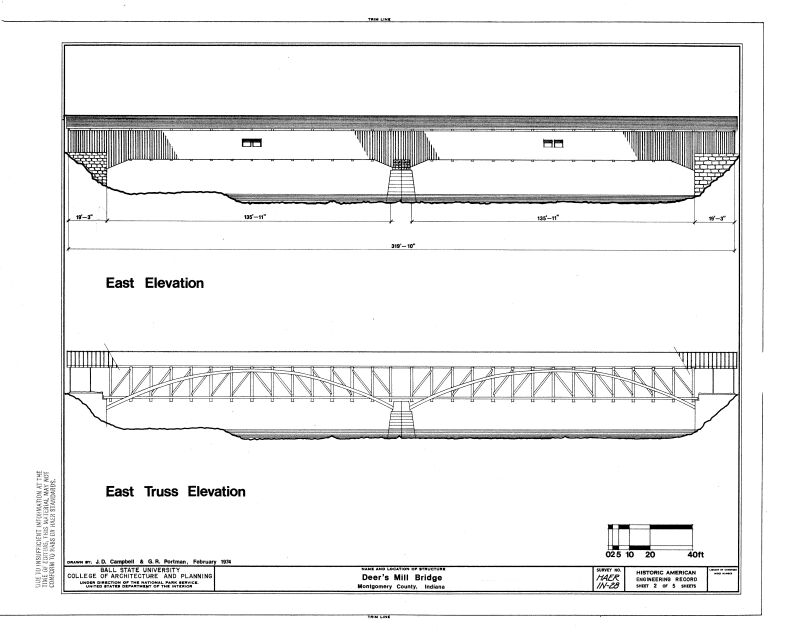
Alzado y sección del puente Deer's Mill, que muestra el esquema de la celosía en arco Burr

La celosía en arco Burr, o simplemente, celosía Burr o arco Burr, es una combinación de un arco y un diseño de múltiples celosías kingpost. Fue inventada en 1804 por Theodore Burr, patentado el 3 de abril de 1817, y utilizado en puentes, generalmente puentes cubiertos.
El principio de diseño detrás de la celosía de arco Burr es que el arco debe ser capaz de soportar toda la carga del puente, mientras que la celosía conserva el puente rígido. Aunque la celosía kingpost sola es capaz de soportar una carga, es imposible equilibrar uniformemente una carga dinámica que cruza el puente entre lambas partes. La aproximación opuesta también se sostiene, basada en modelos de computadora, que la celosía soporta la mayoría de la carga y el arco proporciona la estabilidad.  De cualquier forma, la combinación del arco y la celosía proporciona un puente más estable capaz de soportar un mayor peso que el arco o la armadura solos. 
El estado de Indiana tiene una gran colección de puentes Burr, ya que de los 92 puentes históricos 53 son celosías Burr, muchos de ellos en el Condado de Parke. 

Ejemplos de puente en celosía Burr
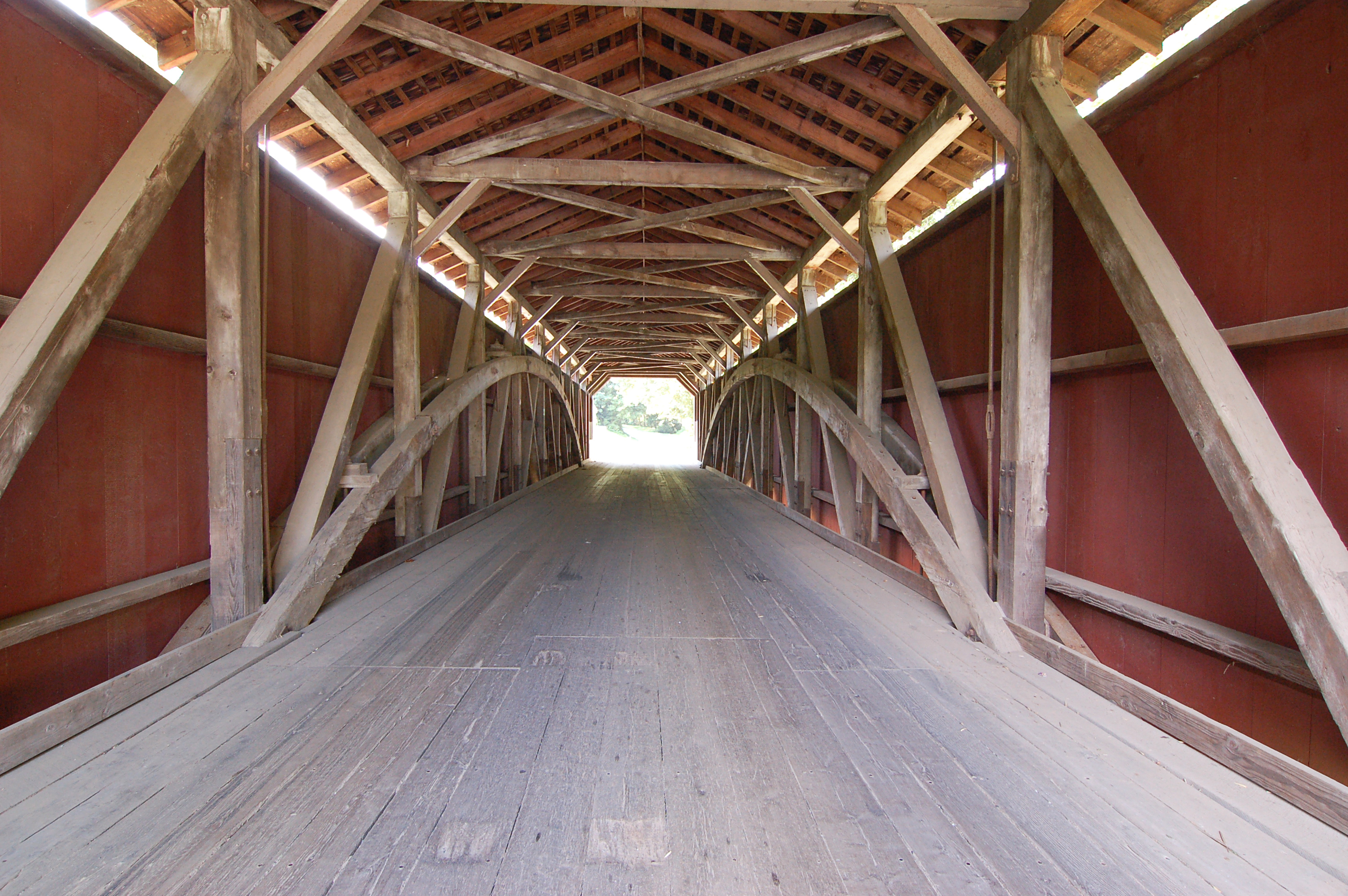
El puente cubierto de Baumgardener, en el condado de Lancaster (Pennsylvania) (PA)
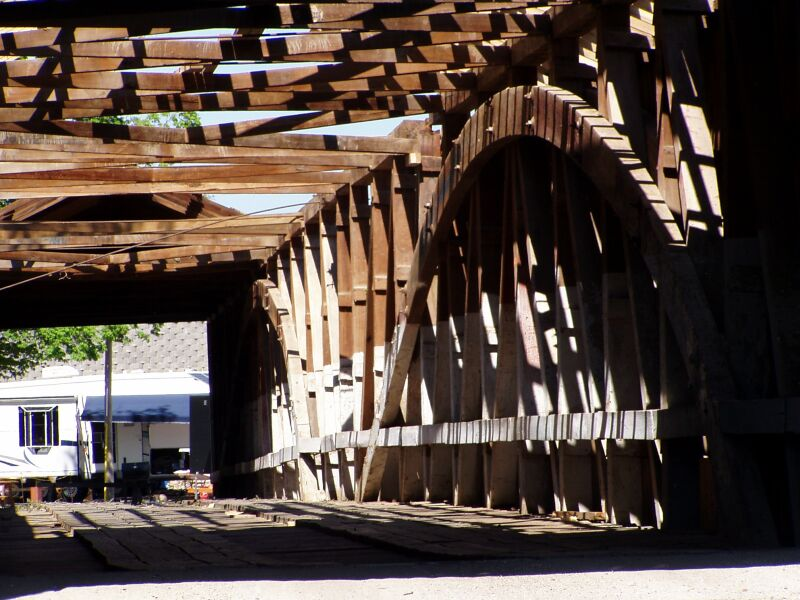
Puente cubierto de Mansfield, en el condado de Parke, Indiana. La fotografía fue tomada cuando el techo faltaba después de una gran tormenta y el diseño interior es más fácil de ver.
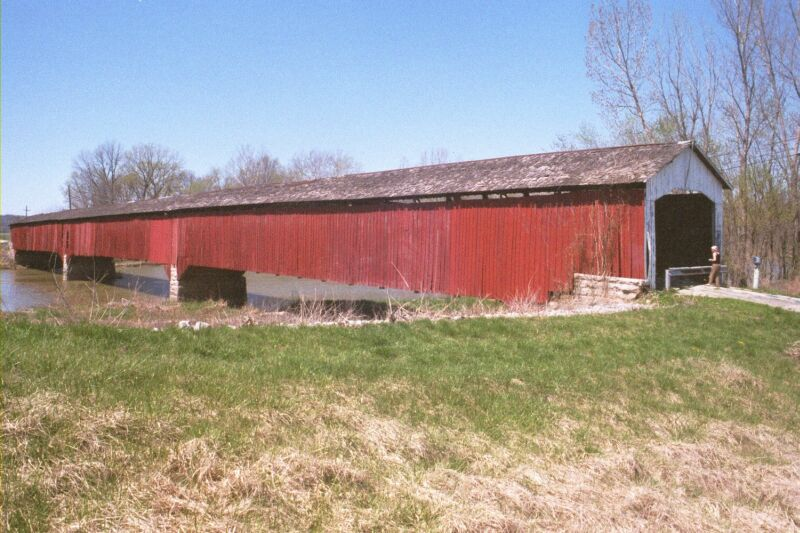
Puente cubierto de Medora,  en el condado de Jackson, Indiana. Es el mayor puente cubierto de Indiana.
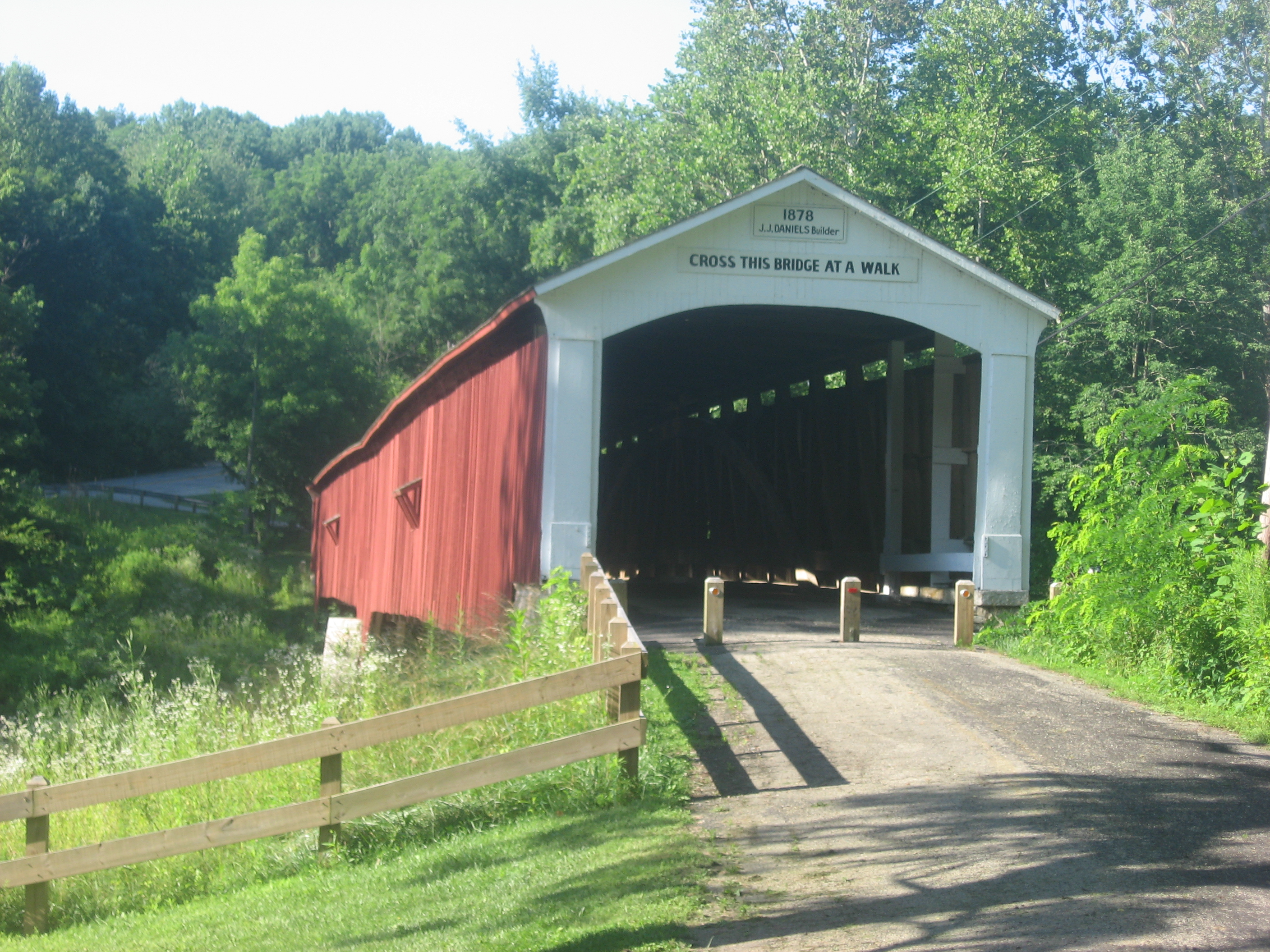
Puente Deer's Mill (1878), en Indiana

### Celosía en ménsula o cantilever

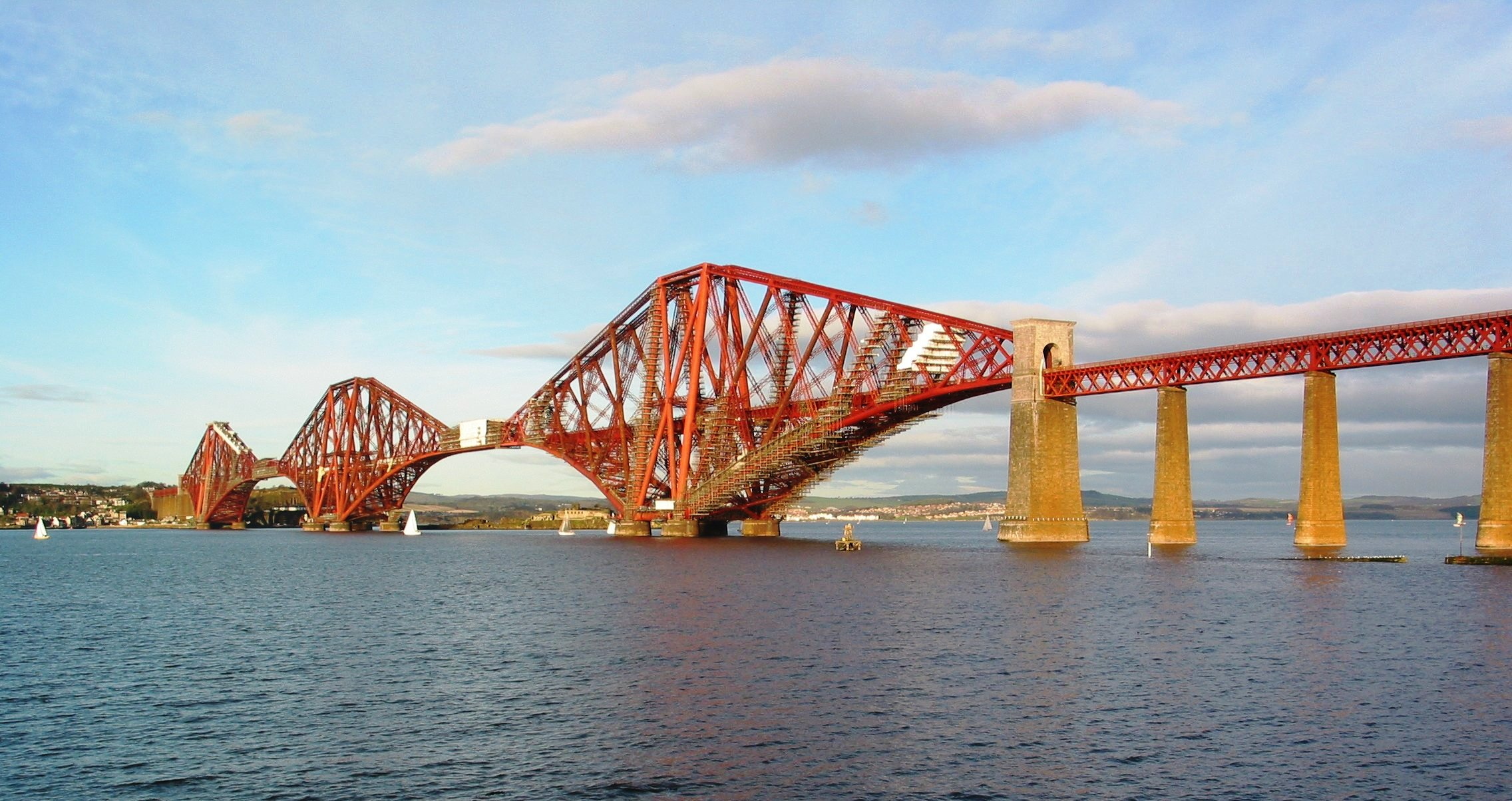
Forth Bridge

La mayoría de las celosías tienen el cordón inferior bajo tensión y el cordón superior bajo compresión. En una celosía en voladizo, la situación se invierte, al menos en una parte del tramo. El típico puente en celosía en voladizo es un «voladizo equilibrado», que permite que la construcción proceda hacia afuera desde un mástil vertical central en cada dirección. Por lo general, estos se construyen en pares hasta que las secciones externas se pueden anclar a las zapatas. La brecha central, si está presente, se puede completar levantando una celosía convencional ya fabricada o construyéndola en su lugar usando un «soporte de desplazamiento». Otros métodos de construcción, equilibran la mitad exterior de cada celosía con apuntalamientos temporales. Cuando se completan las mitades exteriores y se anclan las mitades internas, se puede construir la sección central como se describe arriba.

Ejemplos de puente en celosía en voladizo
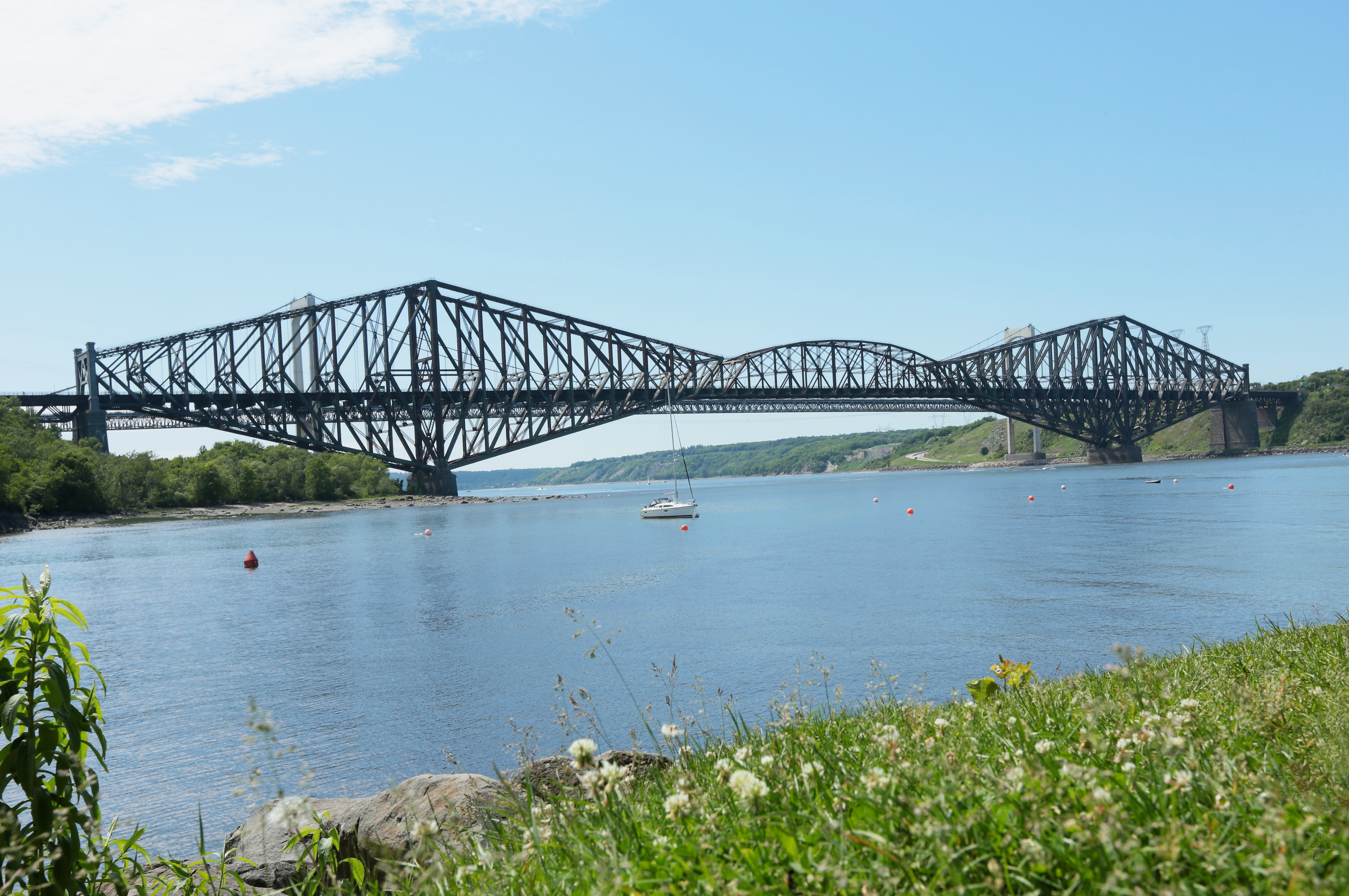
El puente de Quebec tiene en el vano central una viga en el medio apoyada en dos ménsulas en voladizo que se extienden por encima y por debajo de la carretera.
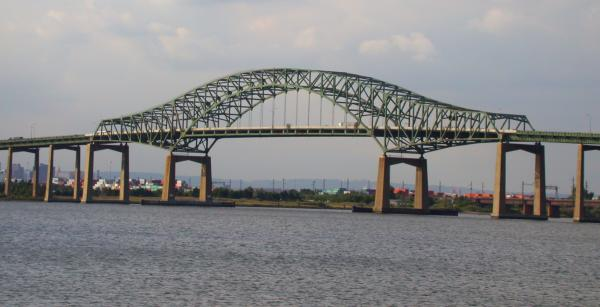
El puente de la bahía de Newark tiene ménsulas en forma de arco.
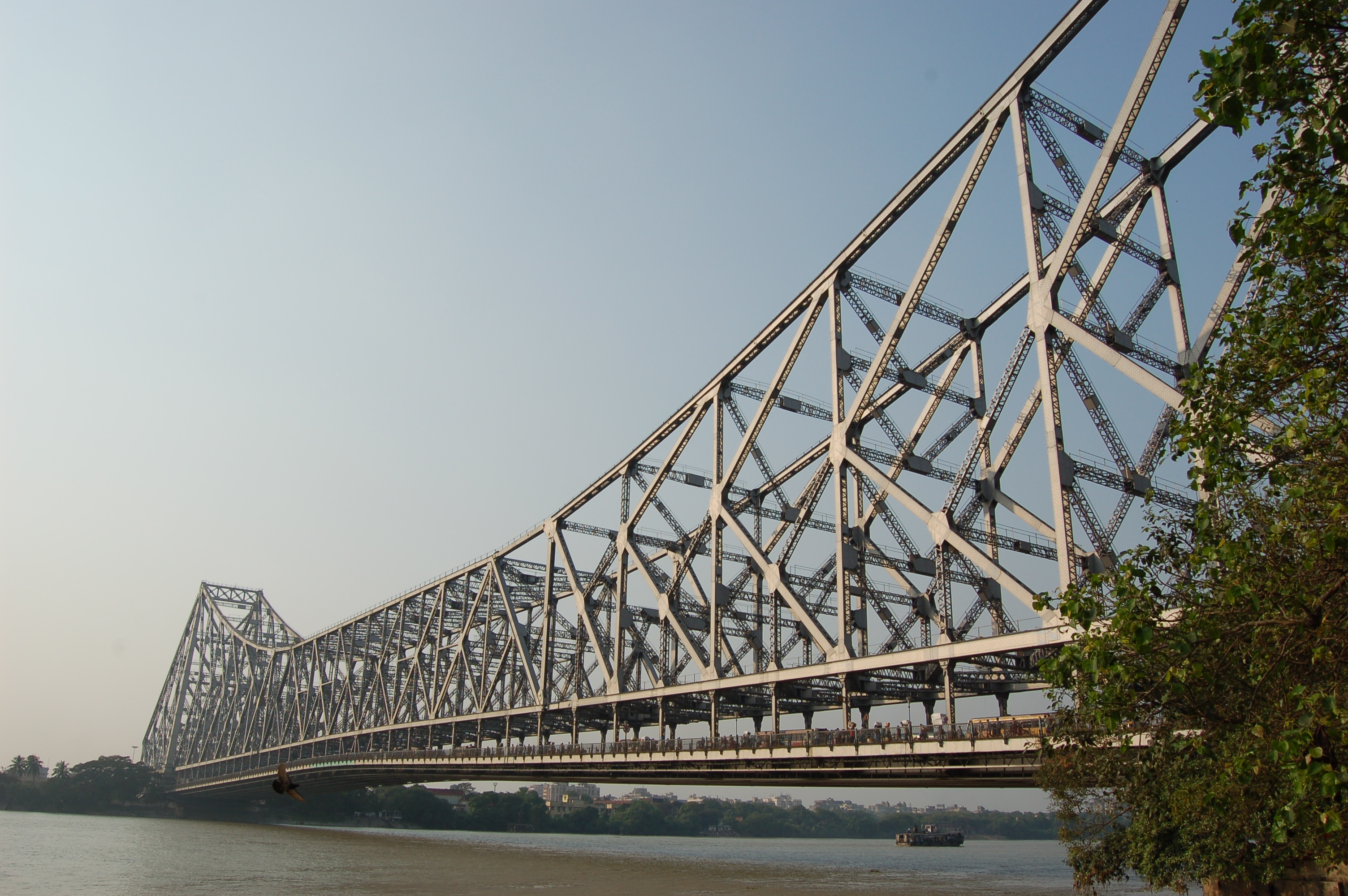
Puente de Howrah
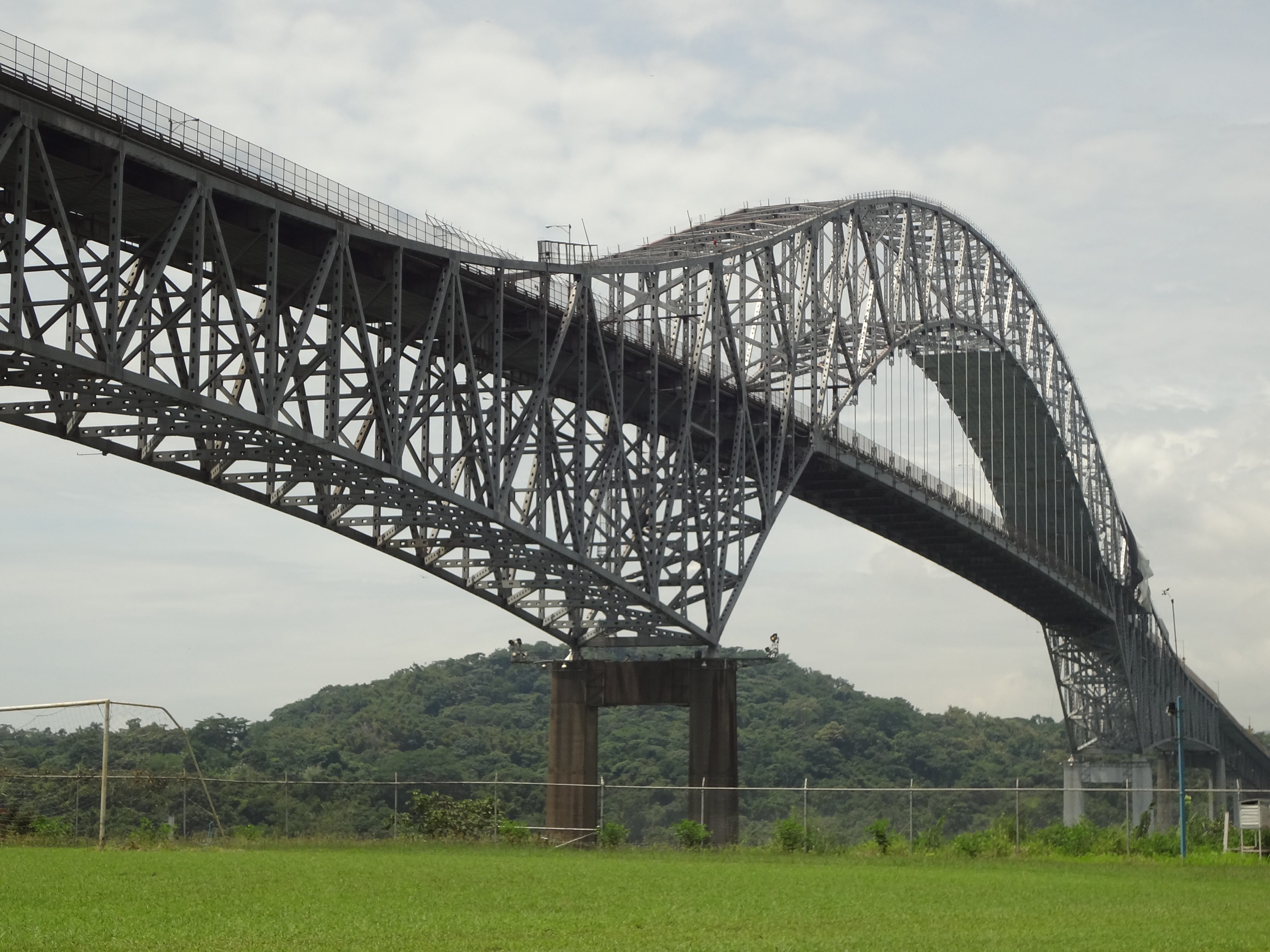
Puente de las Américas, Panamá

### Celosía Fink

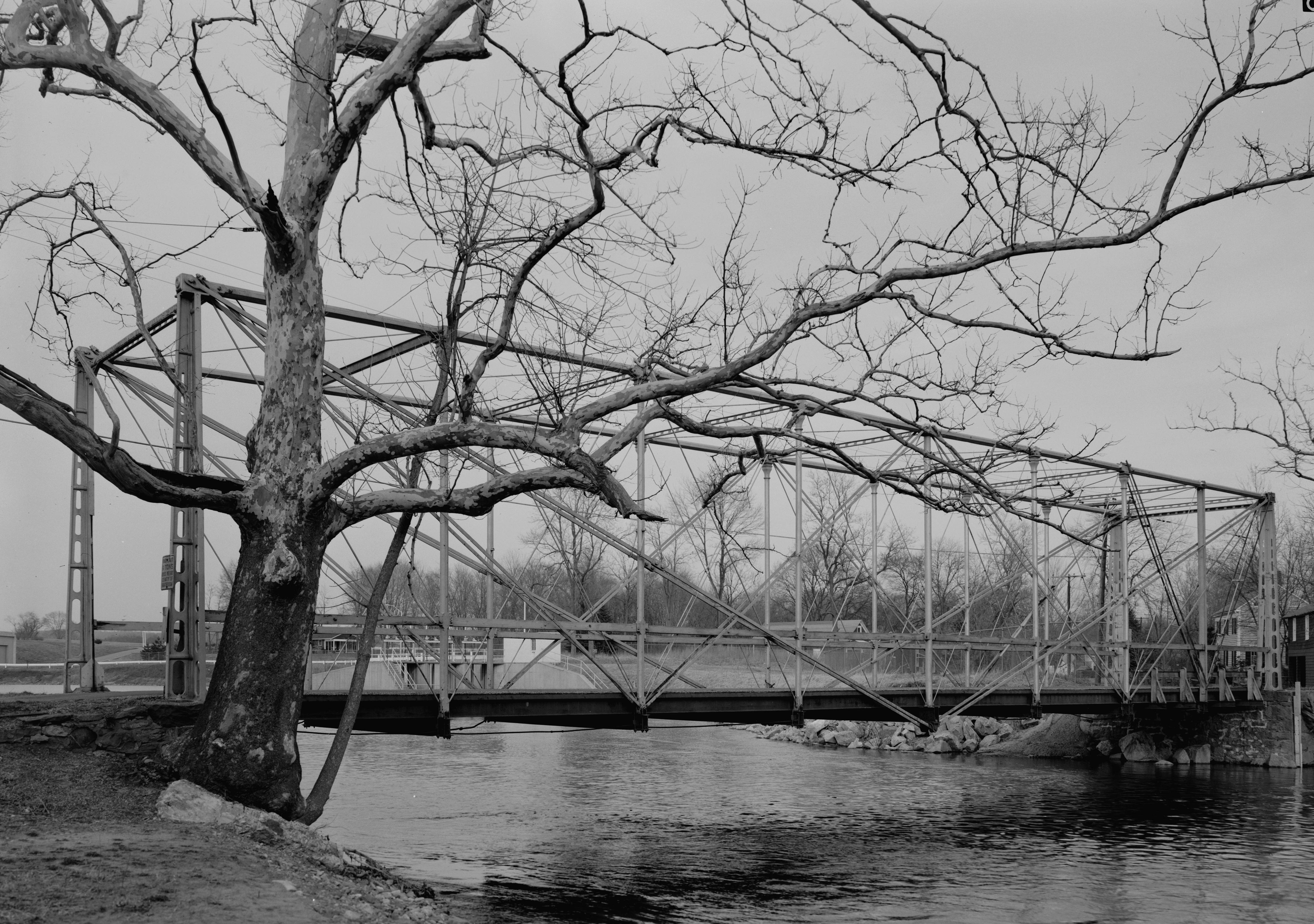
Un ejemplo de un puente en celosía Fink (de 1857), destruido por un automóvil en 1978 y rehecho y recolocado en el Municipio de Clinton en 1984

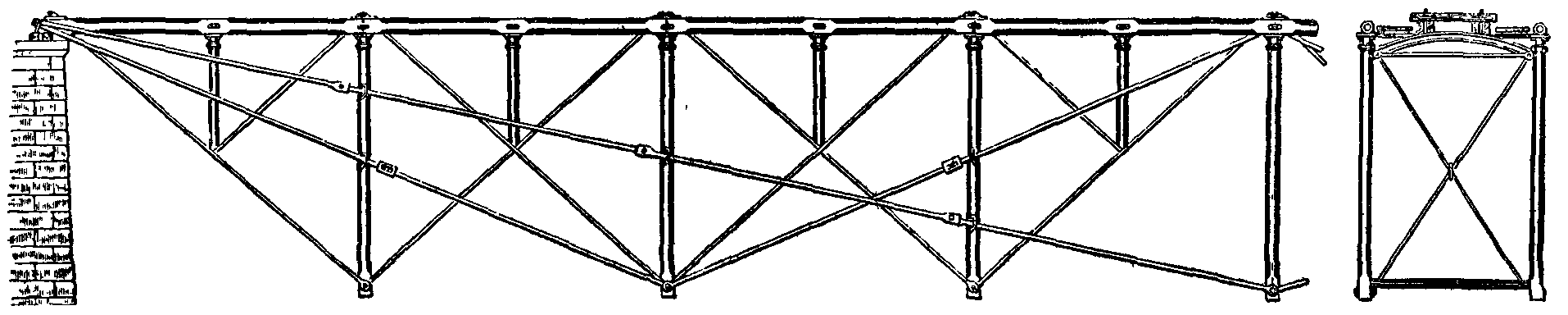
Esquema de la celosía Fink (medio vano y sección transversal)

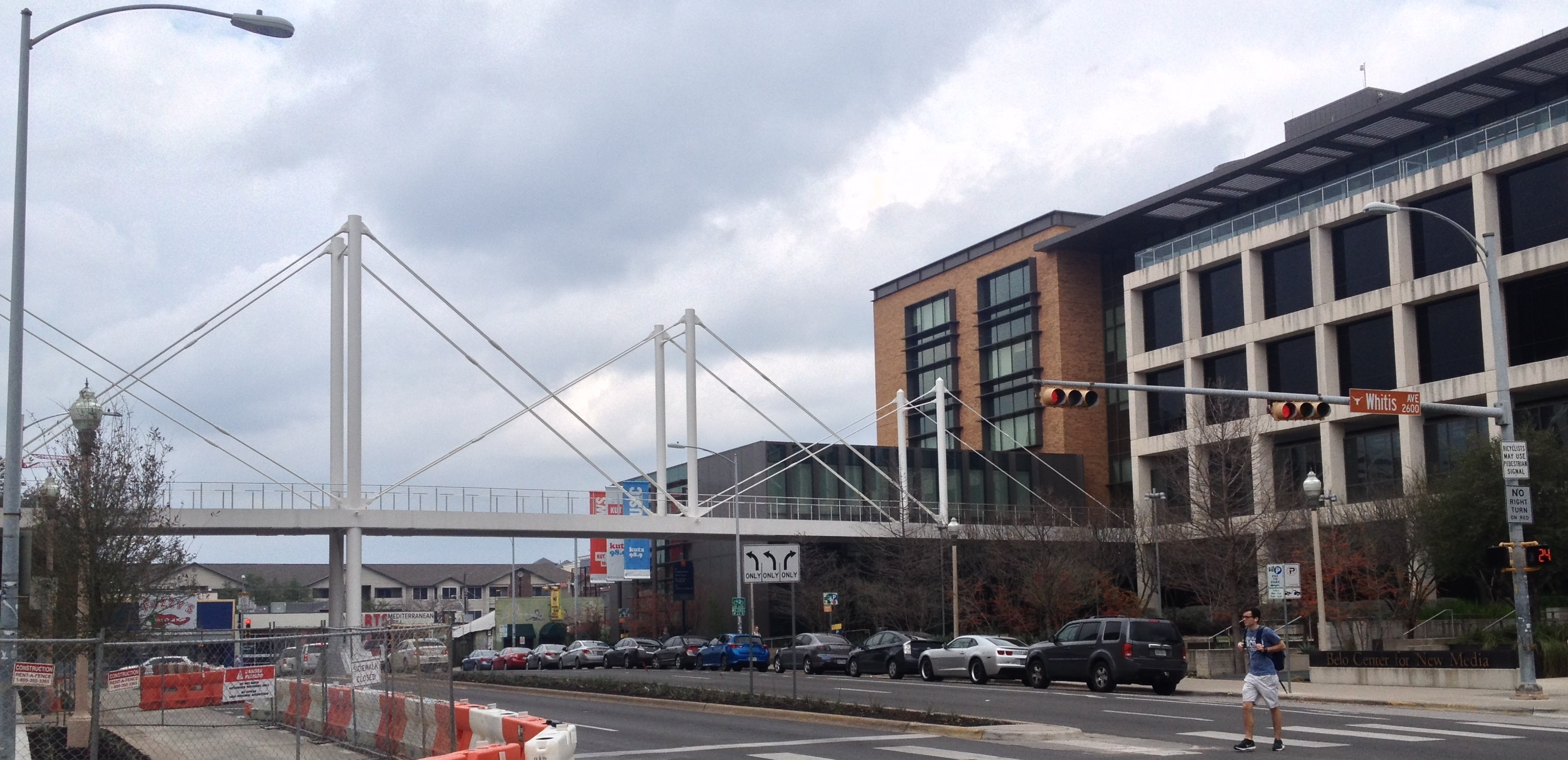
Puente peatonal Moody (2015) en Austin, Texas

La celosía Fink fue diseñada por el ingeniero civil de origen alemán Albert Fink (1827–1897) y fue patentada en 1854. Fue usada comúnmente en casas residenciales y menos en la arquitectura de puentes, su origen, aunque su uso actual en puentes es raro.
Albert Fink diseñó sus puentes en celosía para varios ferrocarriles estadounidenses, especialmente los de  Baltimore y Ohio y el de Louisville y Nashville. El Informe Anual de 1865 del presidente y los directores de la Louisville and Nashville Railroad Company enumera 29 puentes Fink de un total de 66 puentes en el ferrocarril. El primer puente Fink fue construido por el Ferrocarril de Baltimore y Ohio en 1852 para atravesar el río Monongahela en  Fairmont, Virginia (ahora Virginia Occidental). Consistió en tres tramos, cada uno de 205 pies de largo. Fue el puente ferroviario de hierro más largo de los Estados Unidos en ese momento. Otras celosías Fink también fueron récords mundiales de su época, como el puente sobre el Green River (hacia 1858) que soportaba el ferrocarril de Louisville y Nashville atravesando el río homónimo cerca de Munfordville, Kentucky, y el primer puente sobre el río Ohio, que comprendía 396 pies construido entre 1868 y 1870. Aunque el diseño ya no se usa para las estructuras principales, fue ampliamente utilizado desde 1854 hasta 1875.
Se identifica por la presencia de múltiples barras diagonales que descienden desde la parte superior de los postes en una variedad de ángulos. Estas barras diagonales se extienden hasta la parte inferior de cada una de las barras verticales de la celosía,  yendo la diagonal más larga hasta la barra vertical central.
Muchas celosías Fink no incluyen un cordón inferior. Esto le da al puente una apariencia de diente de sierra sin terminar cuando se ve lateralmente o desde debajo, y hace que el diseño sea muy fácil de identificar. Si la plataforma del puente se dispone en la parte inferior de la celosía (llamada celosía pasante) o si tiene un cordón inferior ligero, la identificación se hace únicamente por las múltiples barras diagonales que salen desde las partes superiores del poste final.
Una celosía Fink invertida tiene un cordón inferior sin el cordón superior, como el puente peatonal Moody en Austin, Texas.

### Celosía Howe

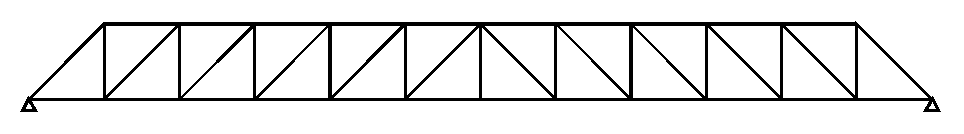
Esquema de la celosía Howe: las diagonales están comprimidas bajo cargas equilibradas

La relativamente rara celosía Howe, patentada en 1840 por el maquinista de Massachusetts William Howe, incluye elementos verticales y diagonales que se inclinan hacia el centro, lo contrario de la celosía Pratt. En contraste con la celosía Pratt, las diagonales están comprimidas y los miembros de la banda vertical están traccionados. Son ejemplos el puente Jay, en Jay, Nueva York, y el puente cubierto Arroyo Sandy en el condado de Jefferson, Misuri.

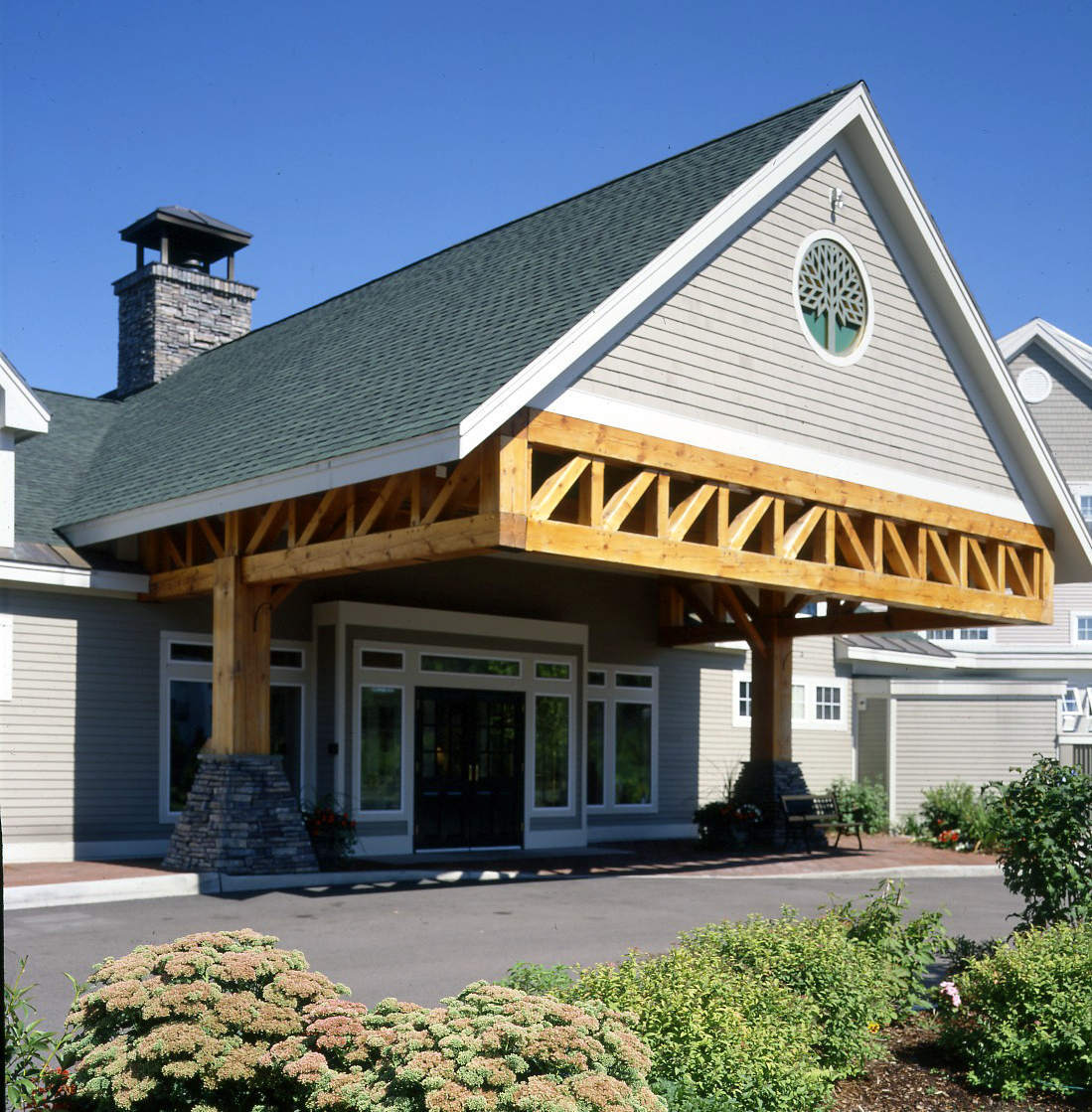
Una larga celosía de madera Howe en un edificio comercial
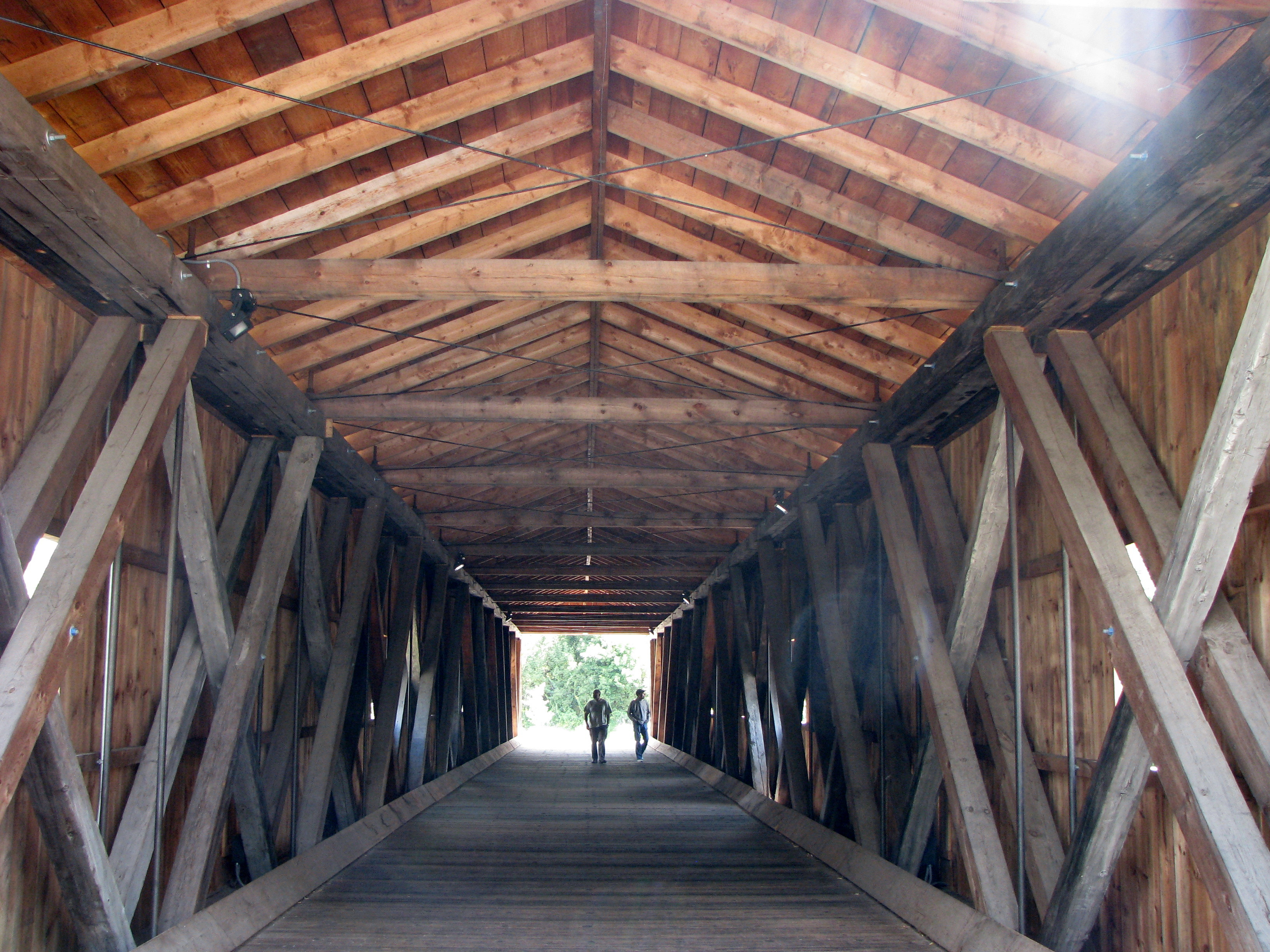
Puente Jay mostrando el diseño de la celosía

### Celosía K

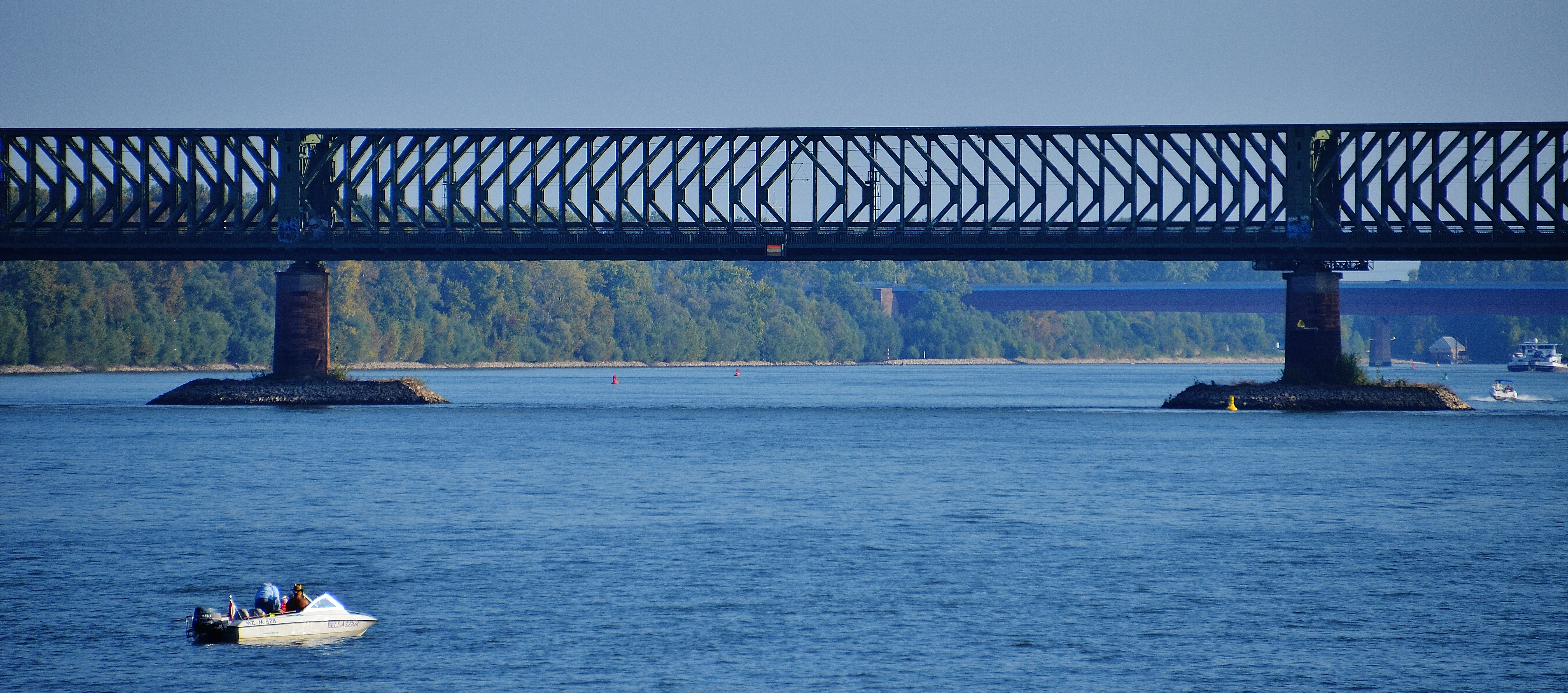
Puente Südbrücke (1949) sobre el río Rin en Maguncia

Una celosía «K» deriva su nombre debido a que la celosía forma esa letra por la orientación de los montantes verticales y de las dos diagonales oblicuas en cada panel. El diseño de la celosía K fue una variante de la celosía Parker, a su vez, derivada de la Pratt. La idea de la celosía K es dividir los montantes verticales en tramos más pequeños, que como trabajan a compresión,  podrán resistir más por la importante disminución del pandeo. La celosía K, probablemente debido a su complejidad, no se hizo muy popular ni en los Estados Unidos ni en el resto del mundo. Aunque remachada y con un cordón superior curvo, la cercha K se convirtió en una vista familiar en las carreteras principales, con longitudes de tramo que variaban de 40 a 70 m. A los constructores también les gustó cómo se reducían las tensiones secundarias y se simplificaba la tarea de erigir un gran puente en el campo.
La celosía K permite distanciar más los cordones, lo que supone de aumento en las luces a salvar y a veces se ha usado en los tramos más altos de celosías complejas.  El famoso puente de Quebec sobre el río San Lorenzo en 1917 demostró por primera vez el valor y las posibilidades de este diseño. 
Son ejemplos el puente ferroviario Südbrücke sobre el Rin, en Maguncia, Alemania y el I-895 (Baltimore Harbour Tunnel Thruway) en Baltimore, Maryland.

Ejemplos de puente en celosía K
Puente John T. Cunningham Memorial sobre el río Cumberland
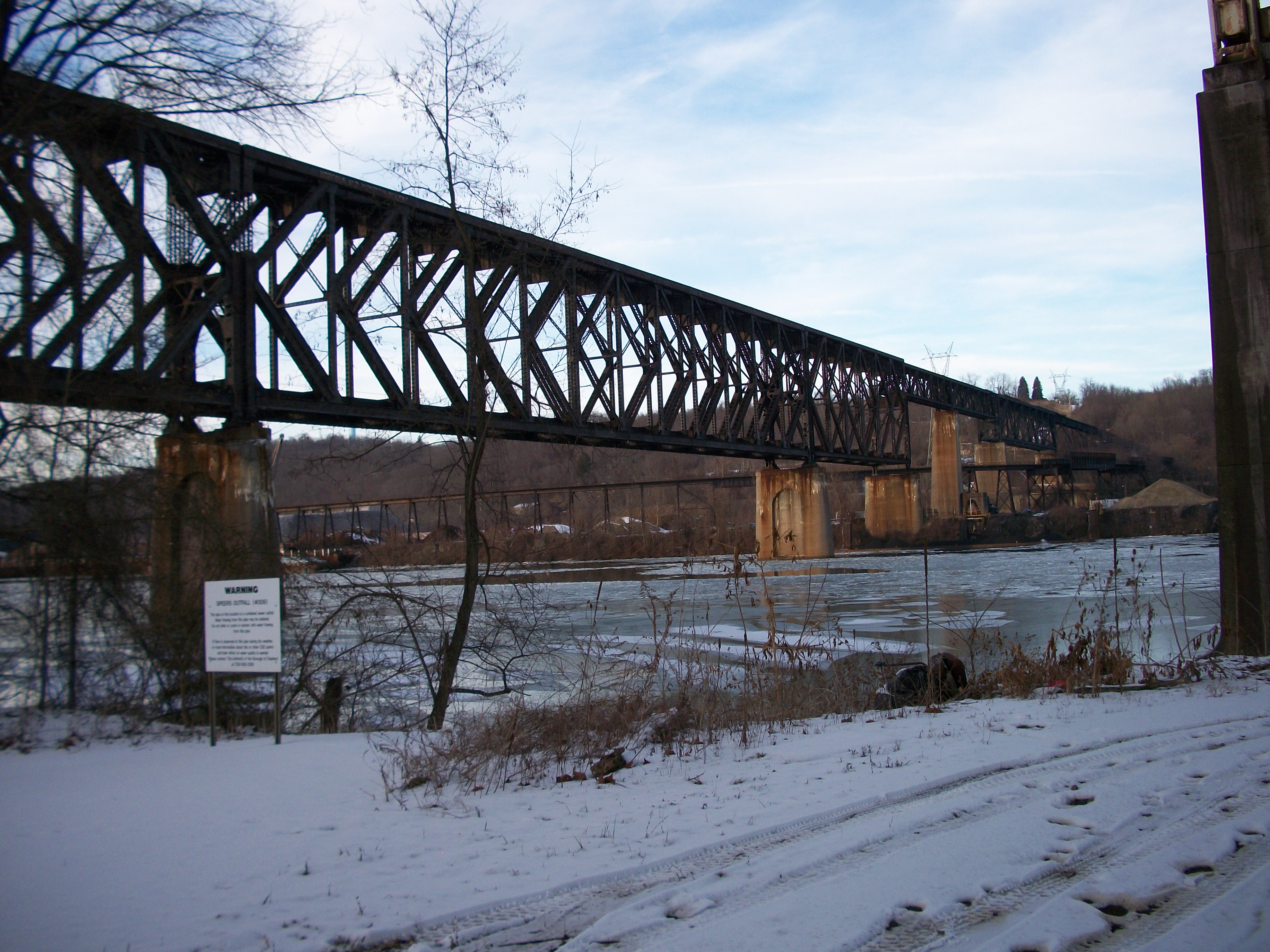
Puente ferroviario sobre el río Monongahela (1931), en North Belle Vernon, Pennsylvania
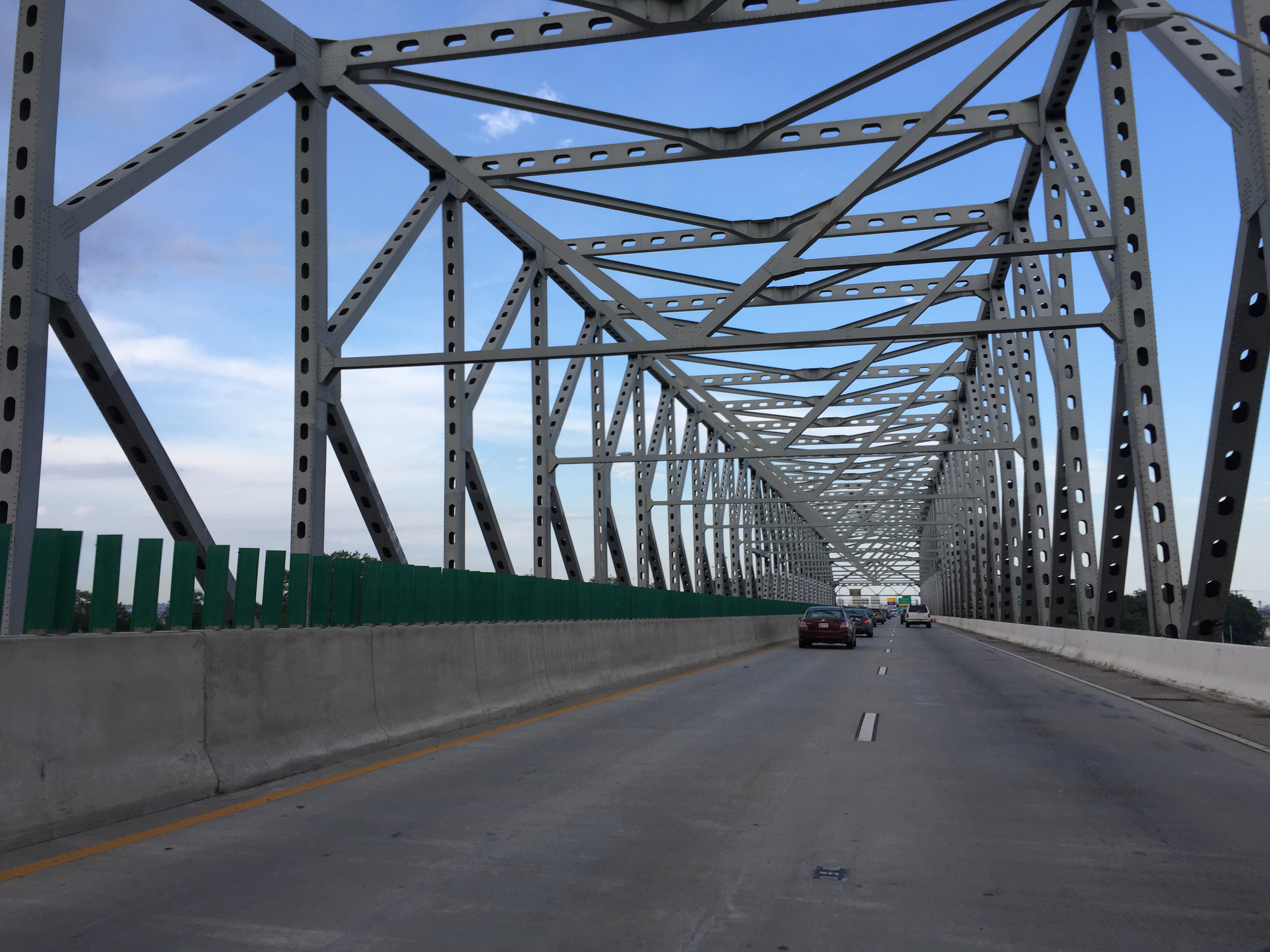
Puente en la I-895 en la ciudad de Baltimore, Maryland

### CelosíasKingpostyQueenpost

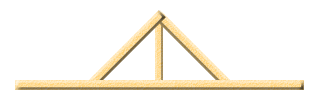
Esquema de la celosía King

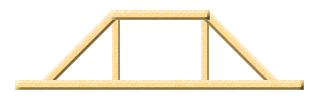
Esquema de la celosía Queenpost

La celosía Kingpost o «poste del rey» se usa en arquitectura para cerchas de cubierta simples y en puentes de cortas luces (un puente requiere dos celosías a cada lado, con la plataforma de tránsito entre ellas). Es la forma más simple de celosía que está construida con el menor número de barras (sean de madera o metal). De forma triangular simple, generalmente compuesta de madera con herrajes de hierro, dividida por un solo poste vertical que conecta los cordones superiores e inferiores. Fácil de modelar y suficientemente rígida en los cruces pequeños, el tipo siguió siendo una opción como puente de acero hasta bien entrado el siglo XX.
El nombre de «poste real» (o poste del rey, en inglés: king-post, kingpost) es el del poste vertical central utilizado en cerchas de cubierta, que trabaja a tracción para ayudar a soportar una viga dispuesta bajo él. (Si se invierte, se tendría un «poste de la corona» (crown post) que aunque visualmente es similar, el poste trabaja comprimido). A veces se llama celosía en A, y en español, a la cercha con la misma forma (usada en cubiertas) se la denomina cercha simple, cercha de pendolón, tijera de pendolón, cuchillo de par y pendolón o cuchillo de pendolón simple.
La celosía de poste de la reina (queen post o queenspost), es similar a una celosía de poste del rey con dos postes verticales. Las barras exteriores están en ángulo hacia el centro de la estructura. La principal diferencia es la extensión horizontal en el centro que enlaza con la viga y que proporciona estabilidad mecánica. Esta celosía, que puede salvar luces más largas que la del poste del rey, sigue siendo solo adecuada para luces relativamente cortas.
Pont-y-Cafnau (1793), el primer puente ferroviario de hierro del mundo, es del tipo Kingpost.

Ejemplos de puente en celosía de postes del rey y la reina
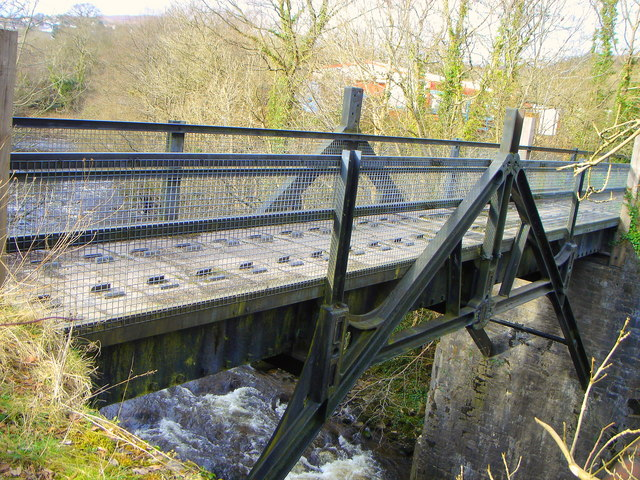
Puente ferroviario Pont y Cafnau, en Merthyr Tydfil, Gales
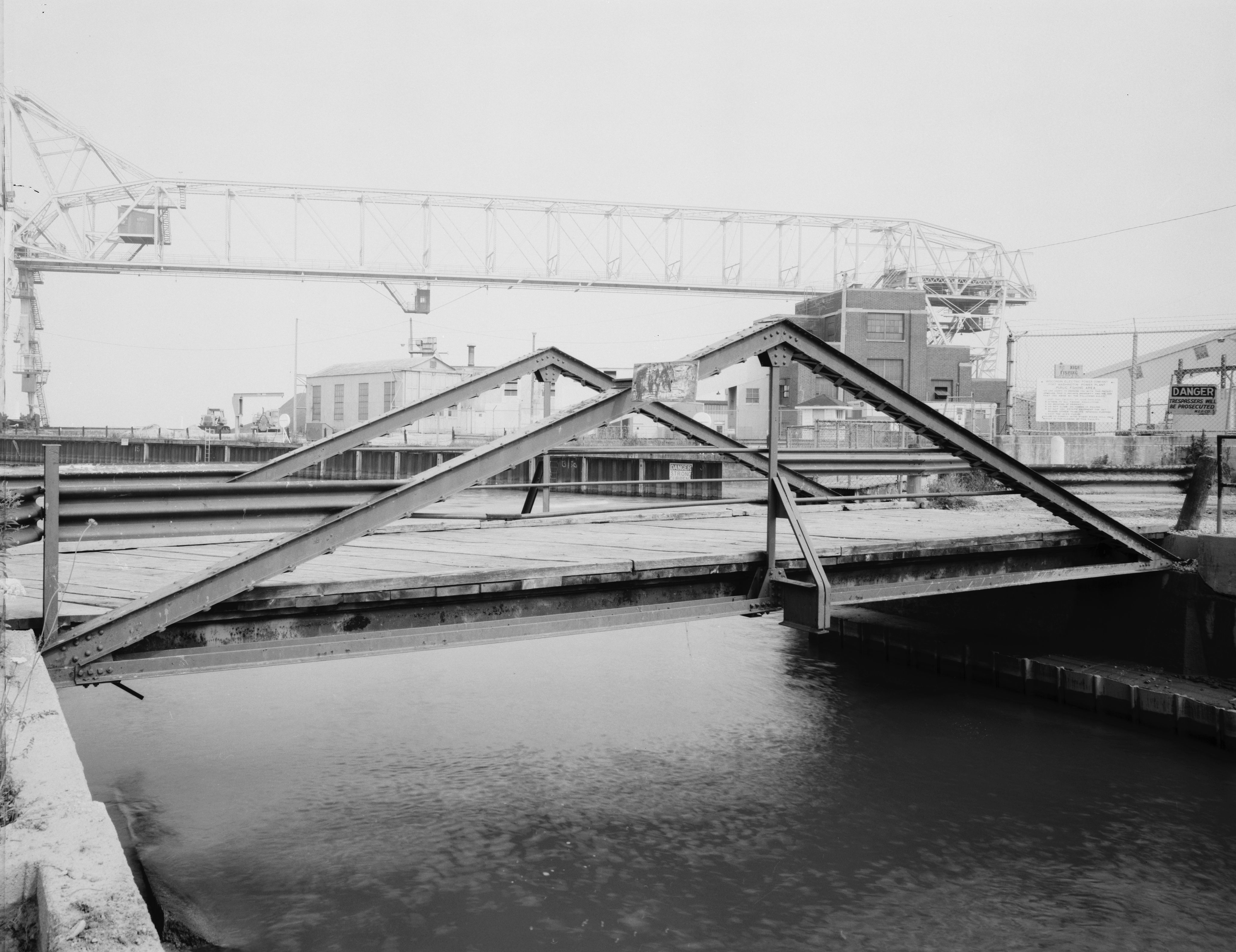
Ejemplo de "postes del rey"
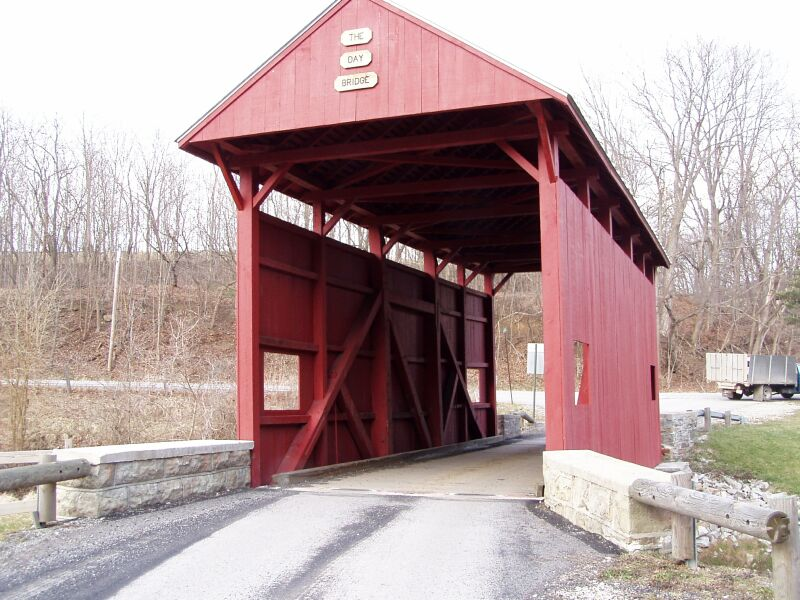
Puente Day, Off Prosperity Pike (PA)

### Celosía en red (o celosía en red de Town)

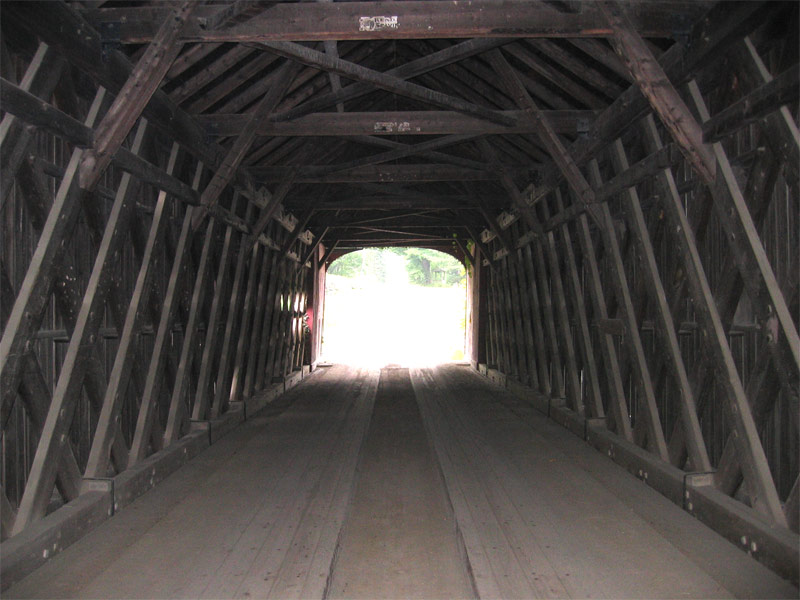
Celosía con tablero de madera de un puente cubierto

Disposición en cuadrícula, o celosía Warren cuadrangular

Este tipo de puente utiliza una cantidad sustancial de elementos ligeros, lo que facilita la tarea de construcción. Los elementos de la celosía suelen ser de madera, hierro o acero. 

### Celosía lenticular

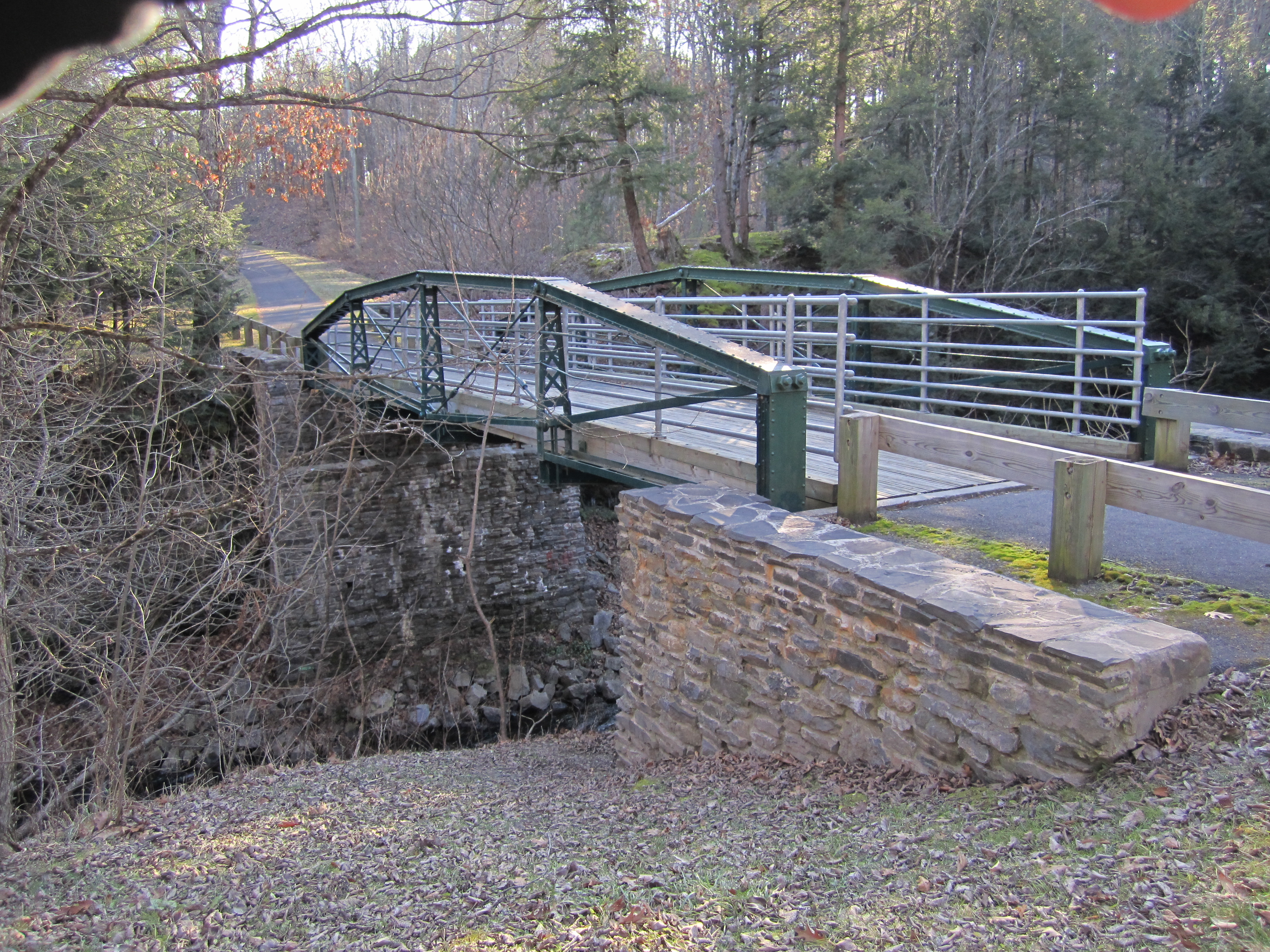
Celosía lenticular pony, en un pequeño puente de 1888 en Malta (Nueva York)

Esquema de la celosía lenticular, o Pauli

Un puente en celosía lenticular comprende una celosía con forma de lente, con armaduras entre un arco superior (que se curva hacia arriba y luego hacia abajo hasta el otro extremo), y un arco inferior (que se curva hacia abajo y luego hacia arriba hasta el otro extremo) para encontrarse en los mismos puntos finales. Cuando los arcos se extienden por encima y por debajo de la plataforma, es un puente en celosía lenticular tipo pony  (lenticular pony truss bridge), al ser una celosía tan baja que no se puede usar el arriostramiento superior. Un ejemplo de un puente lenticular pony que utiliza tramos regulares de hierro es el puente Turn-of-River diseñado y fabricado por la Berlin Iron Bridge Co.. Las celosías lenticulares fueron patentadas en EE. UU. en 1878 por William Douglas, aunque ya se habían usado en Europa: el puente Gaunless de 1823 puede considerarse el primero de este tipo.
Una celosía lenticular consiste en cordones superiores arqueados a compresión y enlaces inferiores traccionados de cadena eyebar (barra de metal vertical que tiene un lazo cerrado en uno o en ambos extremos). El puente Royal Albert (Reino Unido) utiliza un solo cordón superior tubular. Cuando las fuerzas horizontales de tensión y compresión se equilibran, estas fuerzas horizontales no se transfieren a las torretas de soporte (como es el caso con la mayoría de los tipos de arcos). Esto, a su vez, permite que la armadura se fabrique en el suelo y luego se levante mediante un gato mientras se construyen las pilonas de mampostería de soporte. Esta celosía se ha utilizado en la construcción de algún estadio, con los cordones superiores de las celosías paralelas sosteniendo una cubierta retráctil. El puente Smithfield Street (1883) en Pittsburgh, Pensilvania, es otro ejemplo de este tipo. 

Ejemplos de puente en celosía lenticular
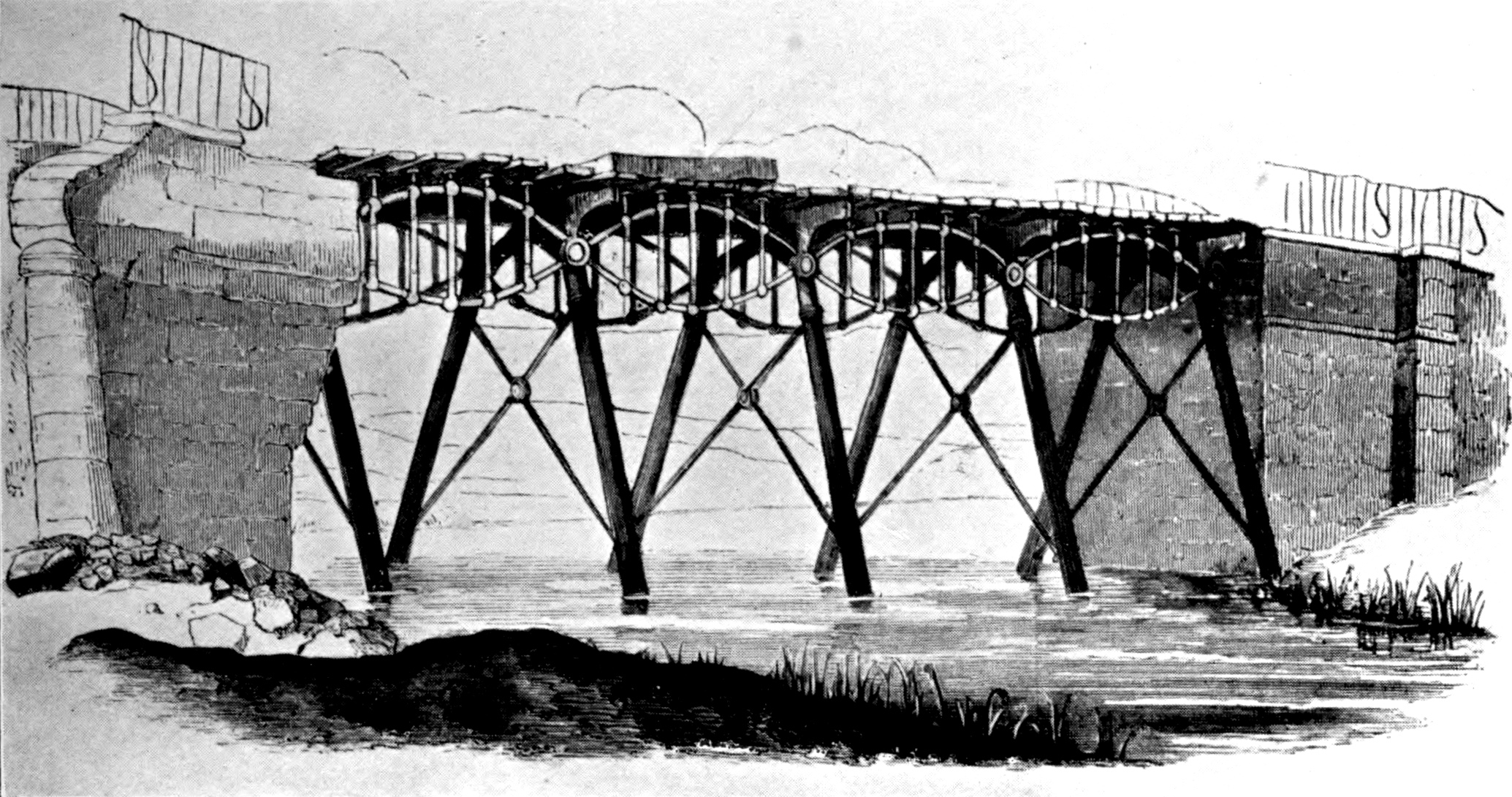
Esquema del puente Gaunless (1823), diseñado por George Stephenson para el Ferrocarril de Stockton y Darlington
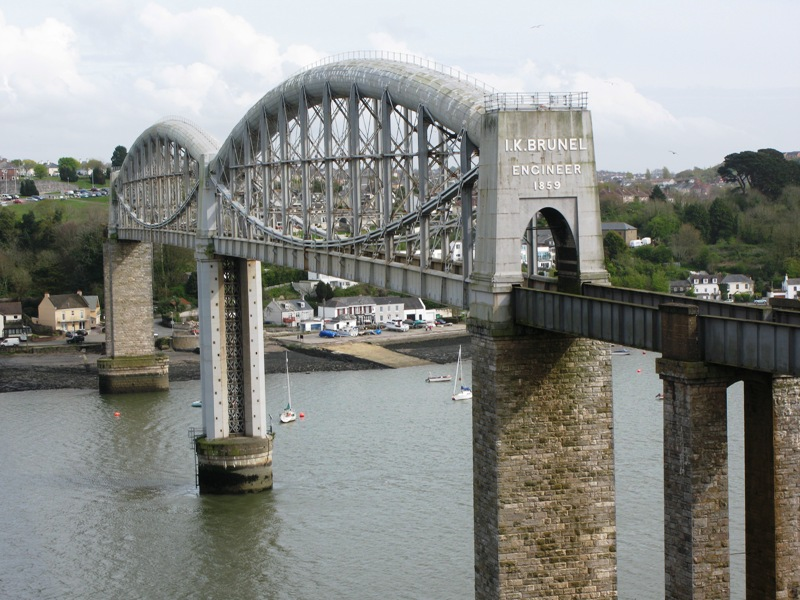
El puente Royal Albert (1854), entre Plymouth y Saltash, diseñado por Isambard Kingdom Brunel
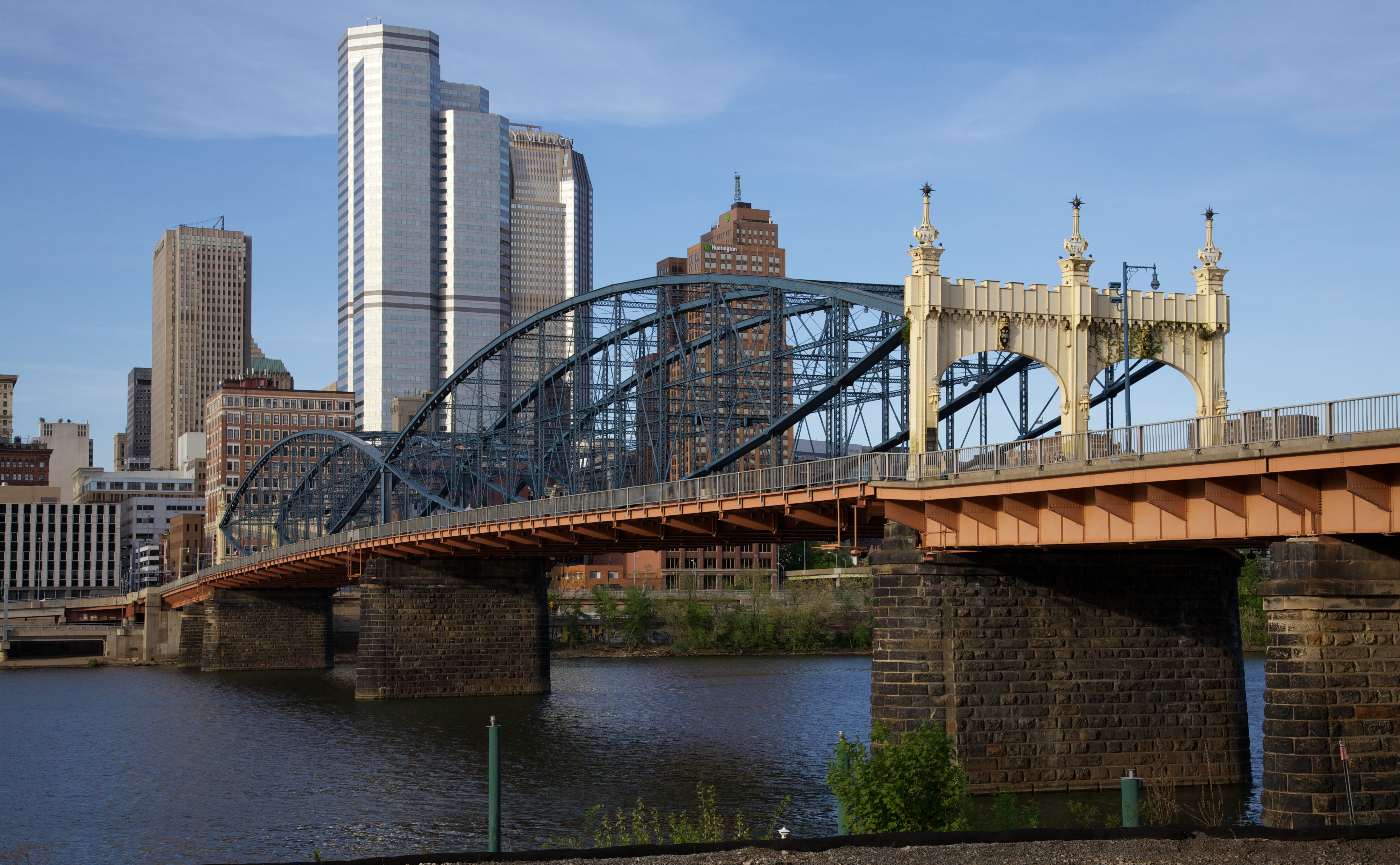
El puente Smithfield Street (1883) en Pittsburgh, Pennsylvania
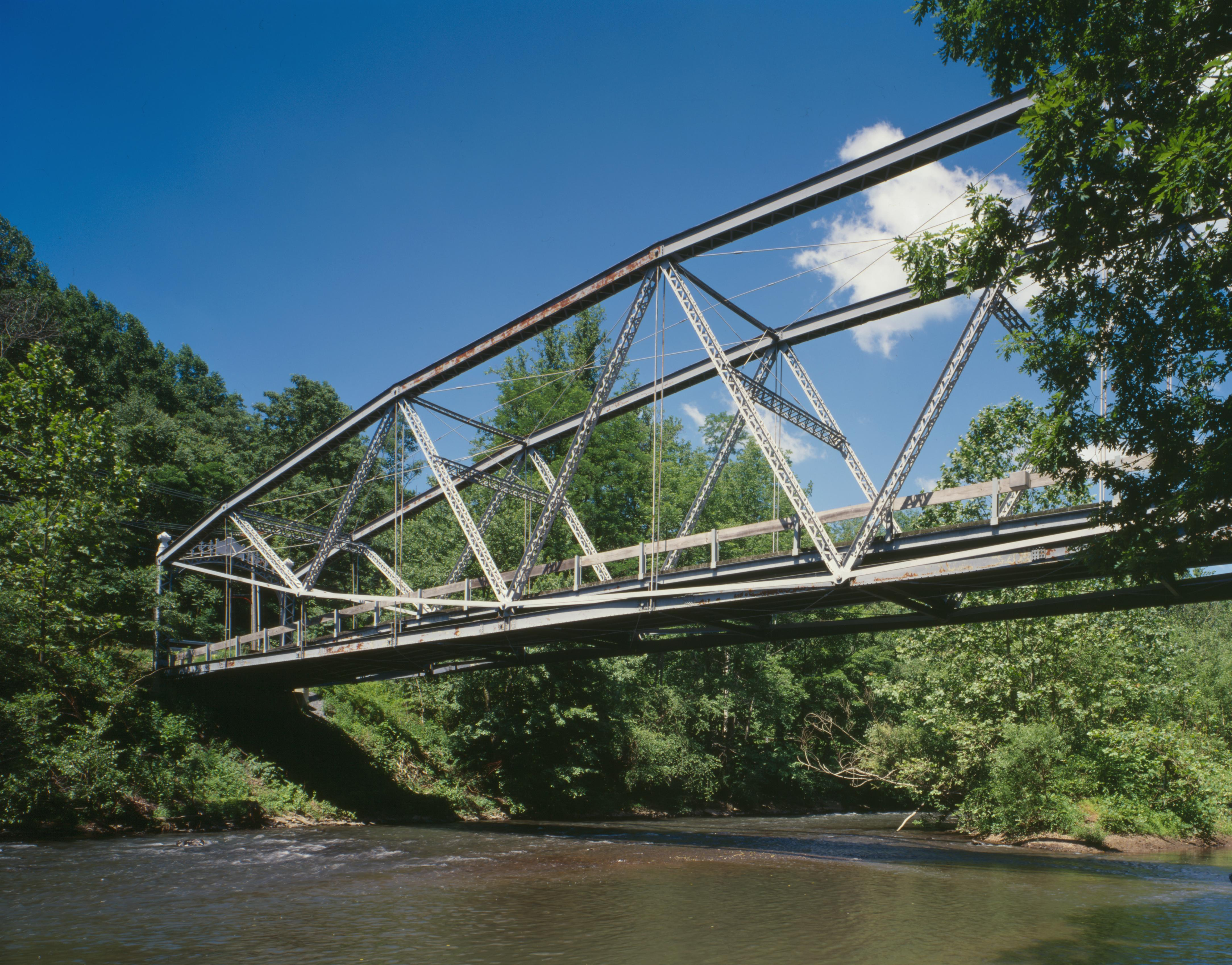
El puente Waterville (1890) en Swatara State Park en Pennsylvania

### Celosía Long

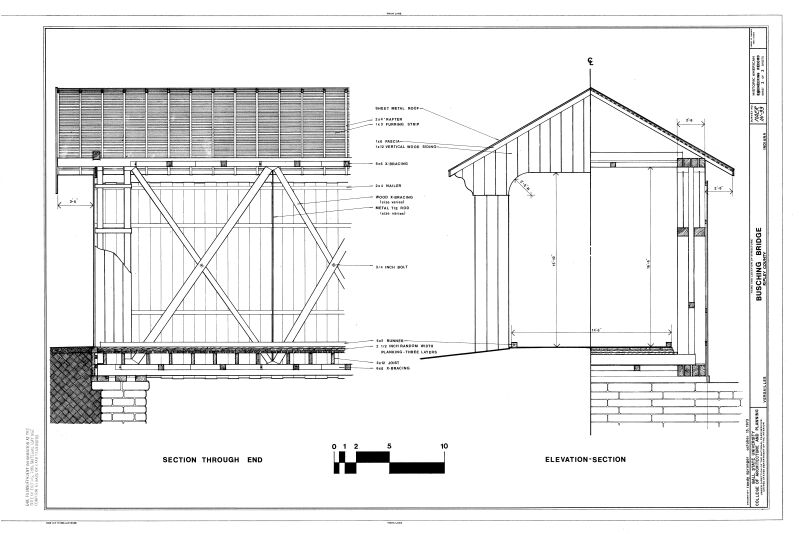
Diagrama de una celosía Long (archivo de la HAER)

Diseñada por Stephen H. Long en 1830, su configuración se asemeja a la de una celosía Howe, pero está hecha completamente de madera en lugar de una combinación de madera y metal. El ejemplo más antiguo que queda es el Puente cubierto de Eldea al norte de Troy, Ohio, que tiene una luz de 68,2 m.
Uno de los primeros ejemplos es el Puente Old Blenheim, que con una luz de 64.0 m y una longitud total de 70,7 m de largo fue el segundo puente cubierto más largo en los Estados Unidos, hasta que fue destruido por las inundaciones en 2011. El puente de Busching, a menudo usado erróneamente como ejemplo de una celosía Long es un ejemplo de una celosía Howe, ya que los montantes verticales son perfiles metálicos. Una celosía Long tiene los montantes verticales de madera.

### Celosía Parker (camelback)

Esquema de la celosía Parker

Un puente en celosía Parker es un diseño de celosía Pratt con un cordón superior poligonal. Un "camelback" es un subconjunto del tipo Parker, en el que el cordón superior consta de exactamente cinco segmentos. Un ejemplo de celosía Parker es el puente del Tráfico en Saskatoon, Canadá. Un ejemplo de una celosía de camelback es el Puente Woolsey cerca de Woolsey, Arkansas. 

Ejemplos de puente en celosía Parker
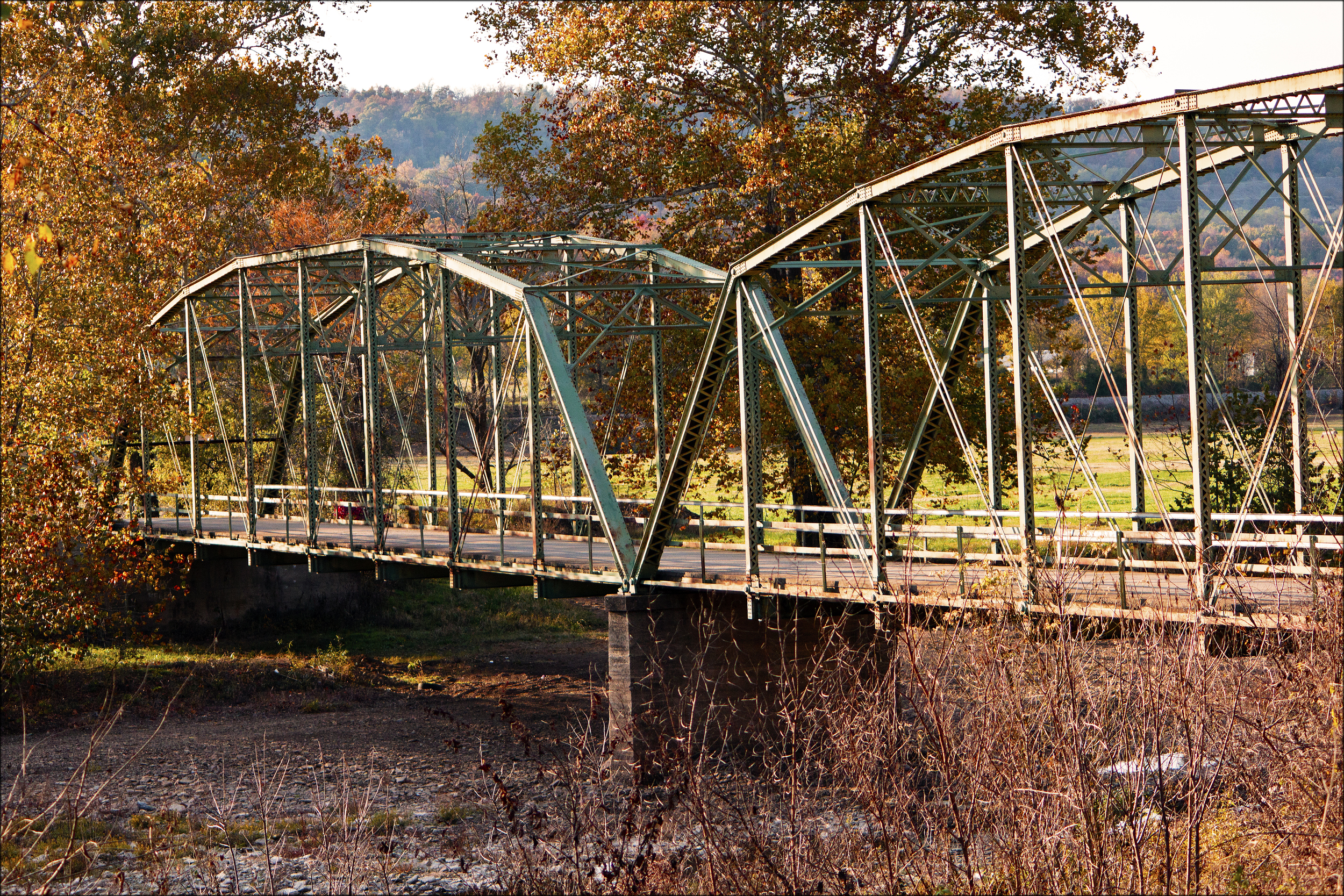
El puente Woolsey (1925), cerca de Woolsey, Arkansas
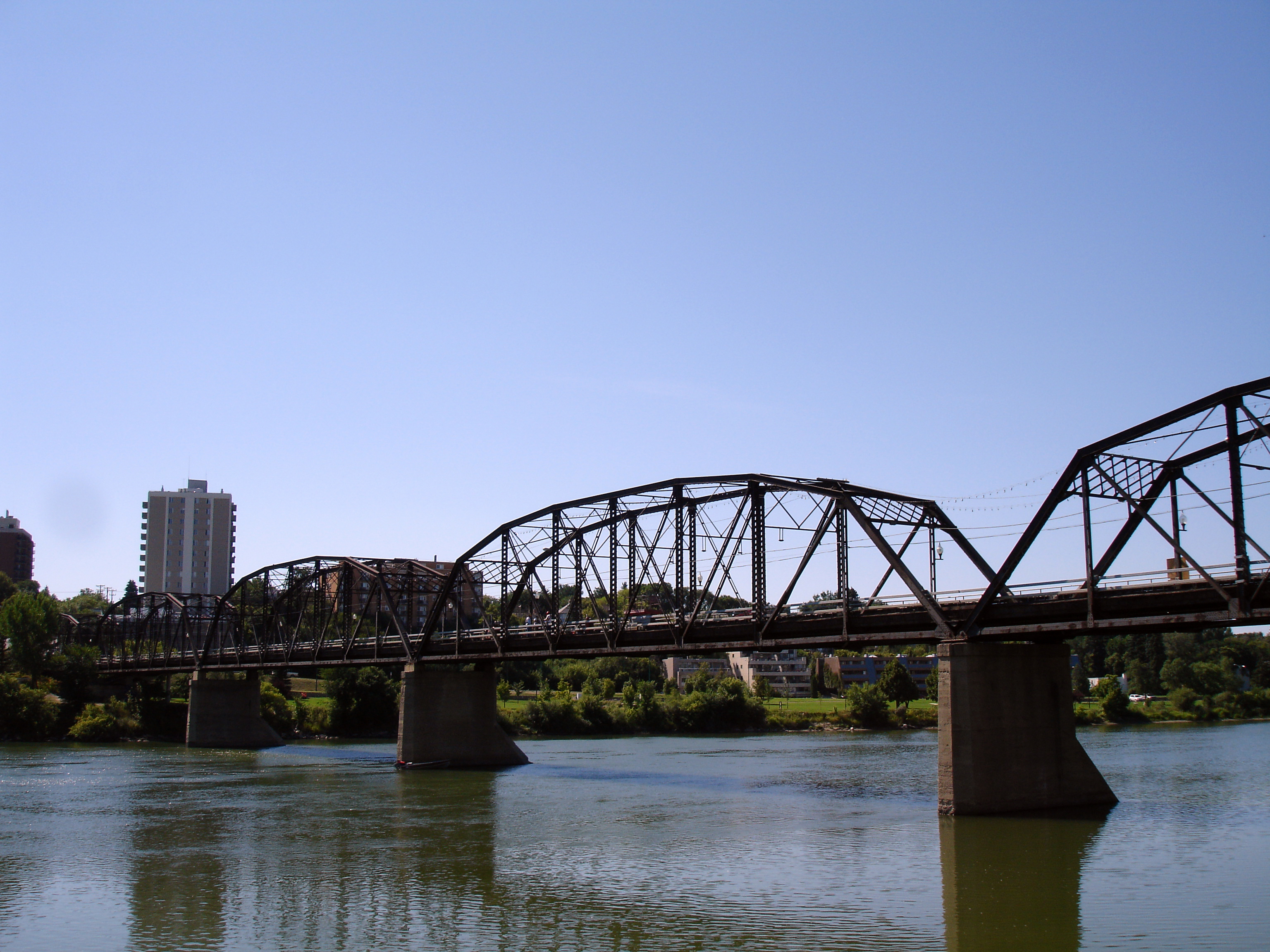
El puente del Tráfico (1907) en Saskatoon, Canadá

### Celosía Pegram

Esquema de la celosía Pegram

La celosía Pegram es un híbrido entre las celosía Warren y Parker, en la que los tramos del cordón superior son todos de igual longitud y los tramos del cordón inferior correspondiente son más largos. Debido a esa diferencia en la longitud, los paños no son cuadrados. Los montantes que serían verticales en una celosía Parker varían desde casi verticales en el centro del tramo, a ser una diagonal cerca de cada extremo (como en una celosía Warren). George H. Pegram, mientras era el ingeniero jefe de Edge Moor Iron Company en Wilmington, Delaware, patentó este diseño de celosía en 1885.
La celosía Pegram consiste en un diseño de tipo Parker con los montantes verticales inclinados hacia el centro en un ángulo que varia entre 60 y 75° El ángulo posterior variable y la longitud del cordón constante permitieron que el acero de los puentes existentes fuese reciclara en un nuevo tramo utilizando el diseño de celosía Pegram. Este diseño también facilitó el reensamblaje y permitió que un puente se ajustara para adaptarse a las diferentes longitudes de tramo. Hay doce puentes conocidos de Pegram span en los Estados Unidos, siete en Idaho, dos en Kansas y uno en California, Washington y Utah.[cita requerida]

Ejemplos de puente en celosía Pegram
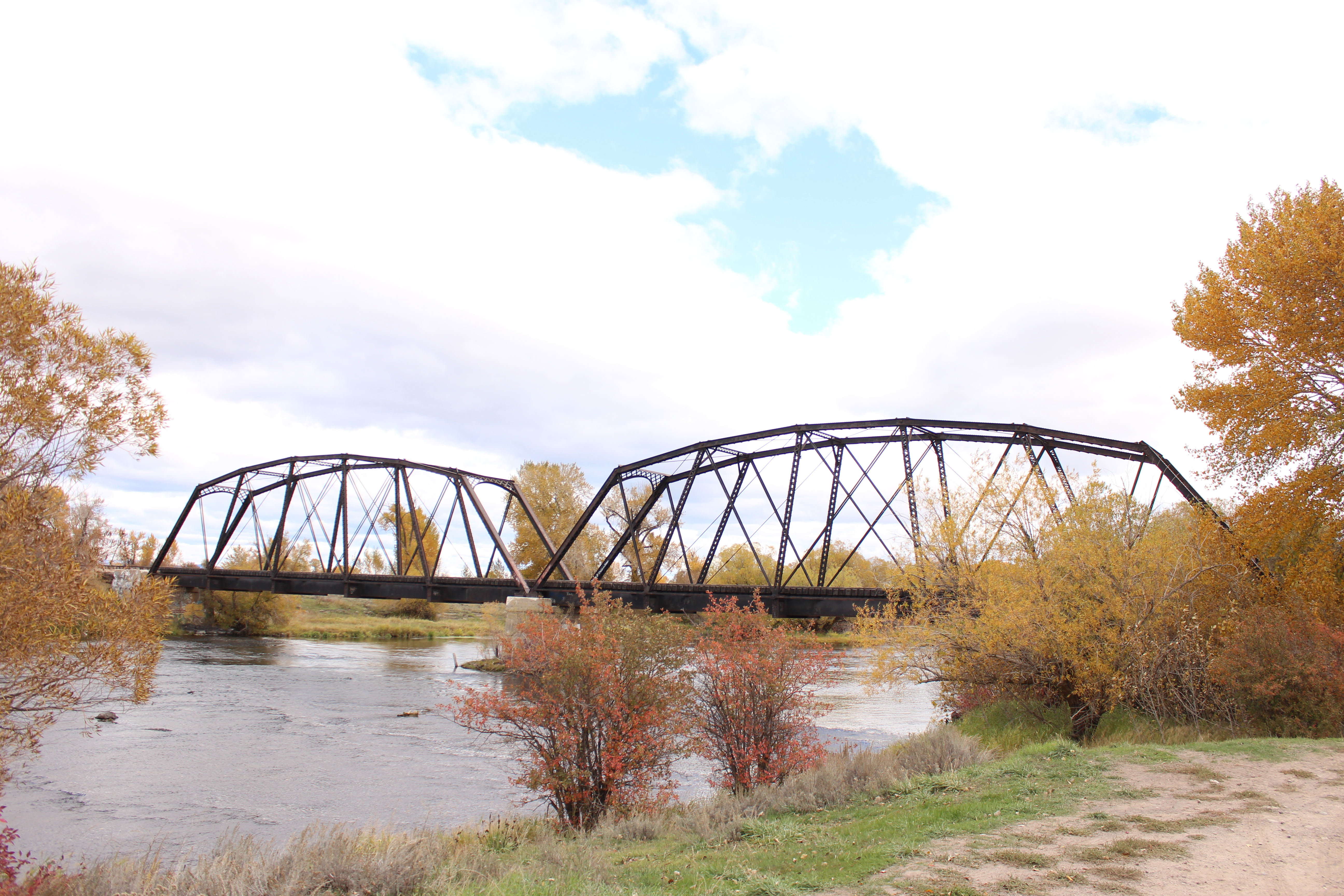
Puente ferroviario en St. Anthony (Idaho)
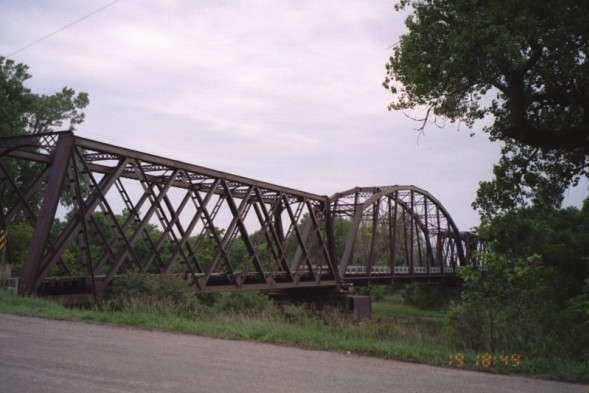
Puente ferroviario  (1893) sobre el río Republican al NE de Concordia (Kansas)
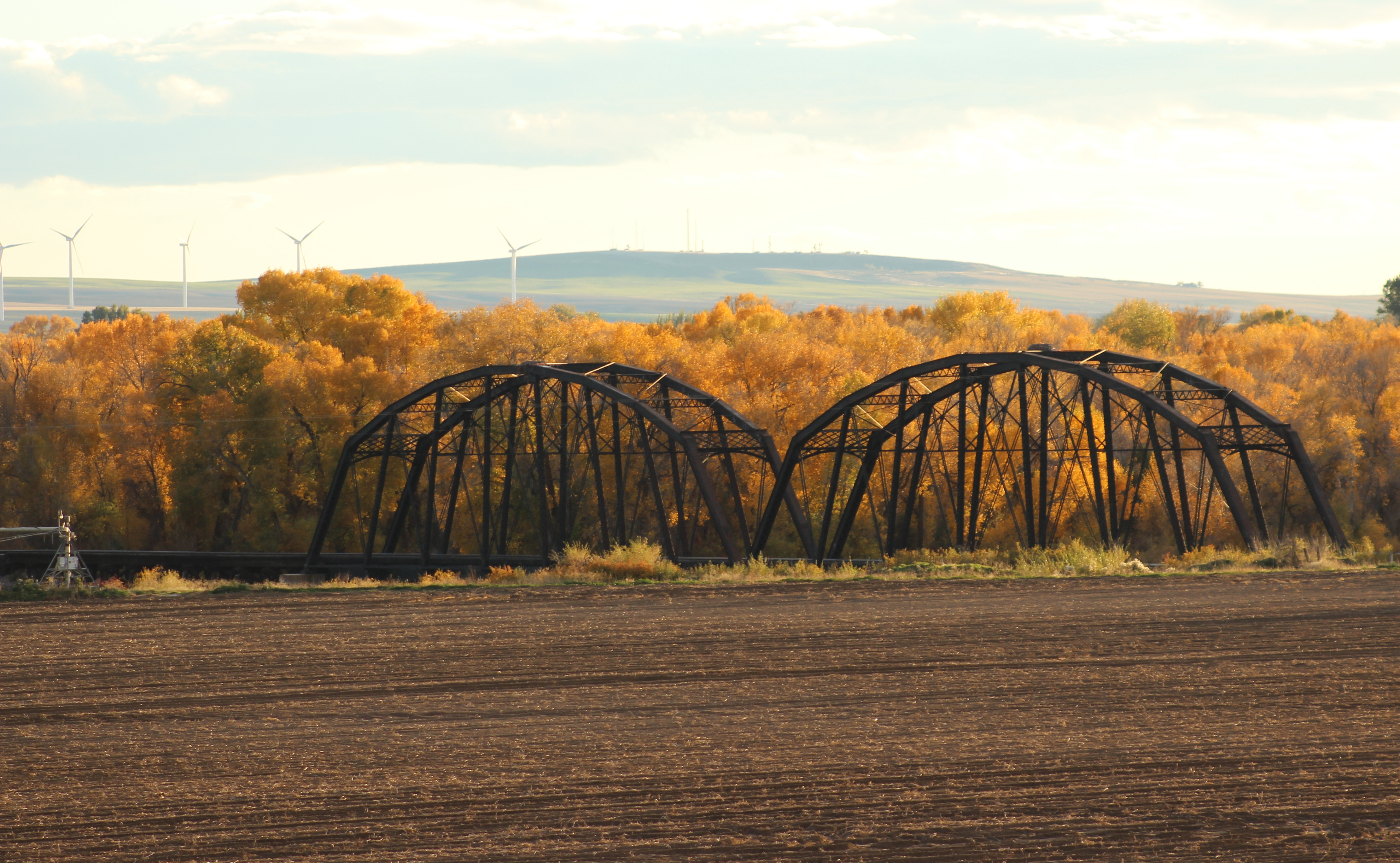
Puente ferroviario (1894) sobre el río Snake, a unos 5 km de Ririe (Idaho)
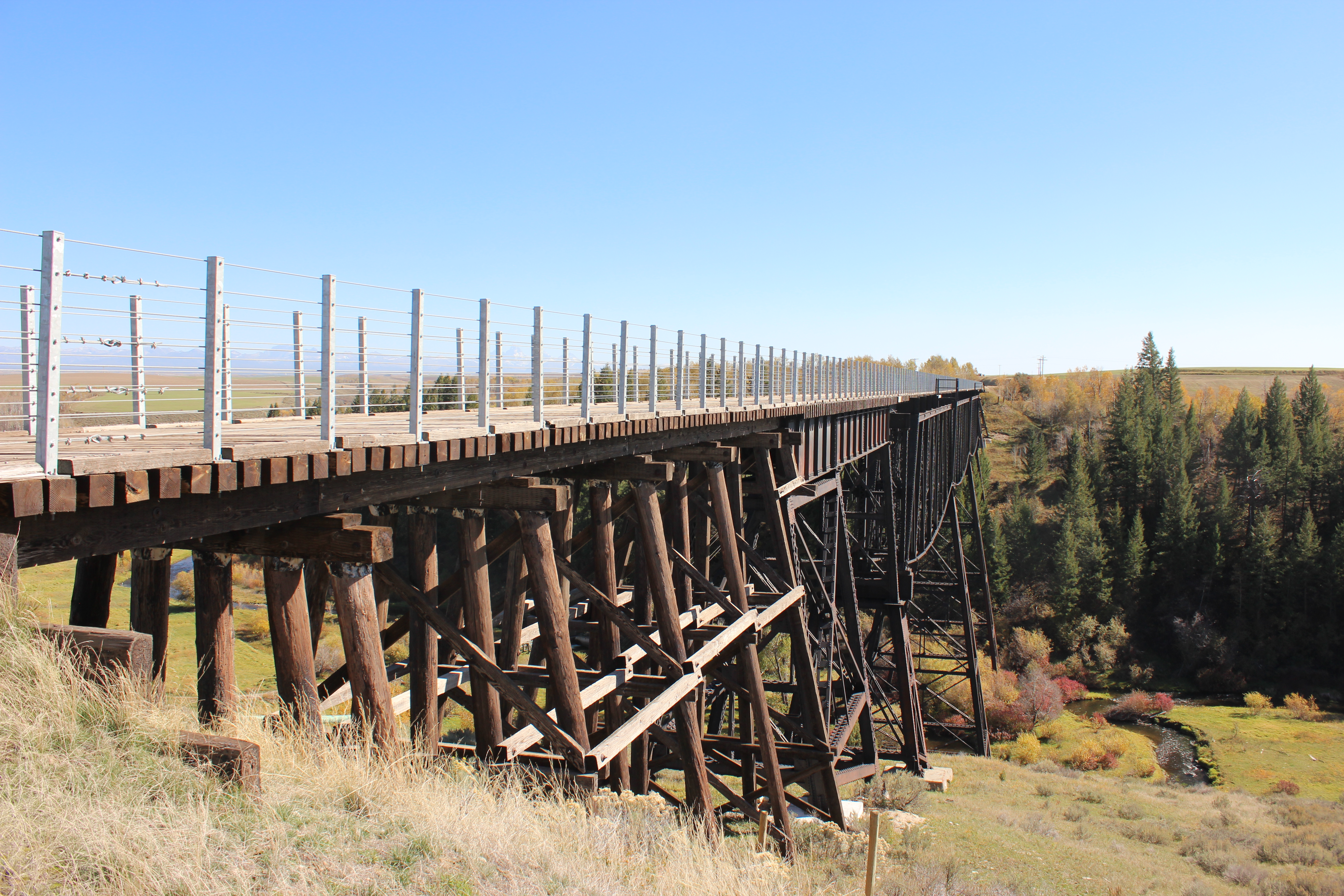
Puente ferroviario sobre el arroyo Conant

### Celosía Pennsylvania (o Petit)

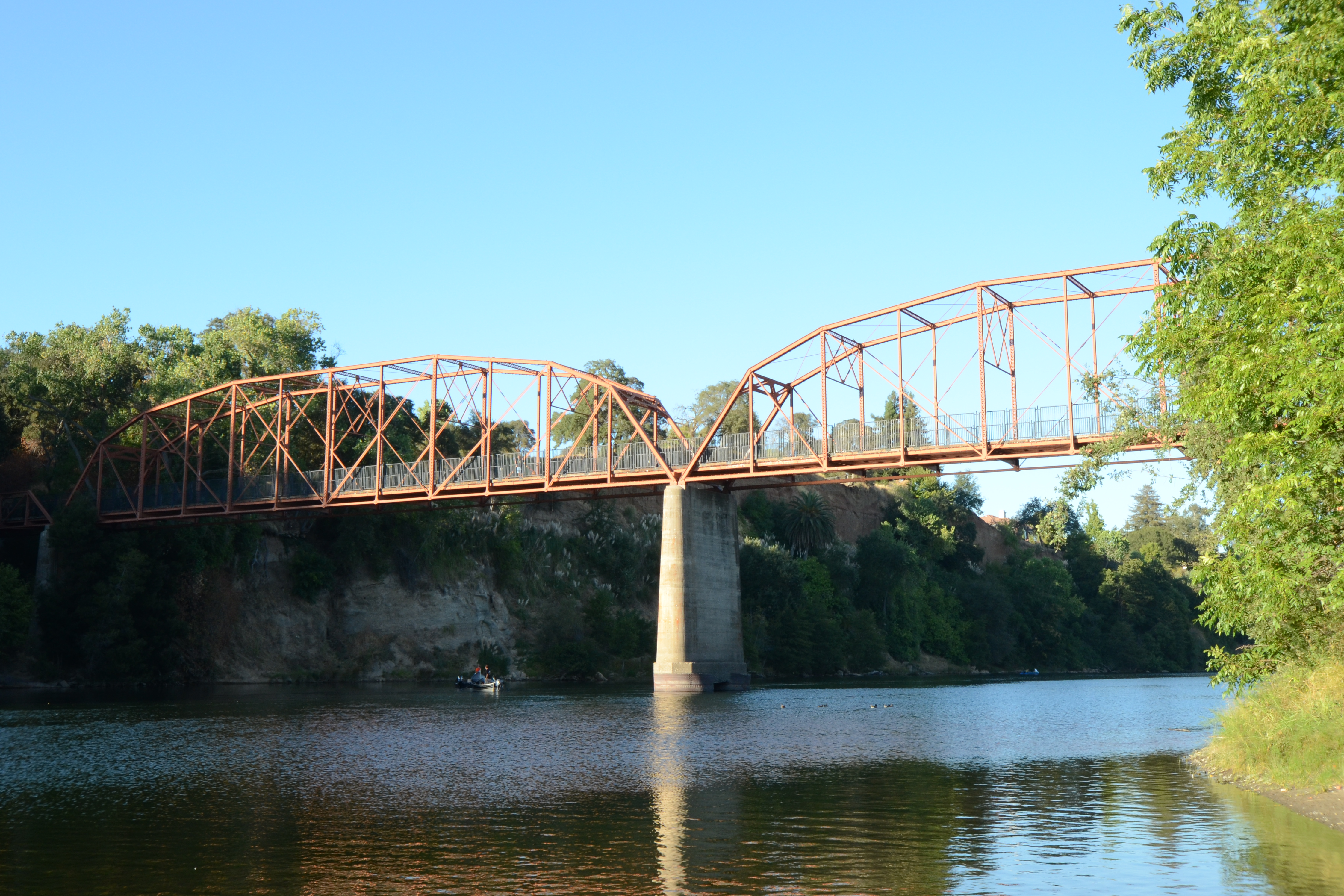
El puente Fair Oaks es un ejemplo de celosía Pennsylvania Petit

Esquema de la celosía Pennsylvania, o Petit

La celosía Pennsylvania (o Petit) es una variación de la celosía Pratt. La celosía Pratt incluye barras diagonales arriostradas en todos los paños; la celosía Pensilvania agrega a este diseño puntales o tirantes de media longitud en la parte superior o en la inferior o en ambas partes de los paños. Lleva el nombre del ferrocarril de Pensilvania, que fue pionero en este diseño. Se usó en cientos de puentes en los Estados Unidos, pero cayó en desgracia en la década de 1930, y hoy quedan muy pocos puentes con esta celosía.  Algunos ejemplos son el puente Lower Trenton, en Trenton (Nueva Jersey), el puente Schell (1903), en Northfield (Massachusetts), el puente Inclined Plane (1891), en Johnstown (Pensilvania) y el puente Healdsburg Memorial (1921), en Healdsburg (California).

Ejemplos de puente en celosía Pennsylvania
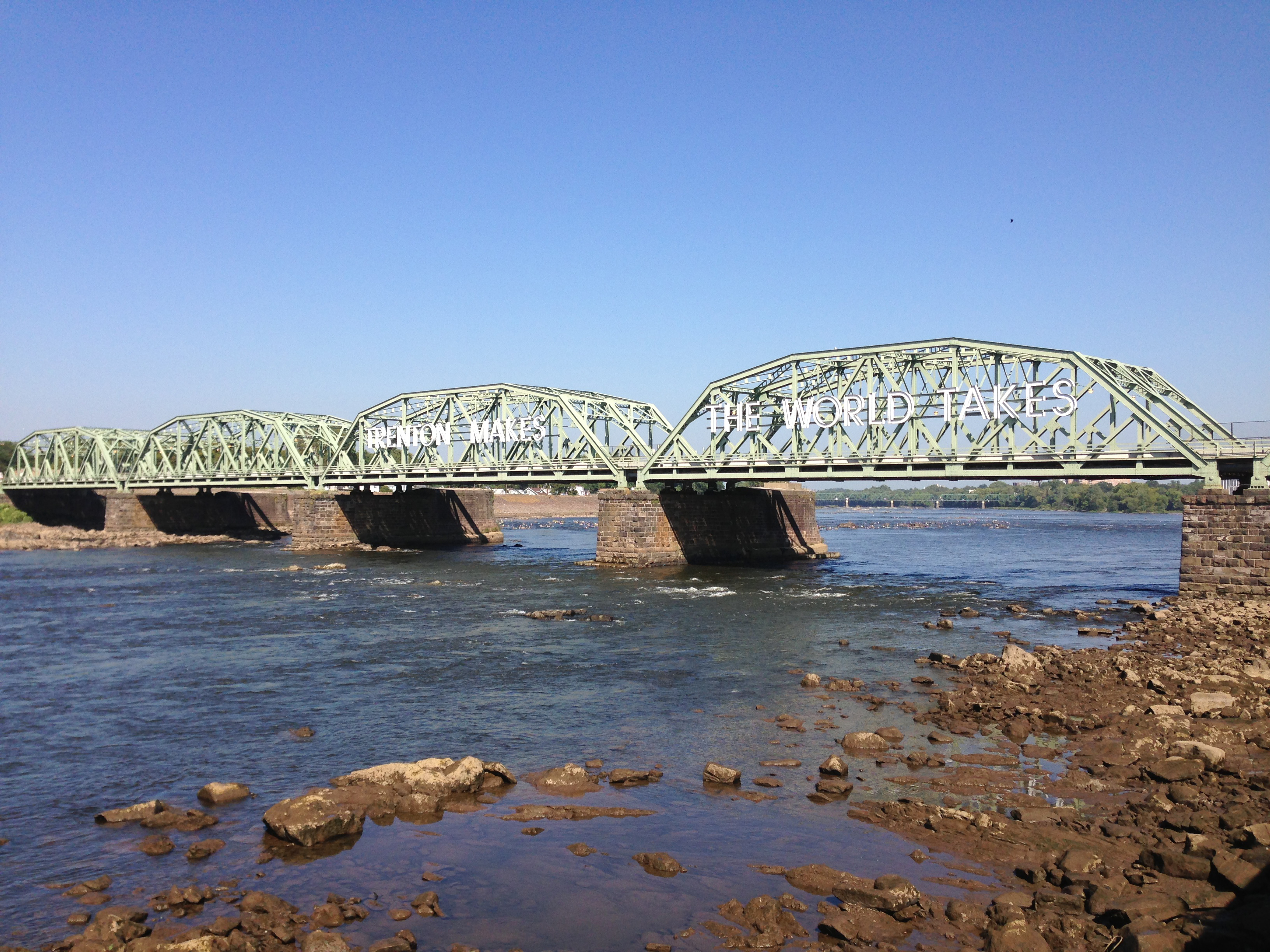
Puente Lower Trenton, en Trenton (Nueva Jersey)
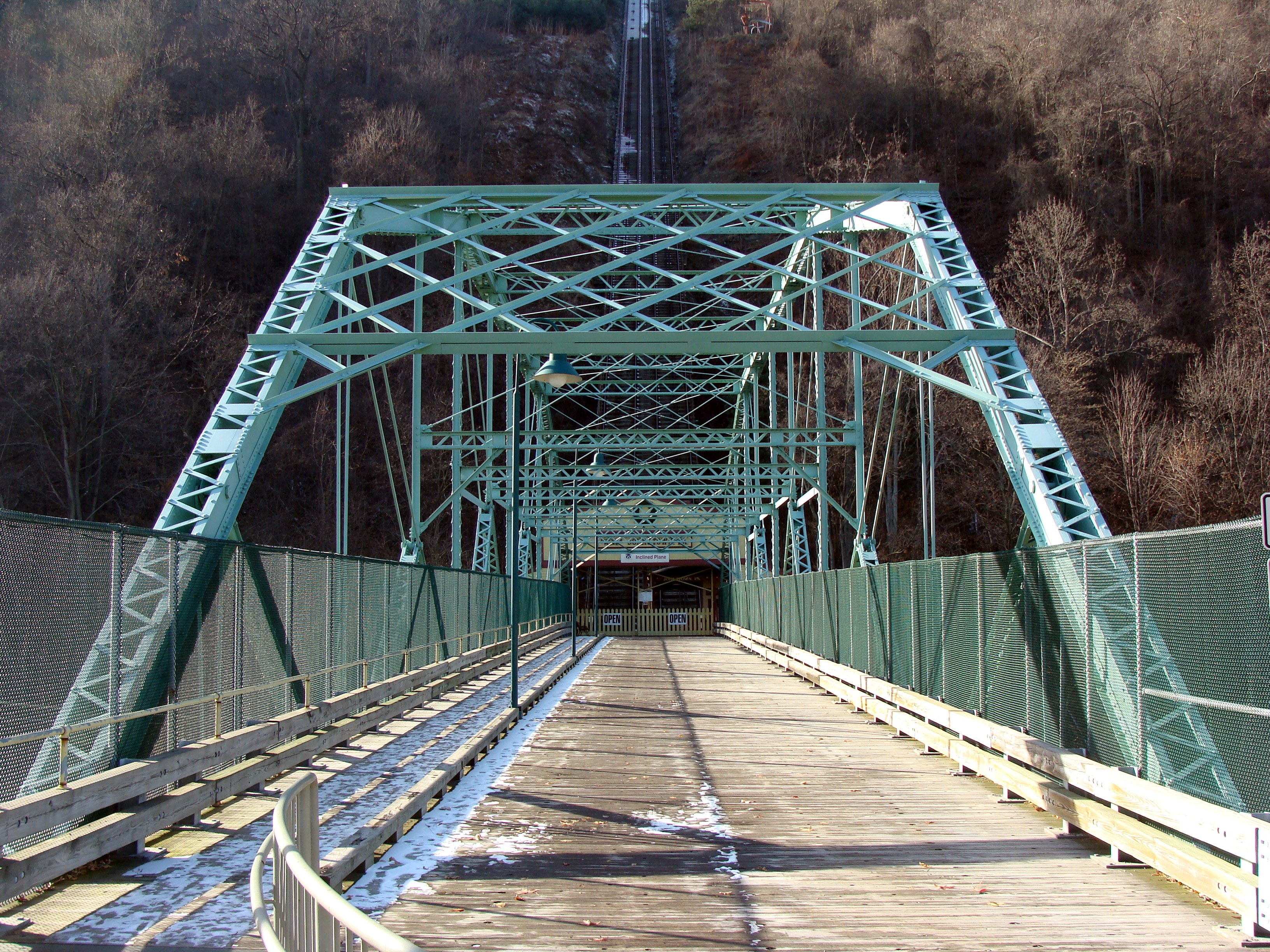
Puente Plano Inclinado (1891), en Johnstown (Pensilvania)
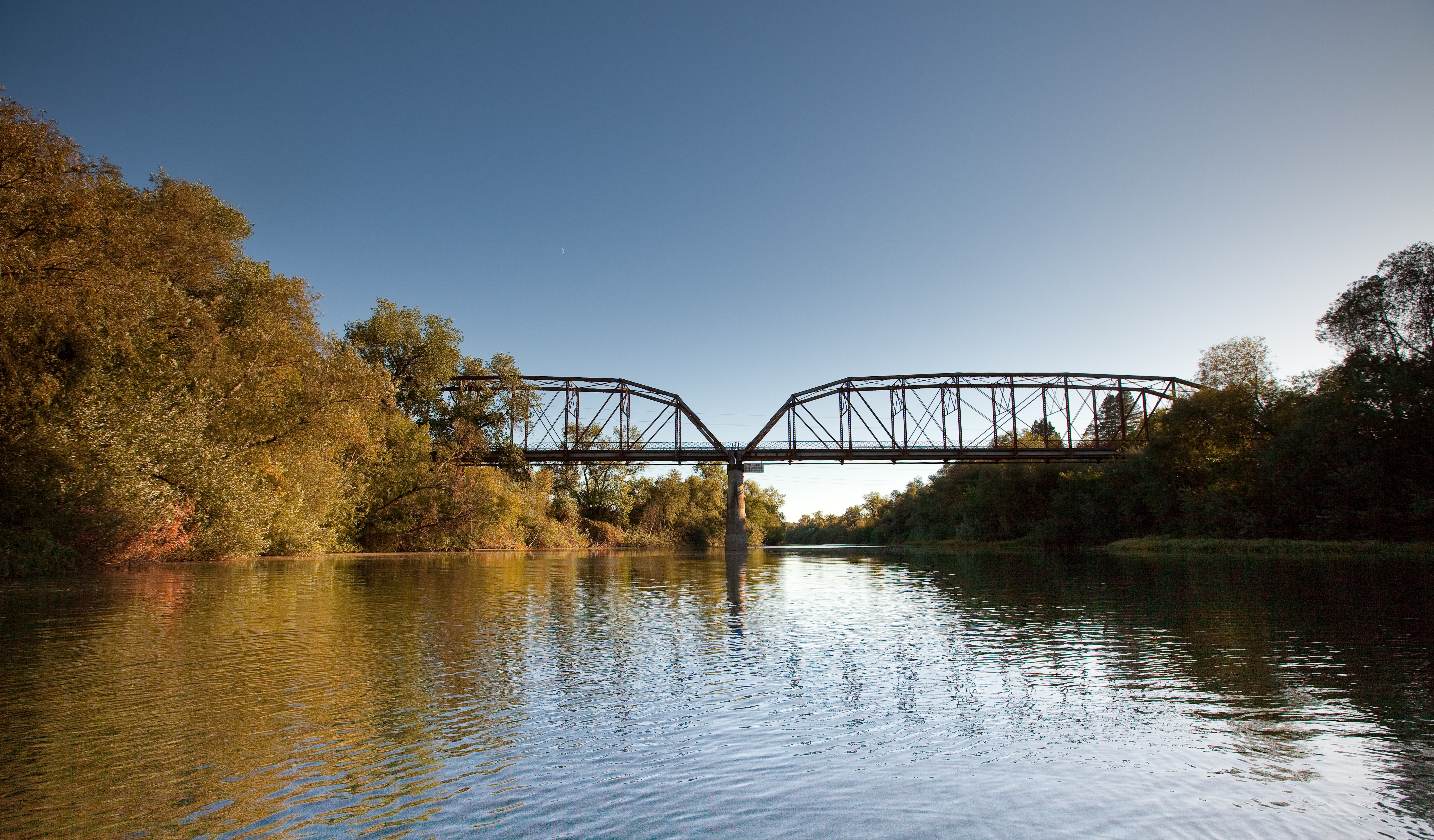
Puente Memorial Healdsburg (1921), en Healdsburg (California)

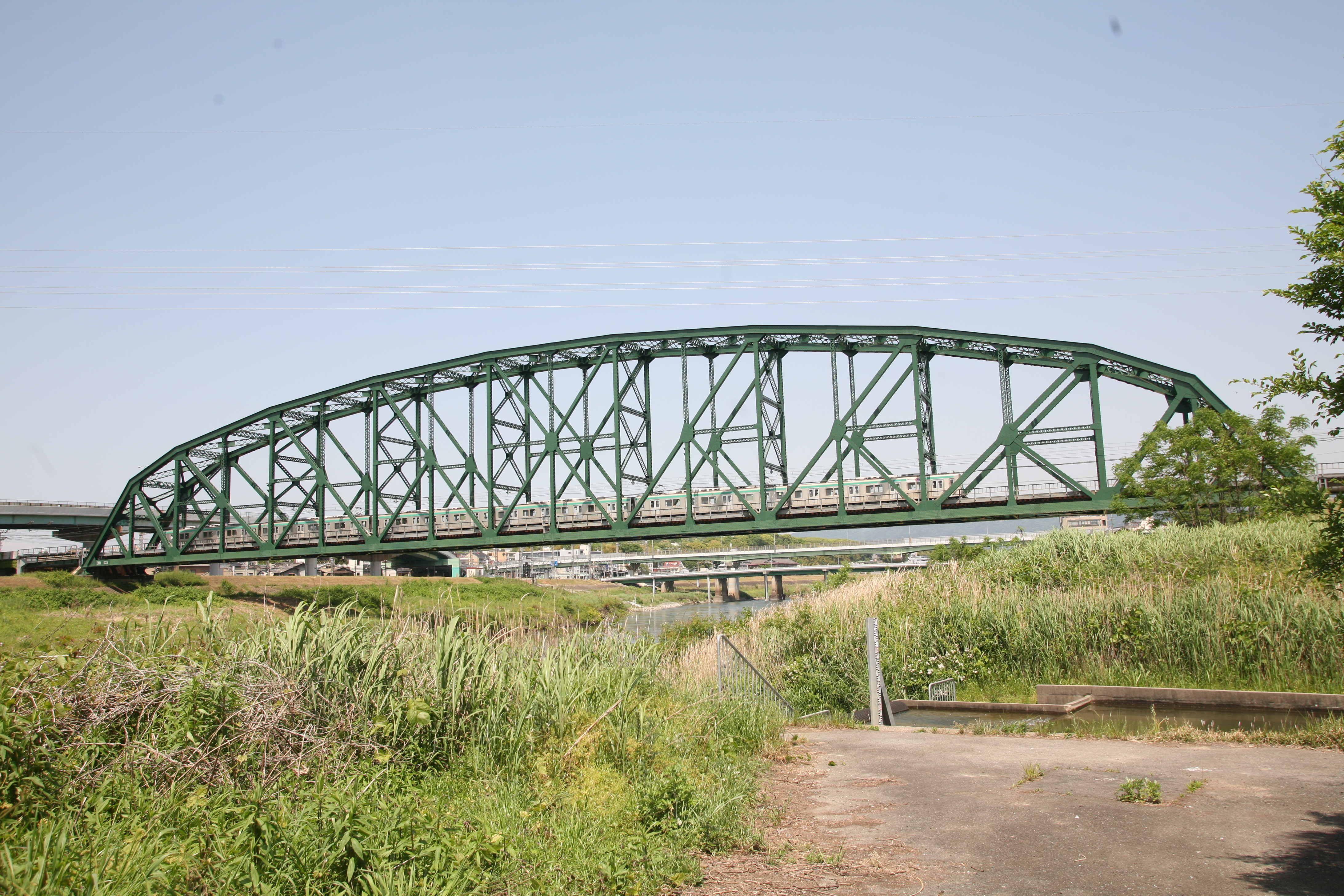
Puente Yodogawa (1928) (Japón)
Puente ferroviario sobre el río Susquehanna (1910) en Maryland
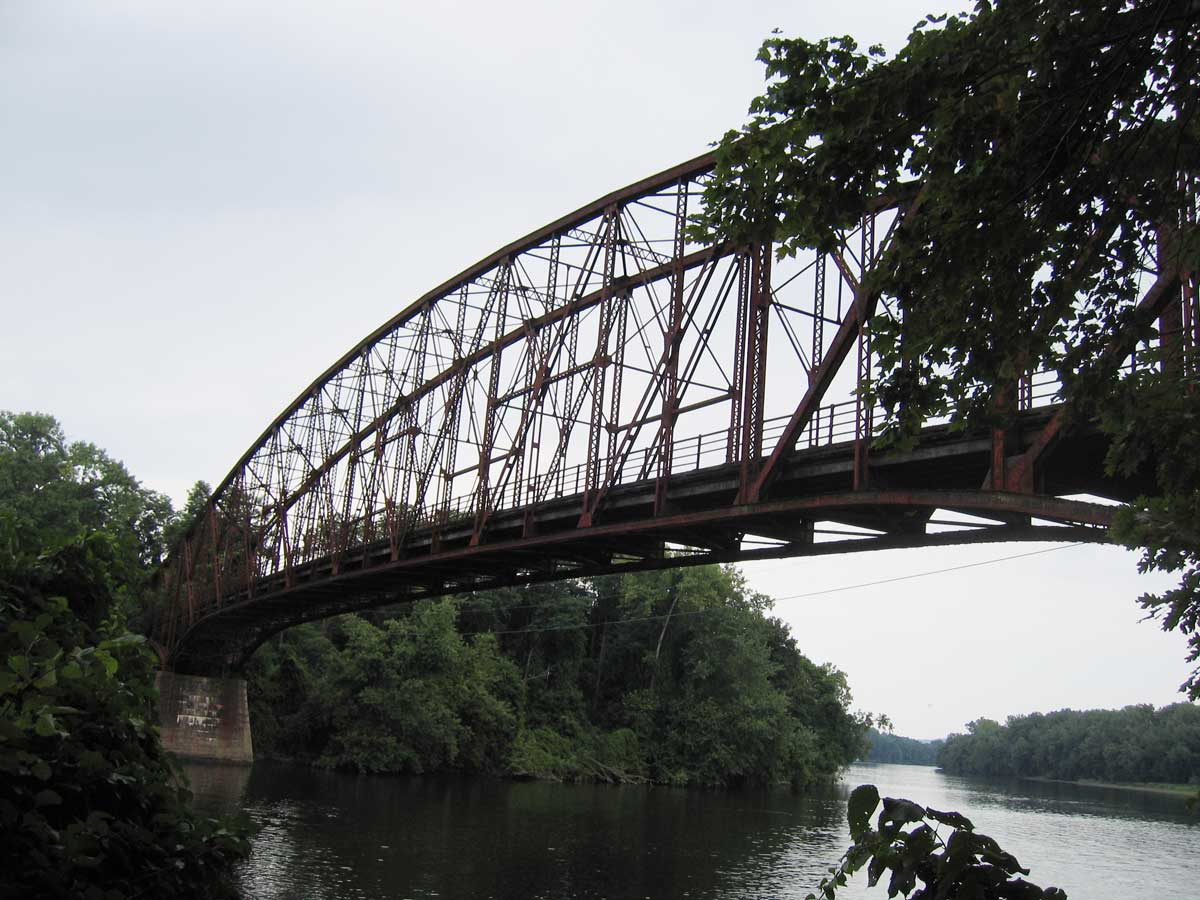
Puente Schell (1903), en Northfield (Massachusetts)

### Celosía Post

Esquema de la celosía Post

Una celosía Post es un híbrido entre una celosía Warren y una celosía Pratt de doble intersección. Inventada en 1863 por Simeon S. Post, ocasionalmente se la conoce como celosía de patente Post, aunque nunca recibió una patente por ella. El puente Ponakin y el puente Bell Ford son dos ejemplos de esta celosía. 

### Celosía Pratt

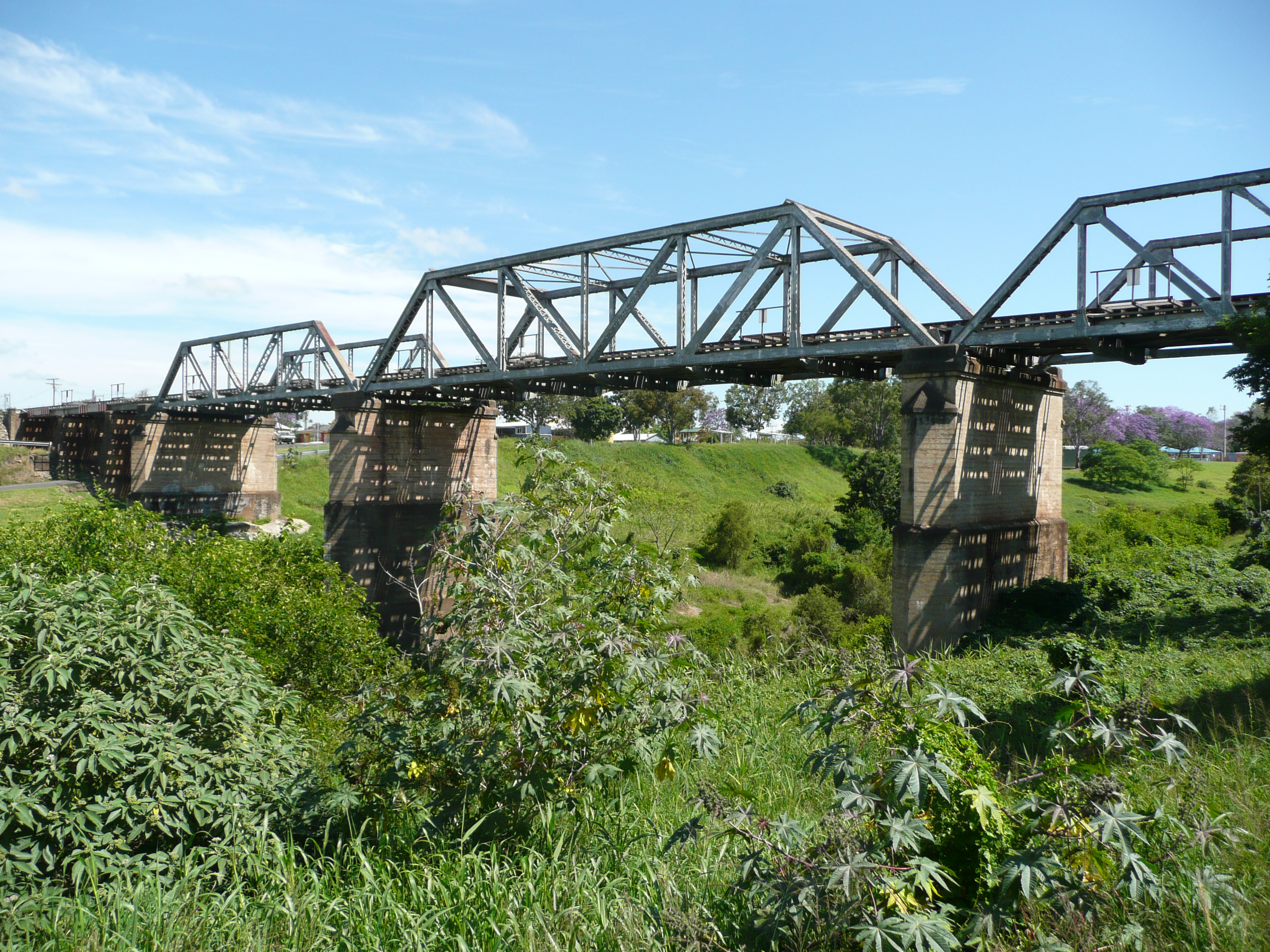
Puente ferroviario Gatton que muestra el diseño de la celosía Pratt

Esquema de la celosía Pratt

Una celosía Pratt incluye elementos verticales y diagonales que se inclinan hacia abajo y hacia el centro, al contrario que la celosía Howe. Cuando la celosía está sometida a cargas equilibradas, las diagonales interiores están traccionadas y los elementos verticales están comprimidos. Si se utilizan elementos de tracción pura en las diagonales (como las barras oculares), se pueden necesitar cruces cerca del centro para soportar las cargas vivas concentradas a medida que atraviesen el tramo. Se pueden subdividir, creando patrones en forma de Y y de K. La celosía Pratt fue inventado en 1844 por Thomas y Caleb Pratt. Esta celosía es práctica para luces de hasta unos 75 m y fue una configuración habitual para los puentes ferroviarios a medida que los puentes en celosía abandonaban la madera en favor del metal. Son puentes estáticamente determinados, que se prestan bien para largos vanos. Fueron comunes en los Estados Unidos entre 1844 y principios del siglo XX.
Son ejemplos de puentes en celosía Pratt el puente del Gobernador, en Maryland, el puente del río Dearborn cerca de Augusta, Montana, construido en 1897, y el puente de Fair Oaks en Fair Oaks, California, construido 1907-1909. 
El Puente Escénico cerca de Tarkio, Montana es un ejemplo de un puente en celosía de cubierta Pratt, en el que la carretera discurre por la parte superior de la celosía .

Ejemplos de puente en celosía Pratt
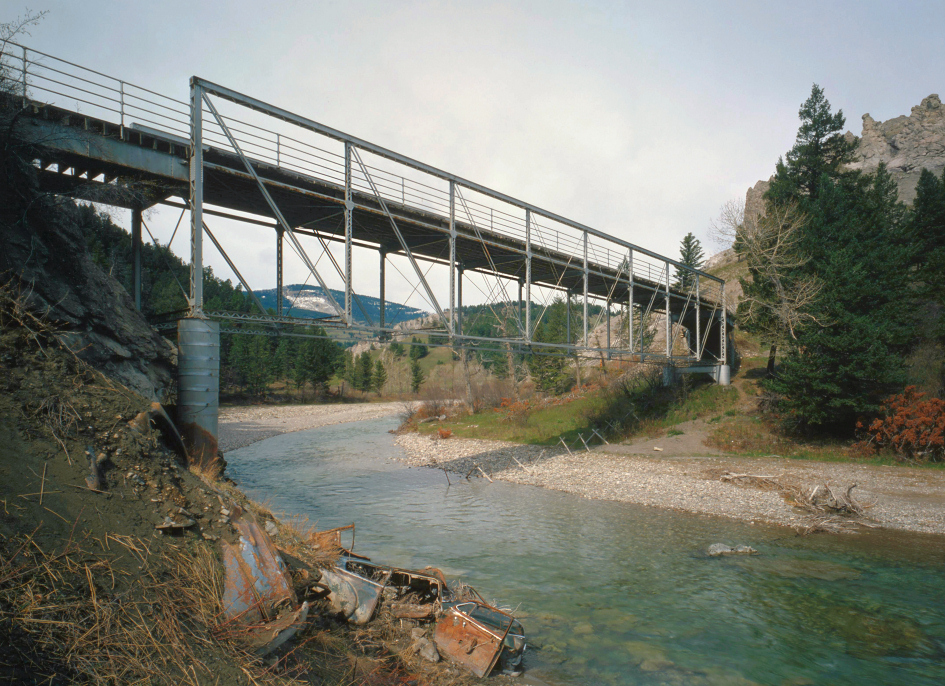
Puente del río Dearborn (1897) cerca de Augusta (MT)
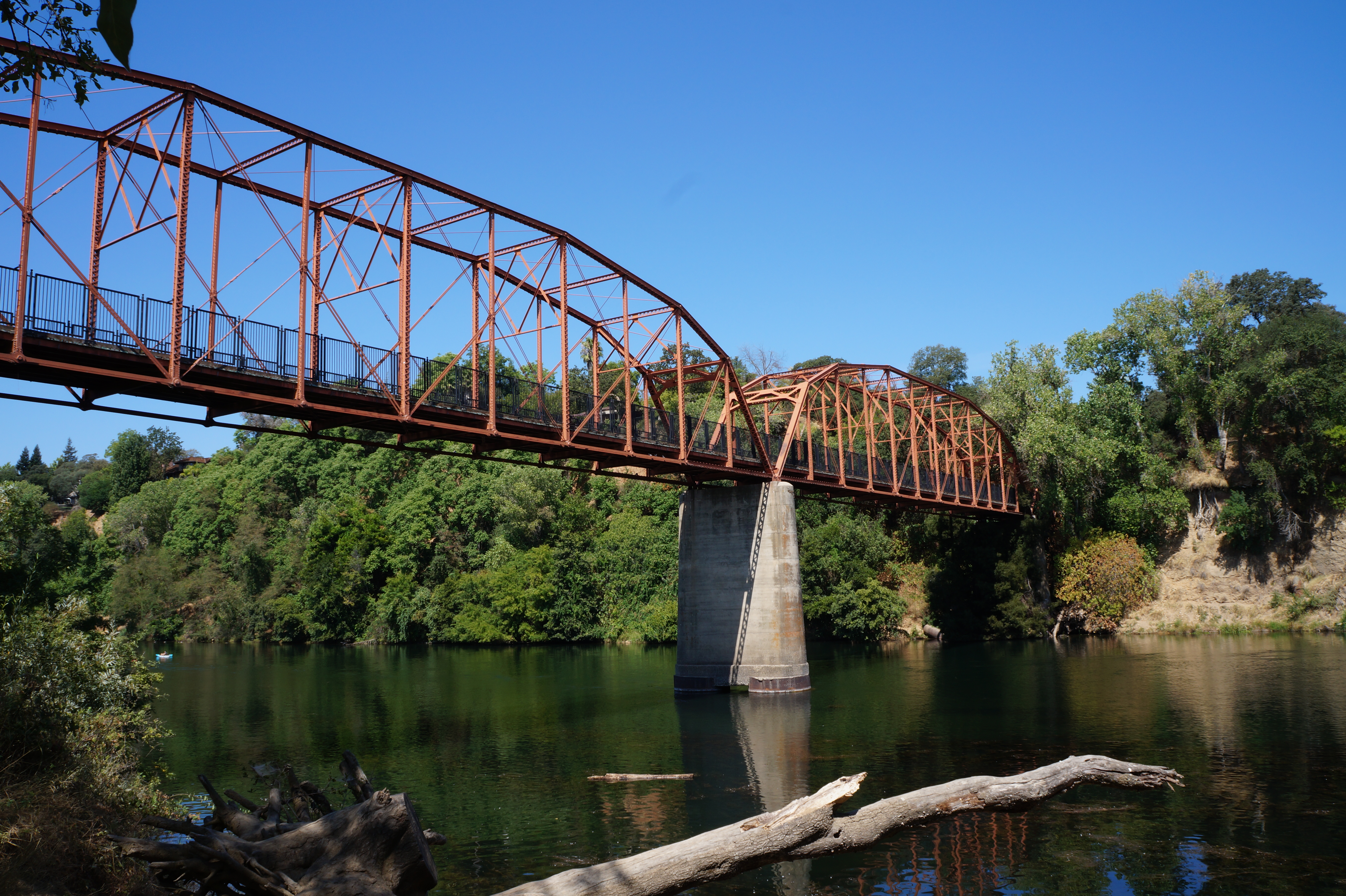
Puente Fair Oaks (1907-1909) sobre el río de los Americanos, en Fair Oaks (CA)
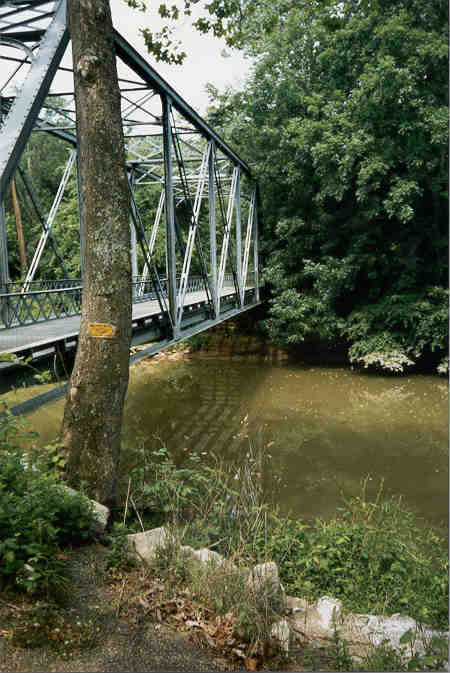
Puente del Gobernador, en Maryland (1912)
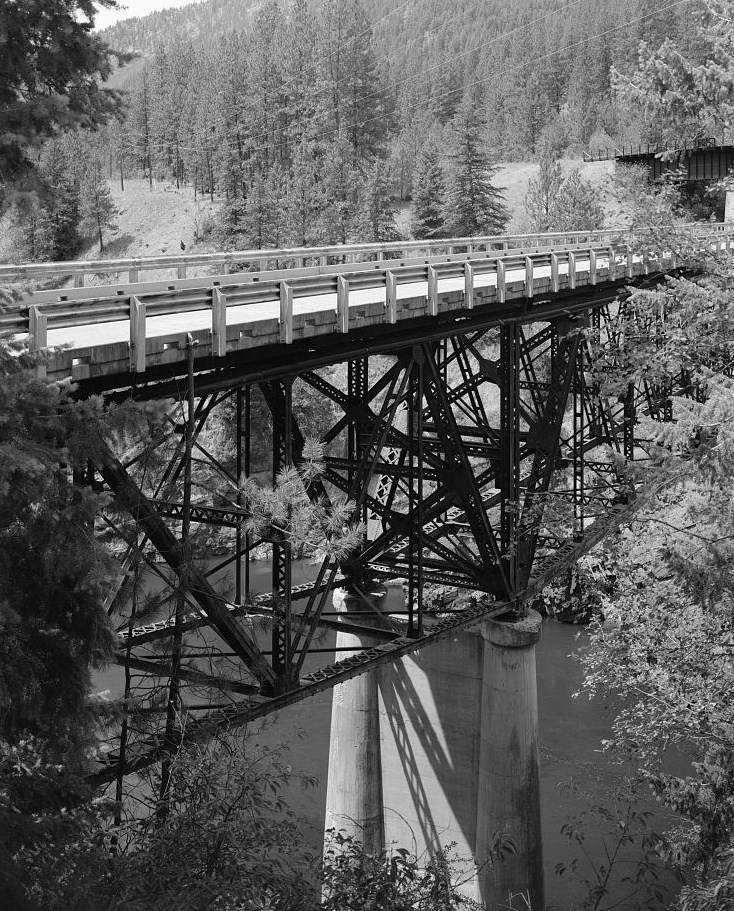
Puente Escénico cerca de Tarkio, Montana (1928)

### Celosía Thatcher

Esquema de la celosía Thatcher

La celosía Thatcher combina algunas de las características de una celosía Pratt con diagonales traccionadas y una celosía Howe con diagonales comprimidas. Es bastante rara.

### Celosía en arco

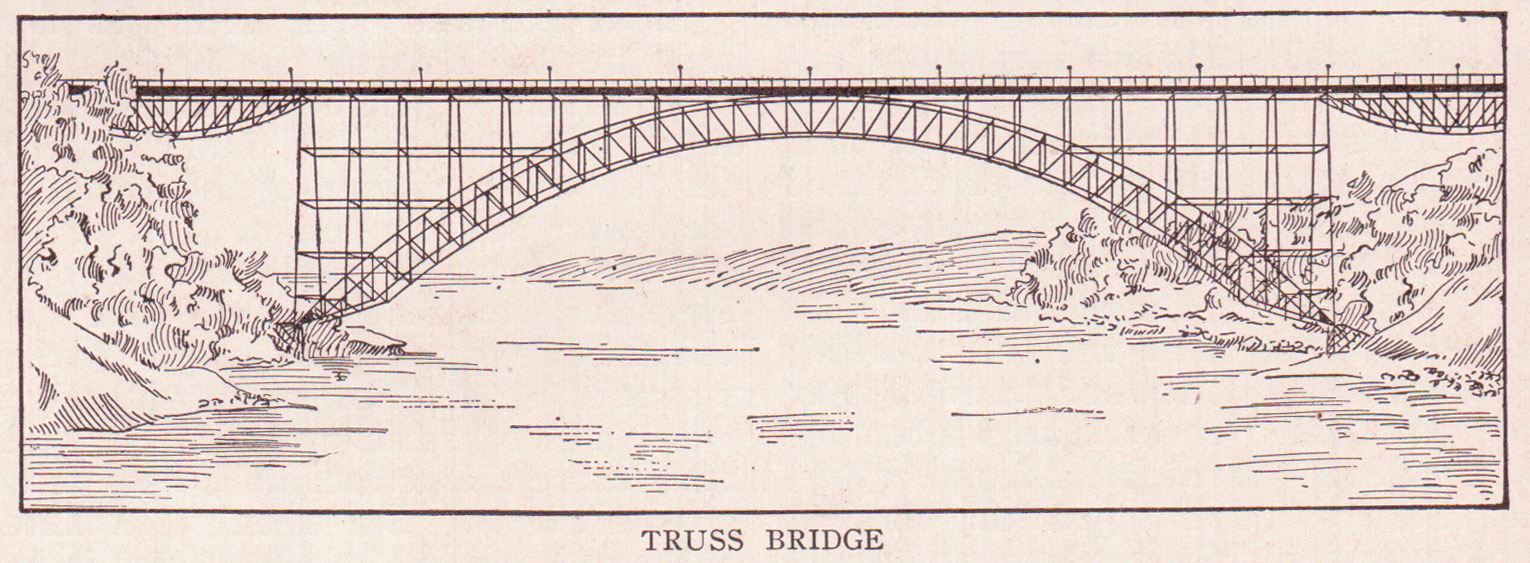
Ilustración de puente arco en celosía

Un arco en celosía puede contener todas las fuerzas horizontales dentro del propio arco, o alternativamente, puede ser un arco de empuje que consiste en una celosía, o de dos secciones arqueadas enclavadas en el ápice. La última forma es común cuando el puente se construye como segmentos en voladizo desde cada lado como en el Puente Navajo.

### Celosía Vierendeel

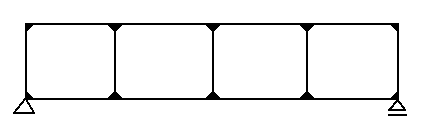
Esquema de la celosía Vierendeel

La celosía Vierendeel tiene como primera característica la de no tener barras en diagonal en sus paños. La deformación de los puentes Vierendeel es, por regla general, inferior a las de otros puentes con la misma luz. Debe su denominación al apellido del ingeniero belga Arthur Vierendeel que lo patentó. Este tipo de puente se hizo muy popular en el primer tercio del siglo XX, con numerosos ejemplos en Bélgica (así como en el Congo Belga), bien sean del propio Arthur o de algunos de sus alumnos. Vierendeel menciona su sistema por primera vez en público en el Congrès International des Architectes celebrado en agosto de 1897 en Brusselas. Luego se aplicaron en otros países. Se caracteriza por su estructura de mallado completamente rectangular, de cordones paralelos (es decir sin travesaños diagonales entre sus vanos). Fue empleada inicialmente como estructura para el tránsito de ferrocarriles.
La celosía Vierendeel, a diferencia de las celosías comunes articuladas, impone importantes fuerzas de flexión sobre sus barras, pero esto a su vez permite la eliminación de todas las diagonales. Es una estructura sin triangulaciones, con paños que forman aberturas rectangulares, y es un marco con juntas fijas que son capaces de transferir y resistir momentos de flexión. Aunque es rara como tipo de puente debido a los costos más altos en comparación con una celosía triangular, se emplea comúnmente en la construcción de edificios modernos, ya que permite la resolución de las fuerzas de cizalla brutas contra los elementos del marco al tiempo que conserva aberturas rectangulares entre las columnas. Esto es ventajoso tanto al permitir flexibilidad en el uso del espacio de construcción como a la libertad en la selección del muro cortina exterior del edificio, lo que afecta aspectos de estilo interior y exterior.

Ejemplos de puente en celosía Vierendeel
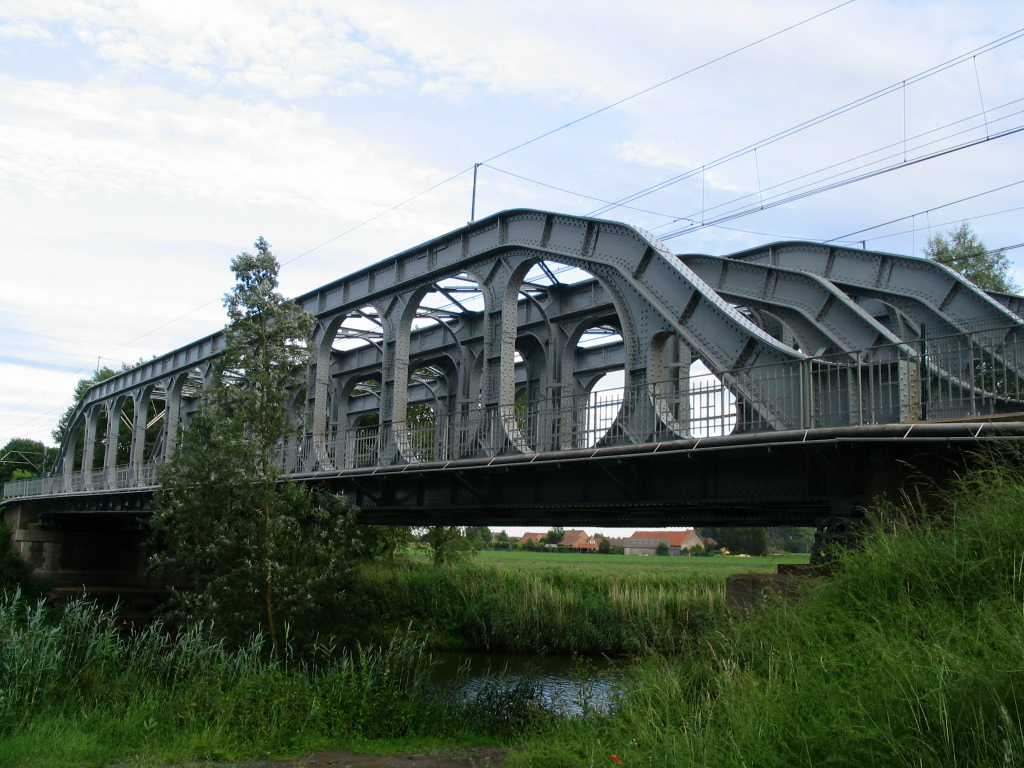
Puente en Grammene, Bélgica
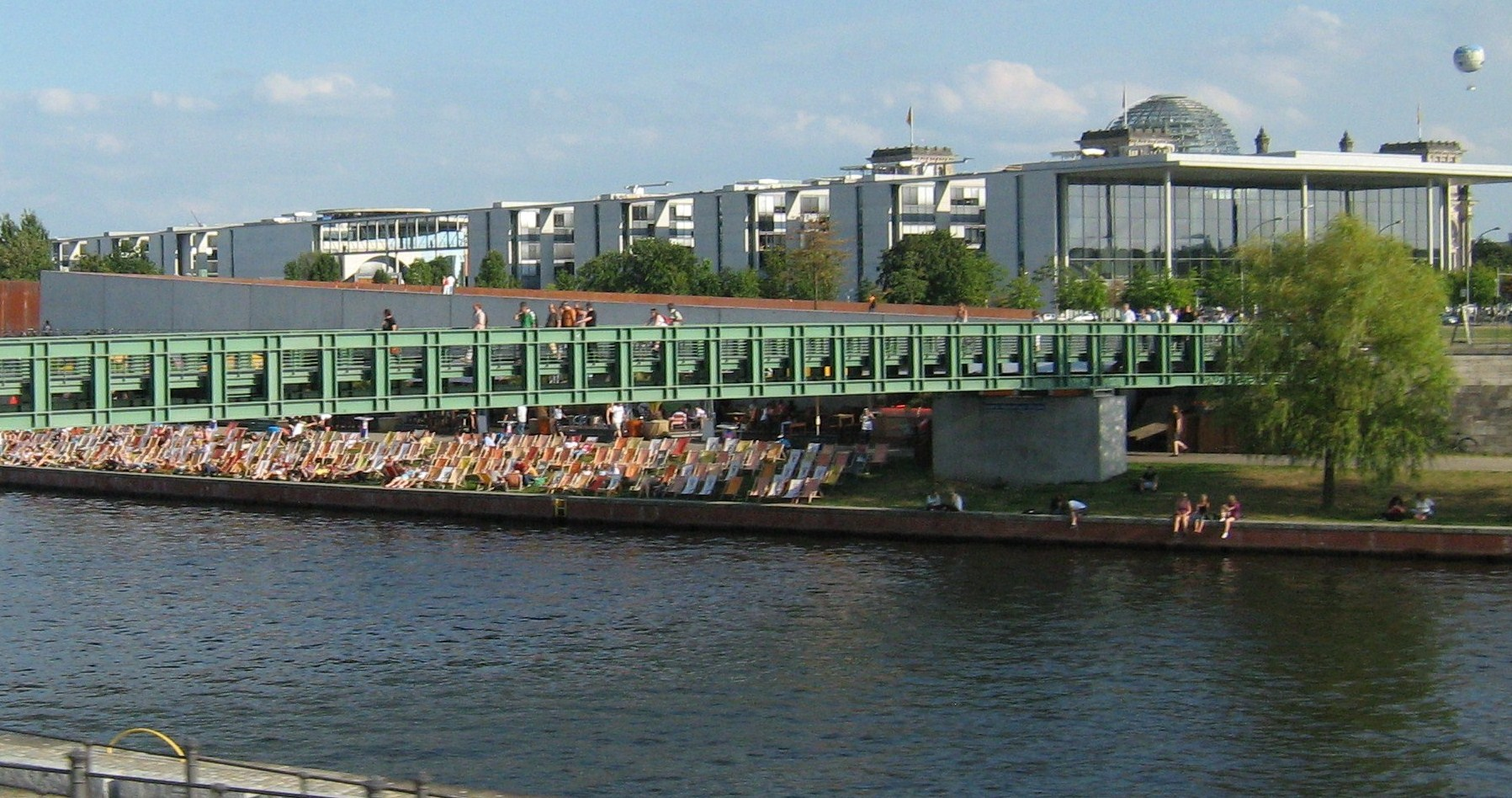
Pasarela Gustav-Heinemann, Berlín
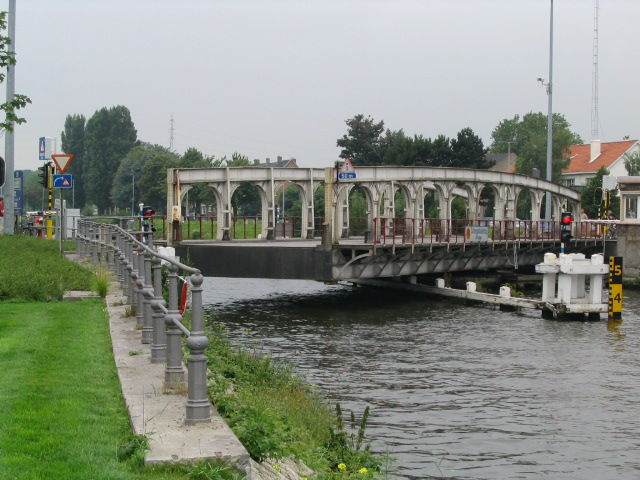
Puente móvil cerca de Brujas, Bélgica
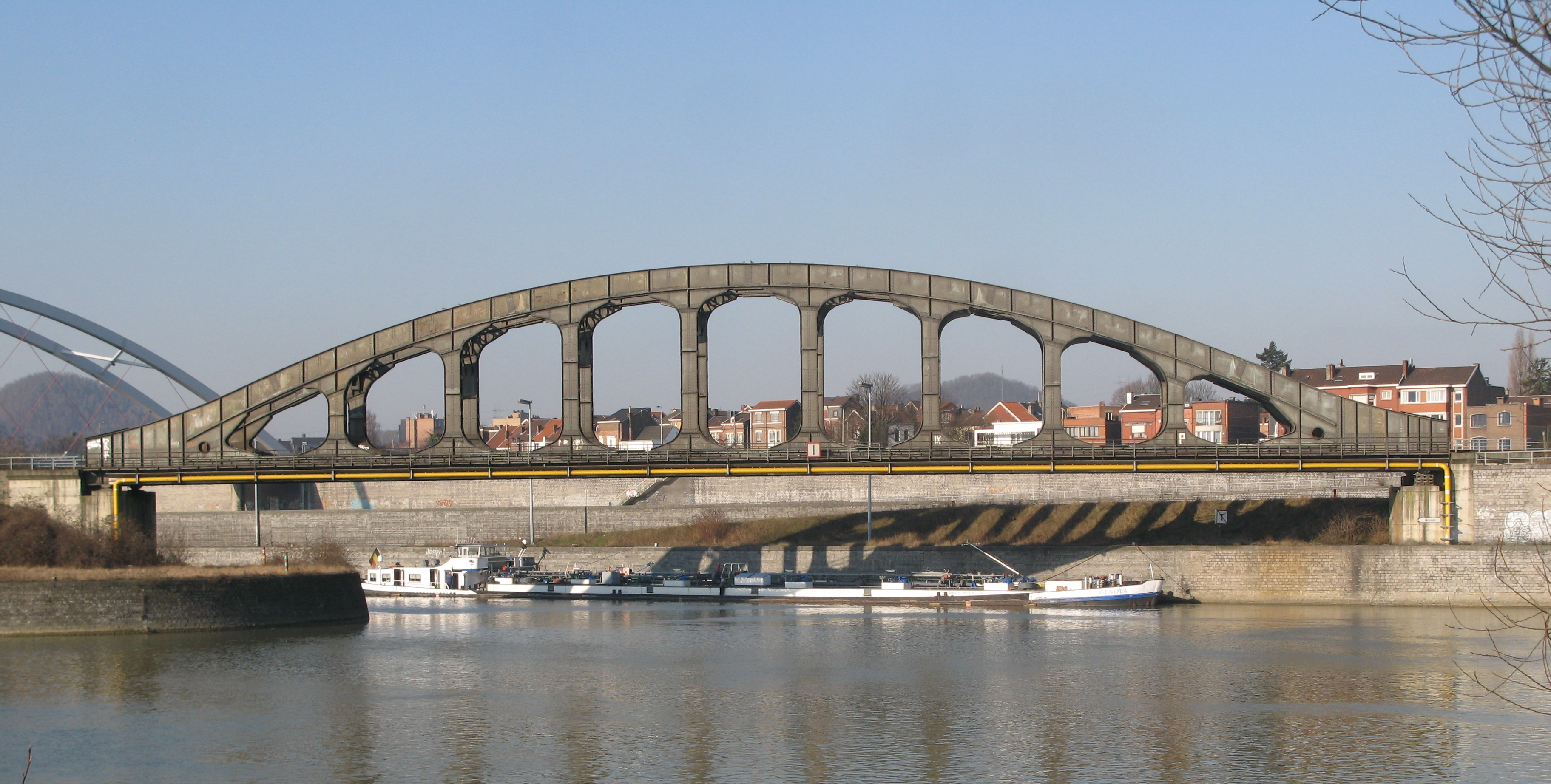
El puente Hafe (NED), un caso especial de Vierendeel con cordones no paralelos

### Celosía Waddell
Patentado en 1894 (Patente USPTO n.º 529220) por el ingeniero civil estadounidense John Alexander Low Waddell (1854 – 1938), su simplicidad facilita la erección en el sitio. Estaba destinado a ser utilizado como un puente de ferrocarril

Ejemplos de puente en celosía Waddell
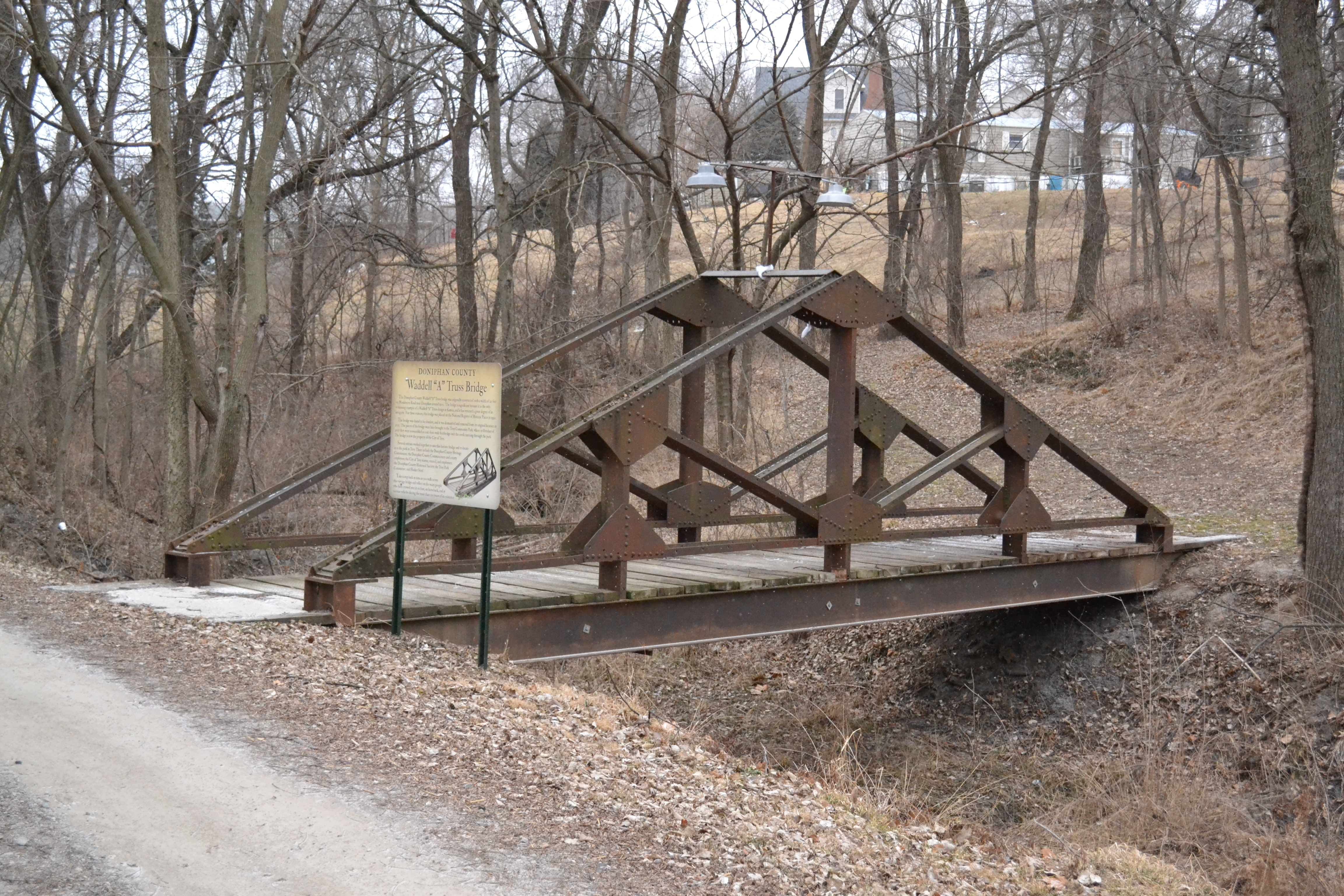
Puente en Troy, Kansas. Listado en el National Register of Historic Places.
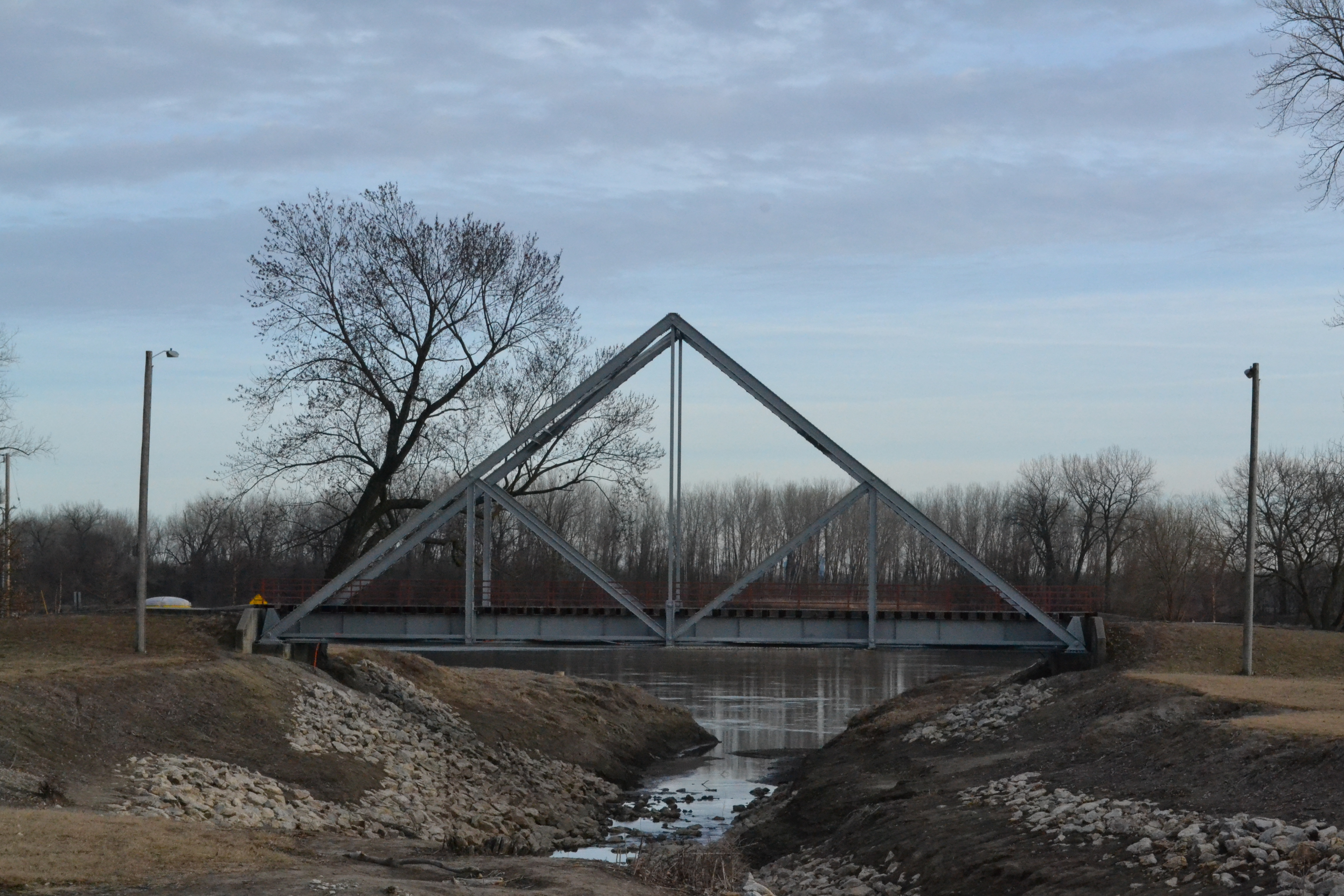
Puente en Parkville (MO). Listado en el National Register of Historic Places.
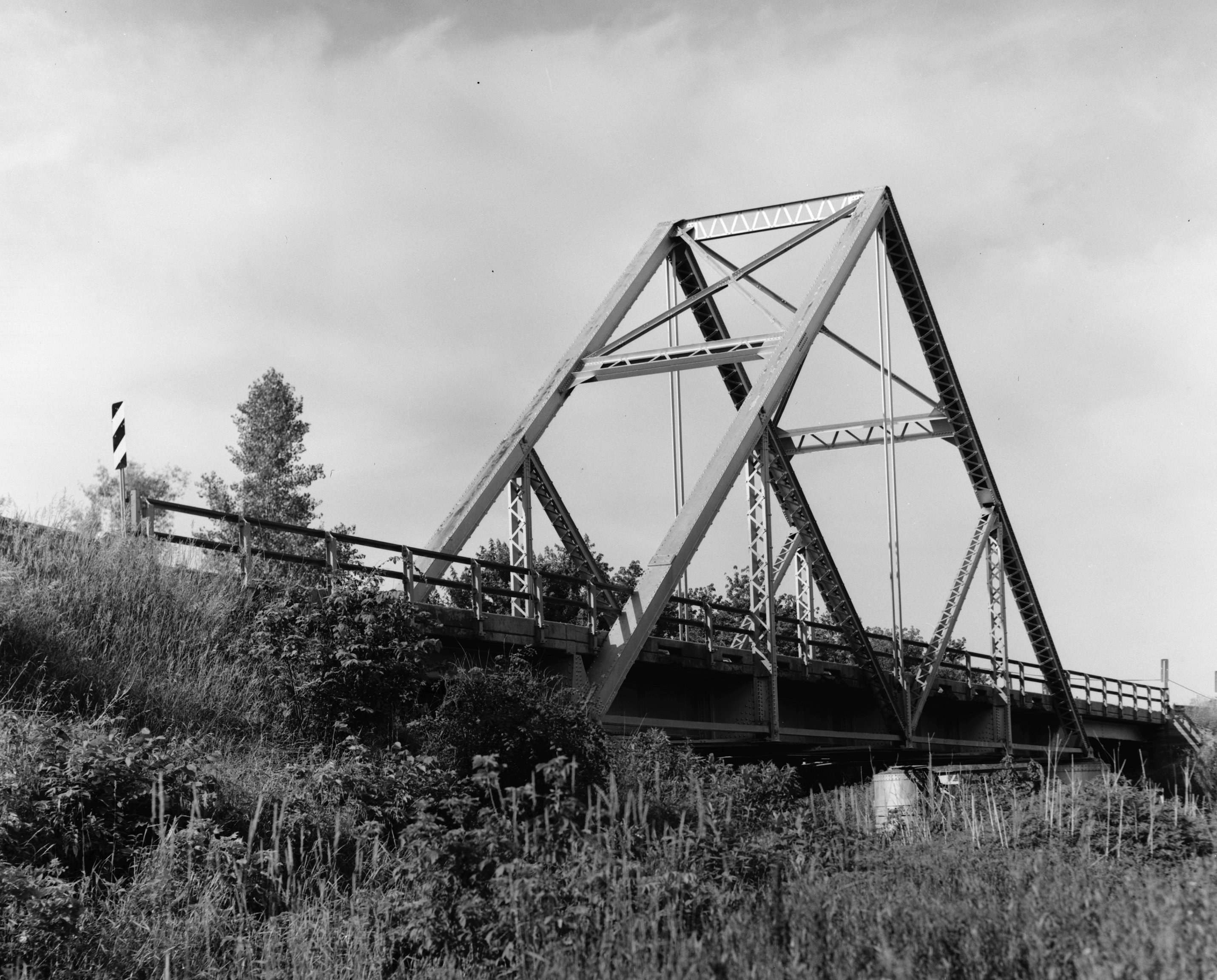
Versión recortada del puente original, Waddell "A" Truss (1898), trasladadoahora y que atraviesa el arroyo Lin Branch, cerca de Trimble, condado de Clinton, MO.
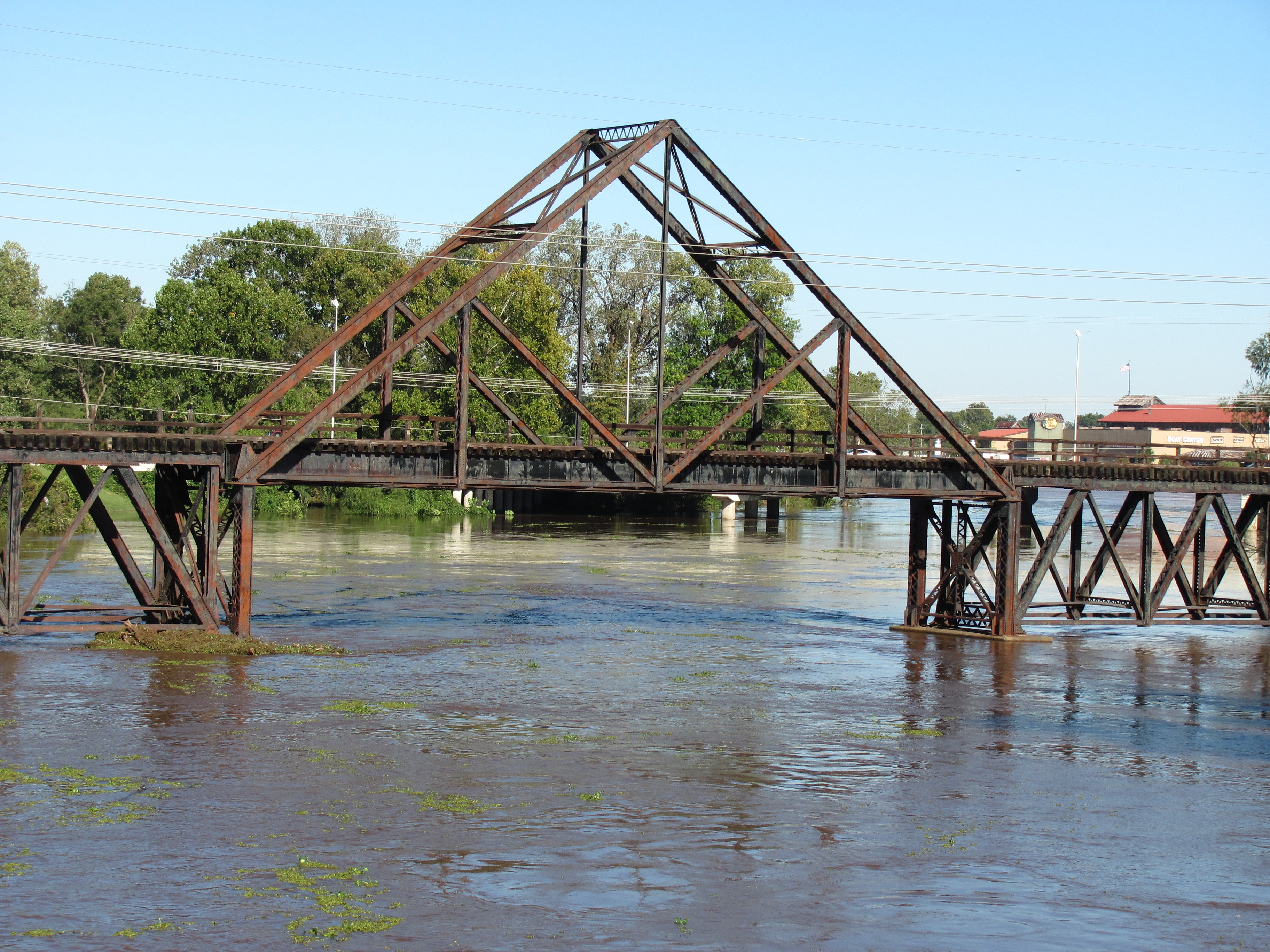
Puente ferroviario Kansas City Southern Railroad (1890) sobre el Cross Bayou en Shreveport, Louisiana

### Celosía Warren

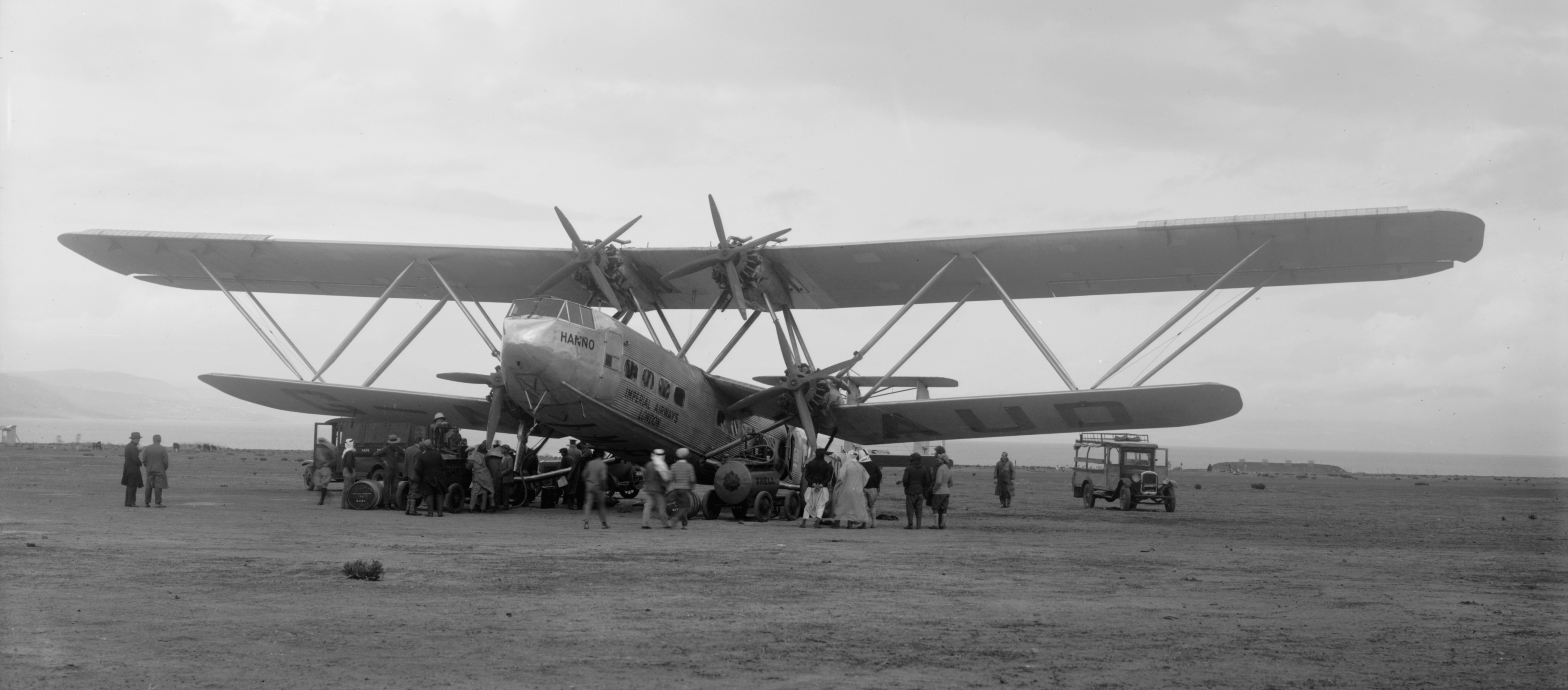
Ejemplo de uso en aviación

Esquema de una celosía Warren con fuerzas y colores según las solicitaciones en las barras: negro sin tensión; rojo, comprimidas; y azul, traccionadas

La celosía Warren consiste en barras longitudinales unidas solo por barras transversales en ángulo, formando triángulos equiláteros a lo largo de toda la longitud, alternativamente apoyados sobre la base e invertidos, asegurando que ningún puntal individual, viga o tirante este sujeto a solicitaciones de flexión o torsión, sino solo a tracción o compresión. Las cargas en las diagonales alternan entre la compresión y la tracción (acercándose al centro), sin elementos verticales, mientras que los elementos cerca del centro deben soportar tanto la tracción como la compresión en respuesta a las cargas vivas. Esta configuración combina gran rigidez con economía de materiales y, por lo tanto, puede ser relativamente ligera. Dado que vigas son de la misma longitud, es ideal para ser usada en puentes modulares prefabricados.
La celosía Warren fue patentada en 1848 por los ingenieros ingleses James Warren  (1806–1908) y Willoughby Theobald Monzani.  El primer puente colgante que utilizó una celosía Warren como soporte del tablero fue el puente de Manhattan (1909) en la ciudad de Nueva York.
Es una mejora con respecto a la celosía Neville que utiliza una configuración de espaciado de triángulos isósceles.
Una variante de la celosía Warren tiene montantes verticales adicionales en los triángulos. Estas se usan cuando las longitudes de las barras horizontales superiores llegarían a ser tan largas como para presentar un riesgo de pandeo. Estos montantes verticales no soportan una gran proporción de cargas, y actúan principalmente para estabilizar los miembros horizontales contra el pandeo.

Ejemplos de puente en celosía Warren
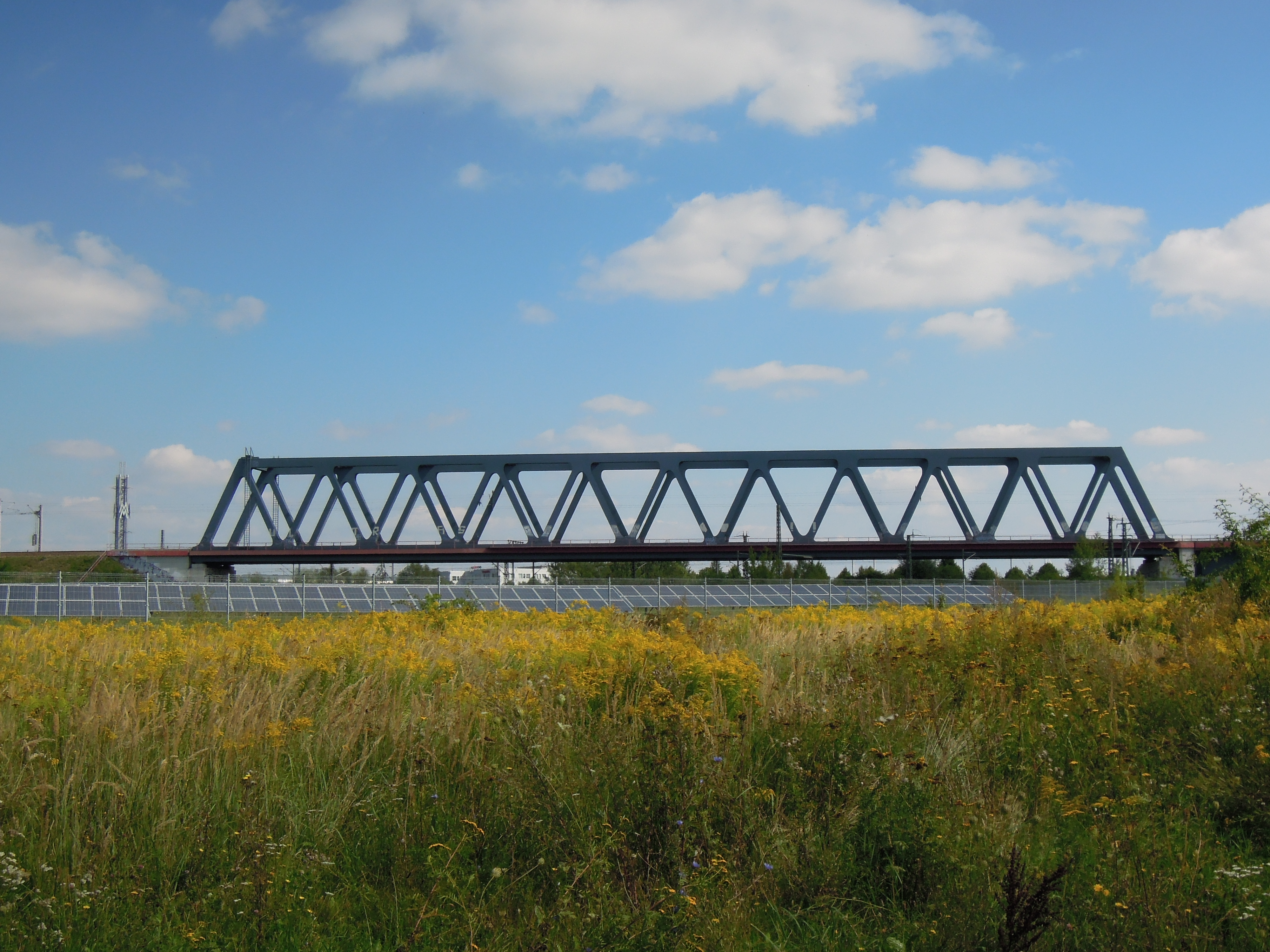
Puente de la línea ferroviaria Leipzig-Bitterfel
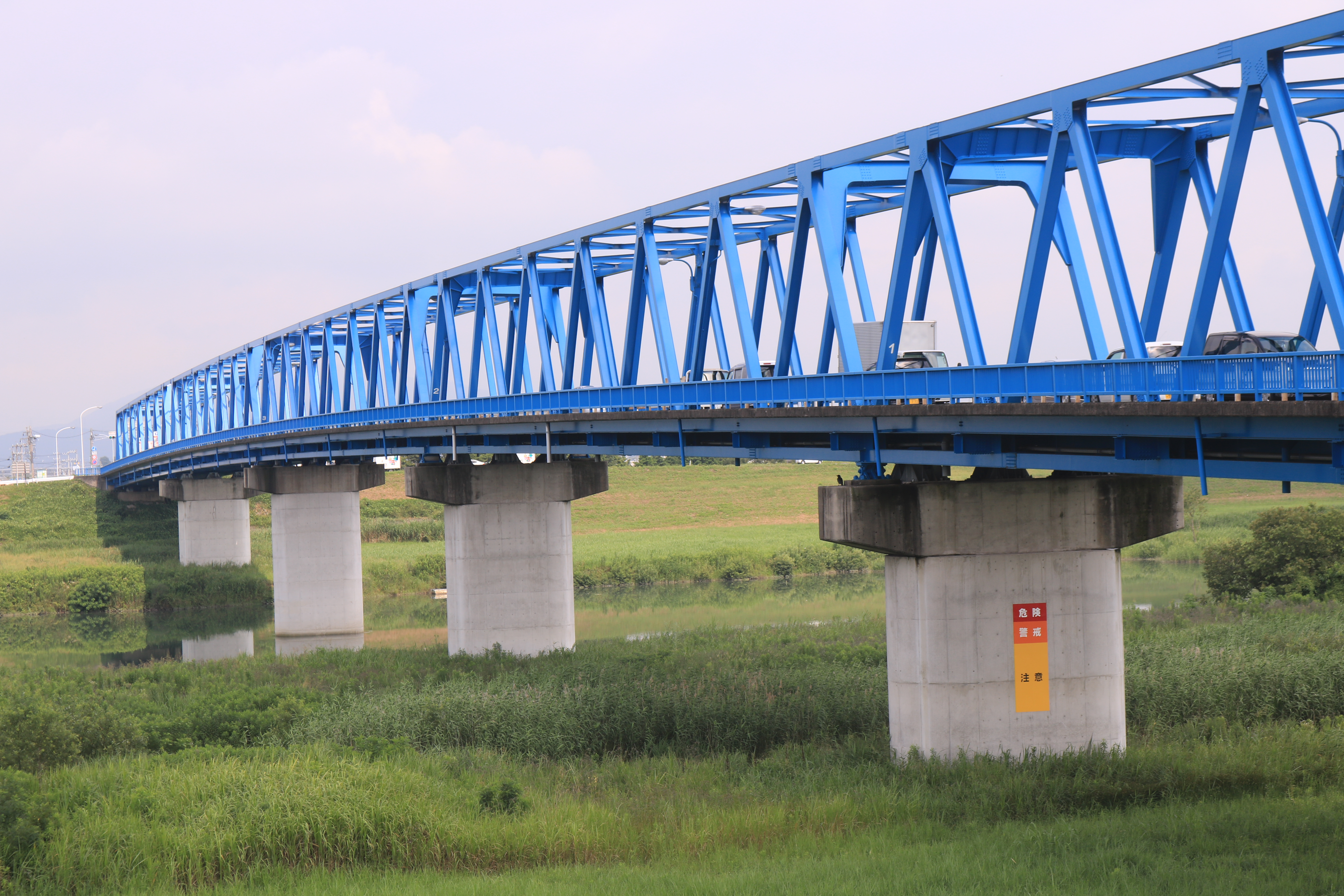
Puente Fukuzuka, en la prefectura de Gifu
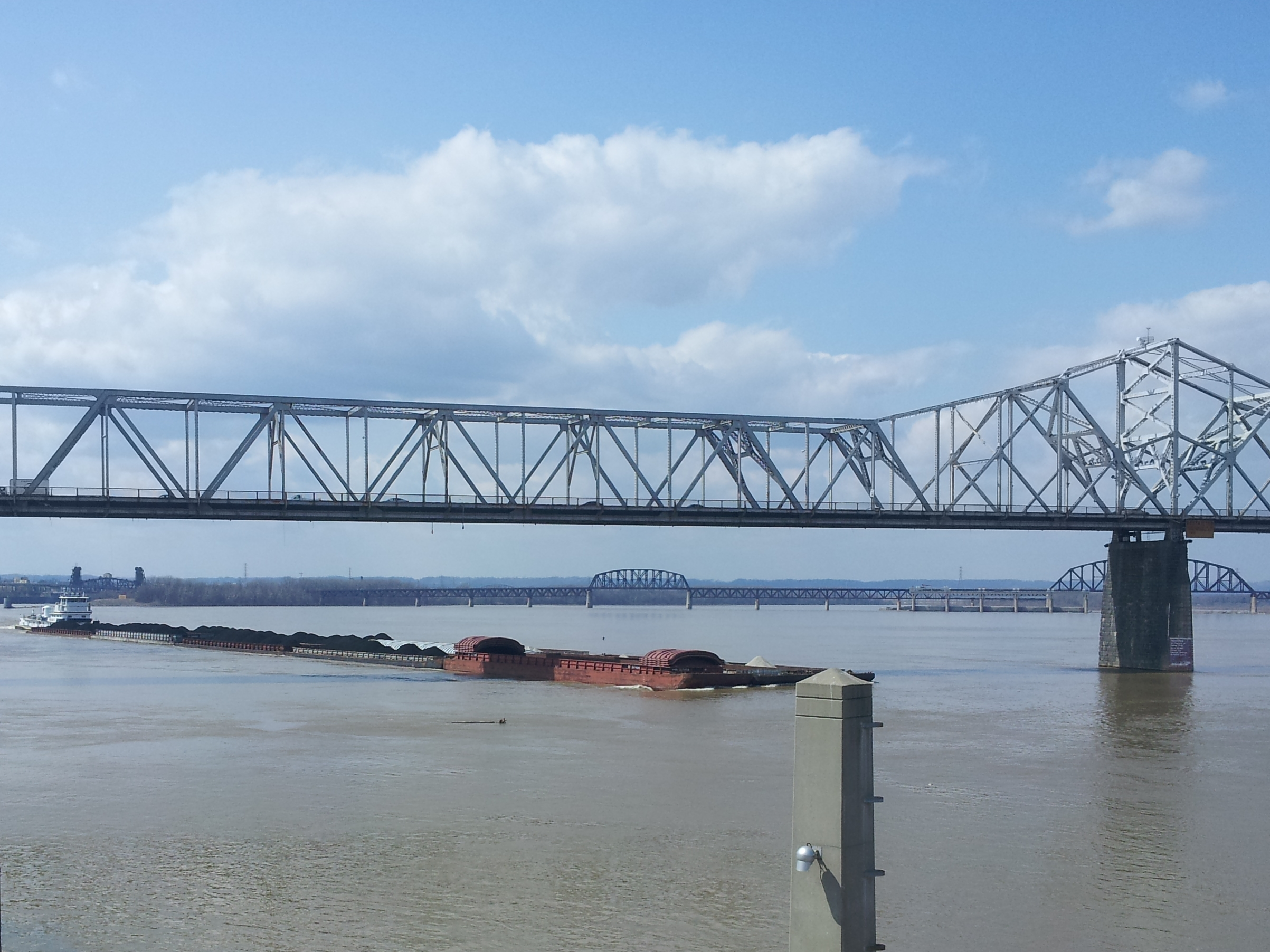
Puente George Rogers Clark Memorial (1929), en Louisville
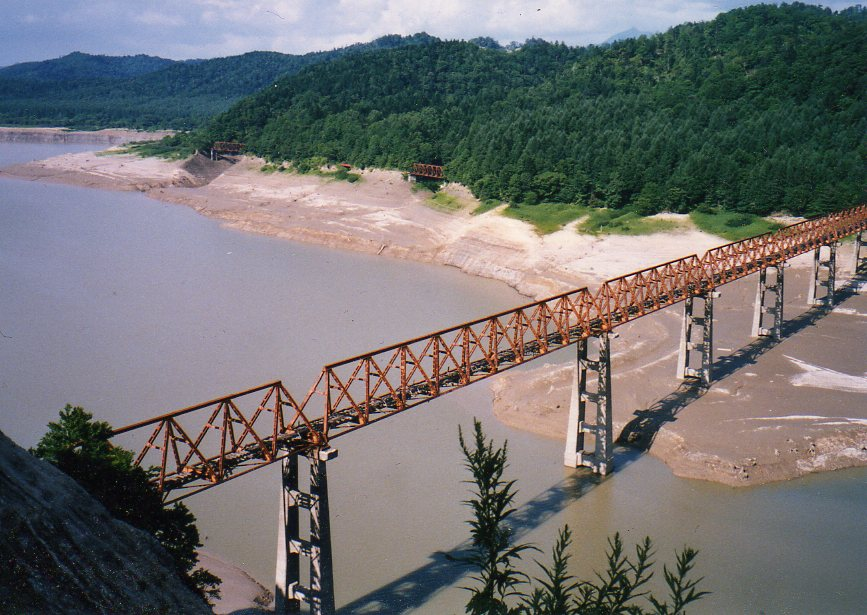
El puente Sangen, un puente ferroviario abandonado en el bosque Ōyūbari (Japón)
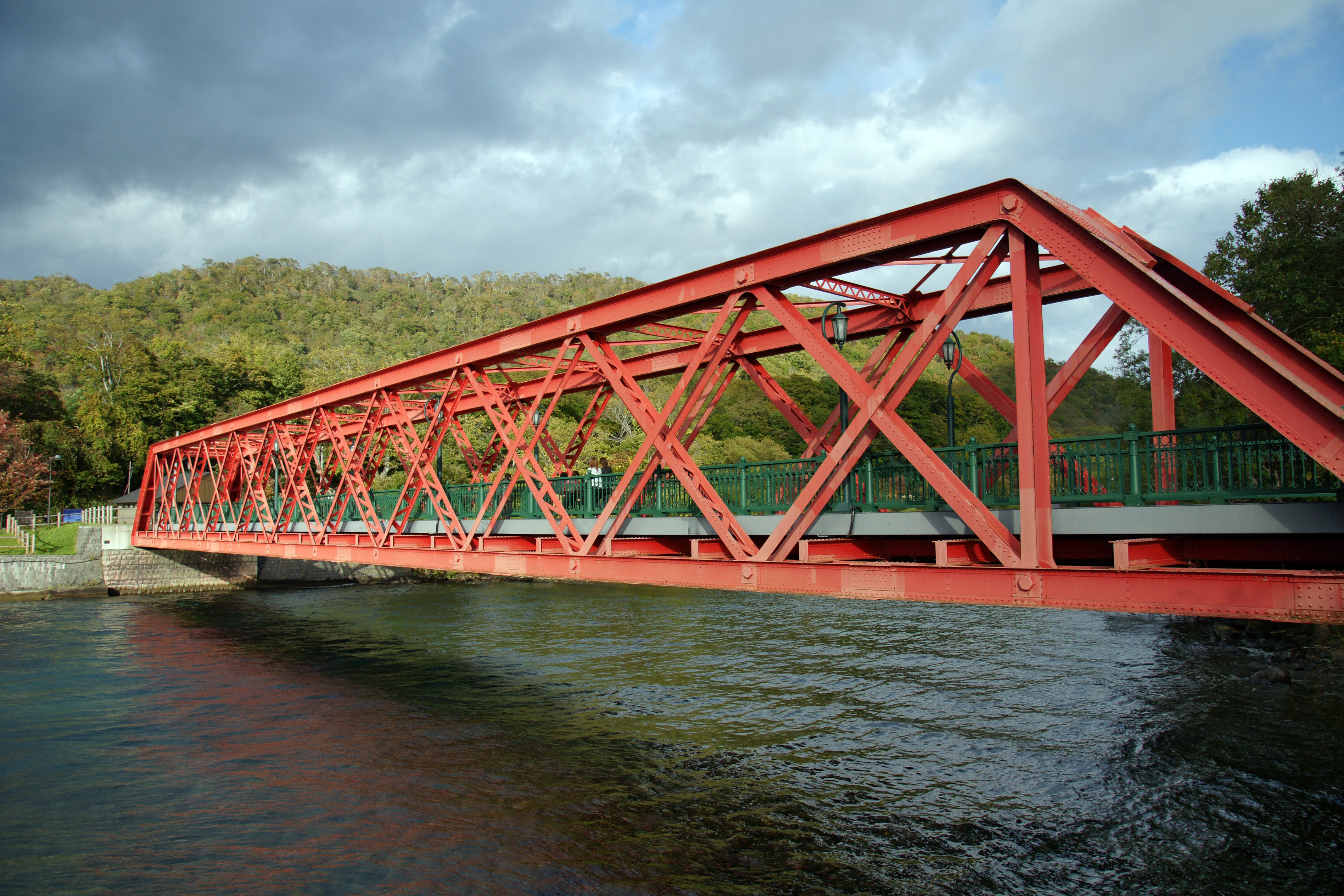
Una celosía Warren doblada, puente sobre el río Chitose, Chitose, prefectura de Hokkaido

### Celosía Whipple

Esquema de la celosía Whipple

La celosía Whipple, llamada así por su inventor Squire Whipple, un ingeniero cicil estadounidense (1804 – 1888), generalmente se considera una subclase de la celosía Pratt porque las barras diagonales están diseñados para trabajar a tracción. La característica principal de una celosía Whipple es que las barras traccionados son alargados, generalmente delgados, y en un ángulo poco profundo, y cruzan dos o más paños (secciones rectangulares definidas por los montantes verticales).

Ejemplos de puente en celosía Whipple
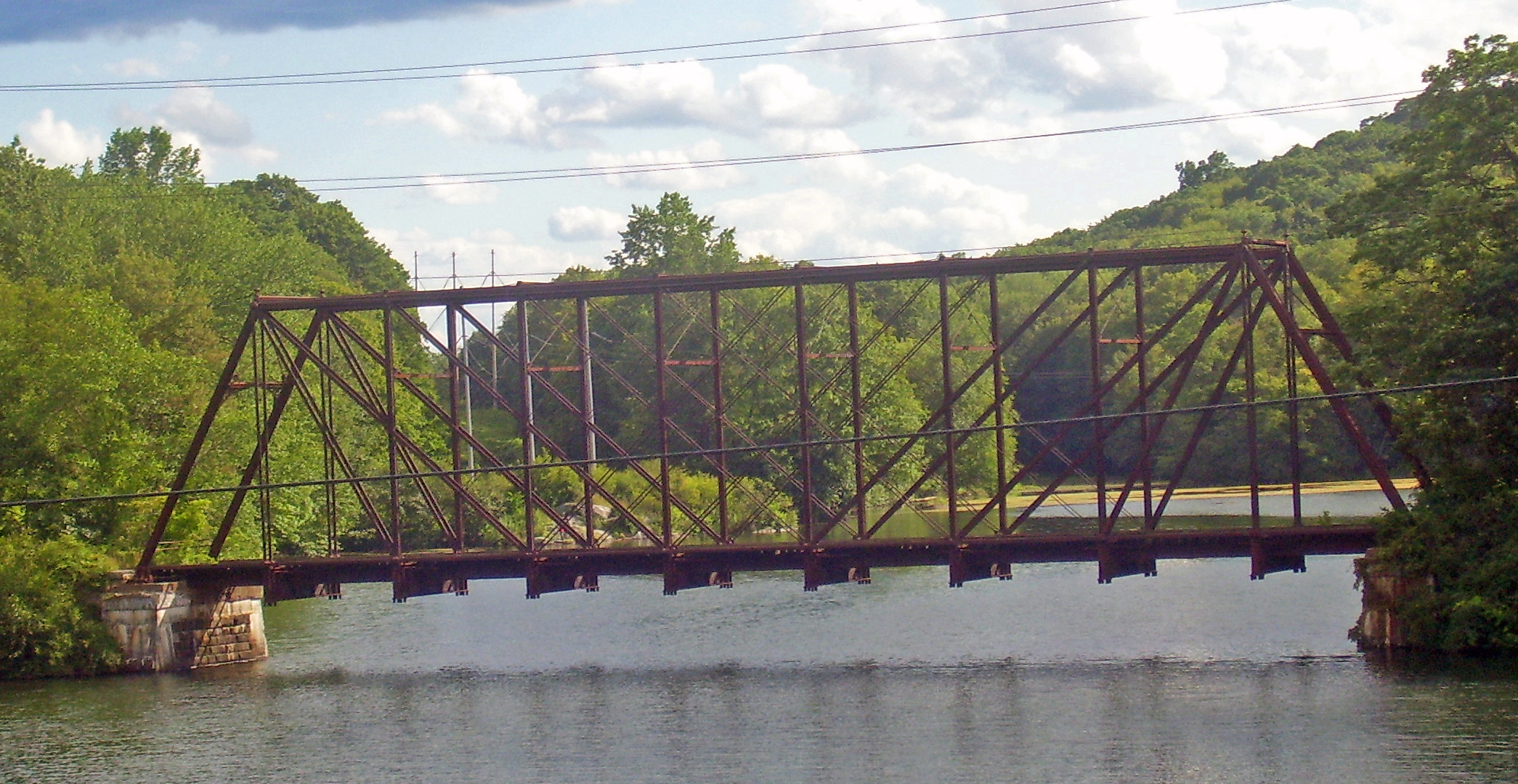
Bridge L-158 (1883), puente ferroviario en desuso que cruza el embaslse Muscoot (NY)
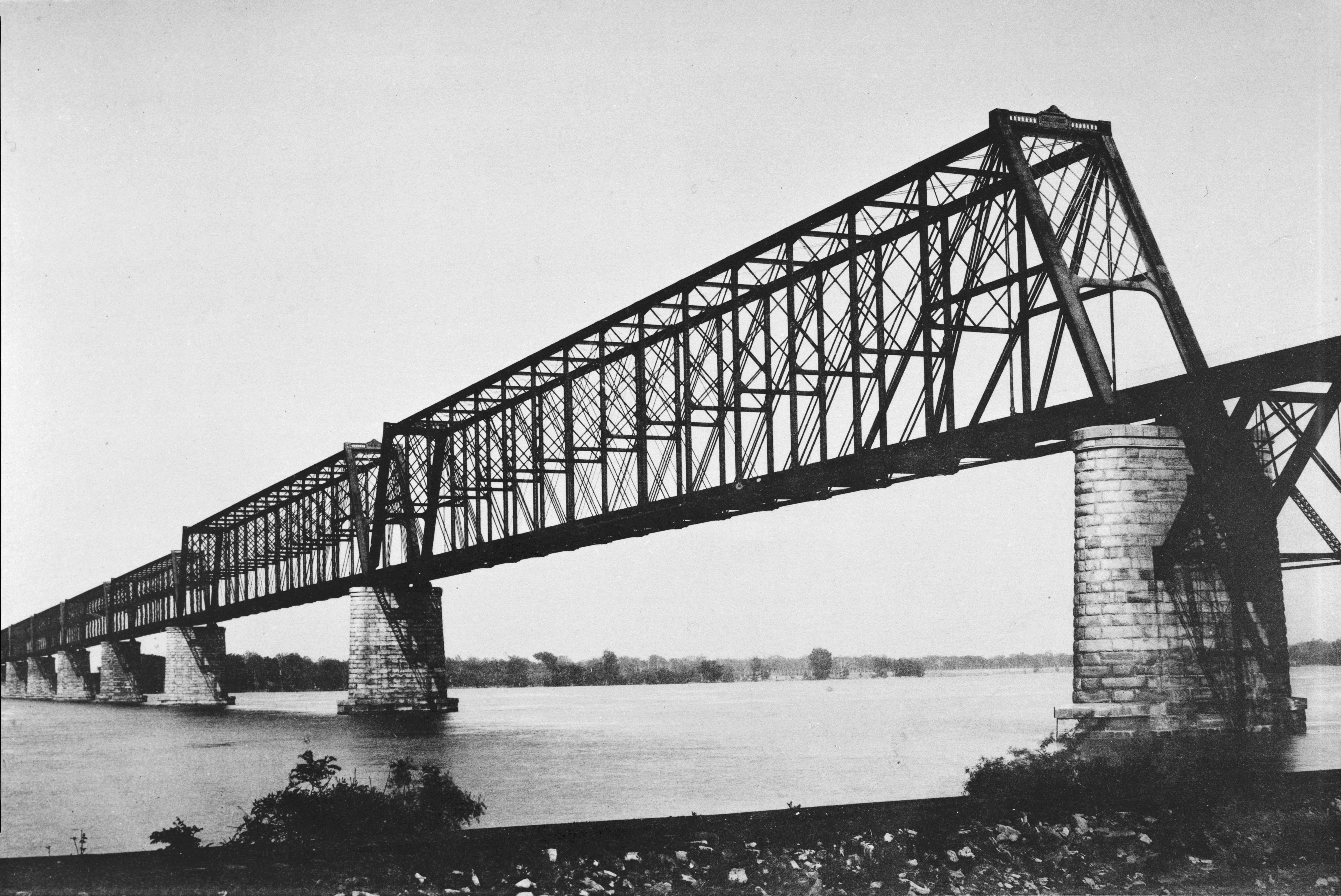
Puente Cairo (1889) sobre el río Ohio, hoy reformado
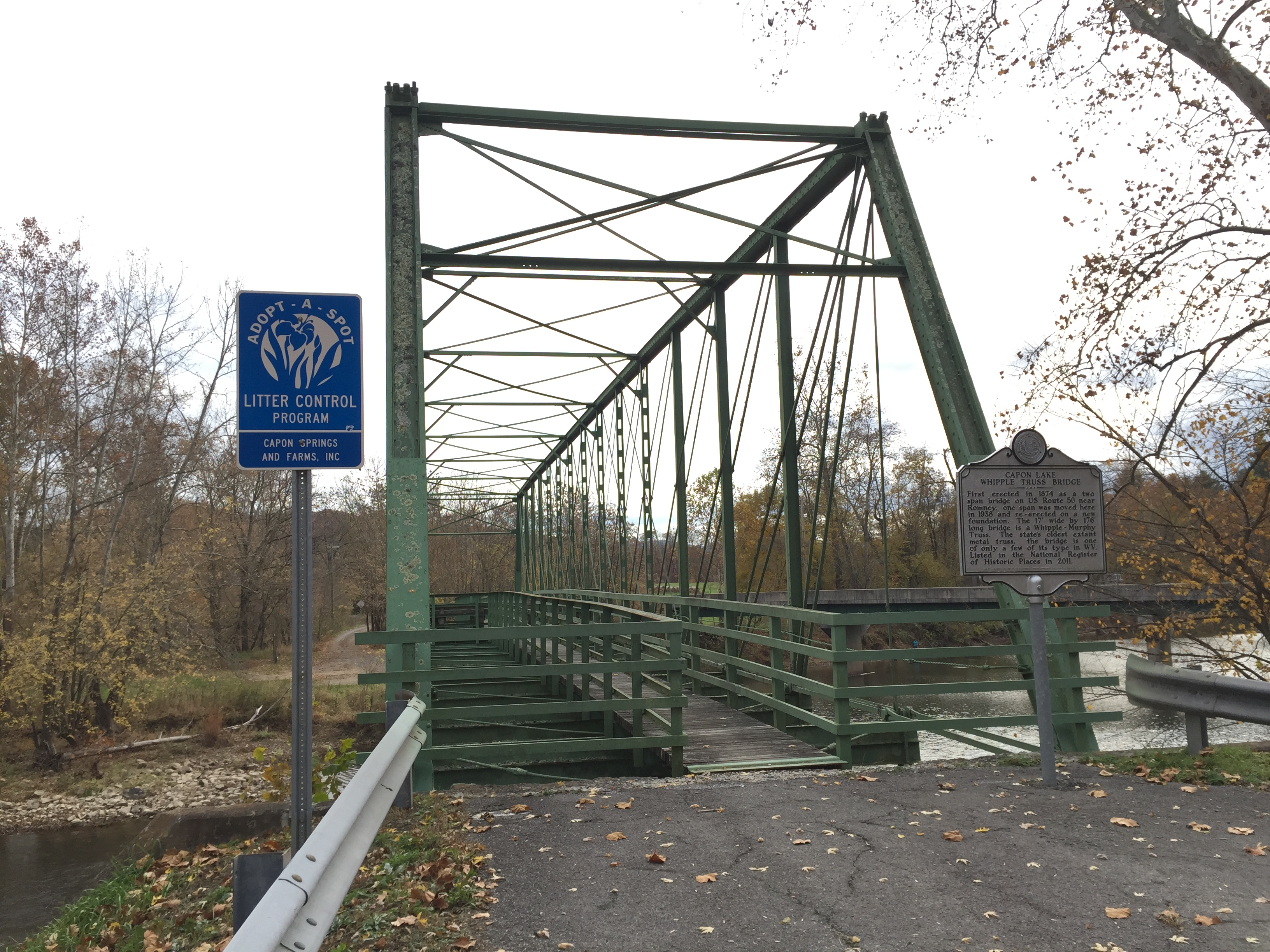
Old Whipple Truss dobre el río Cacapon (West Virginia)
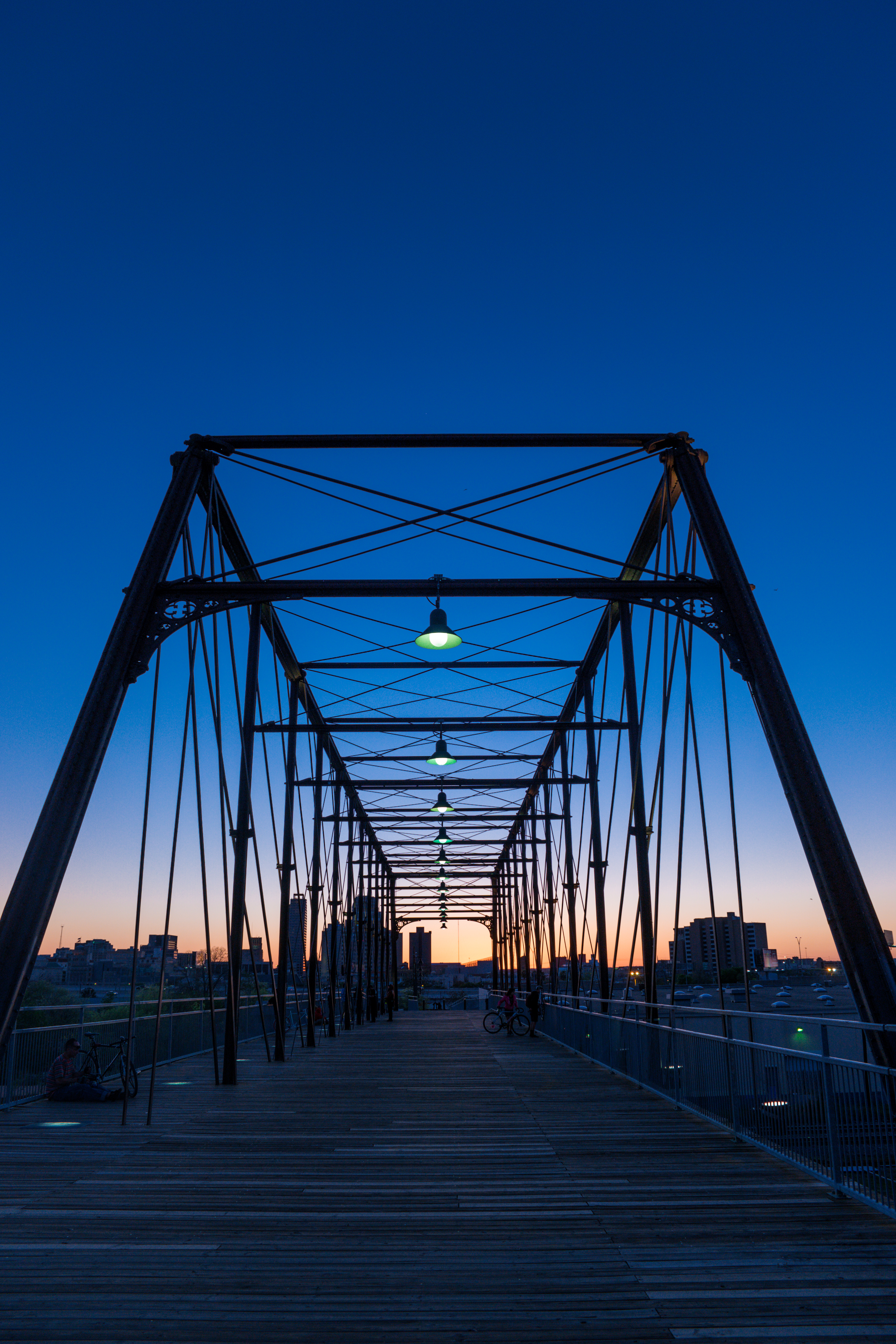
Puente Hays Street (1881), después de la rehabilitación, en San Antonio (TX)
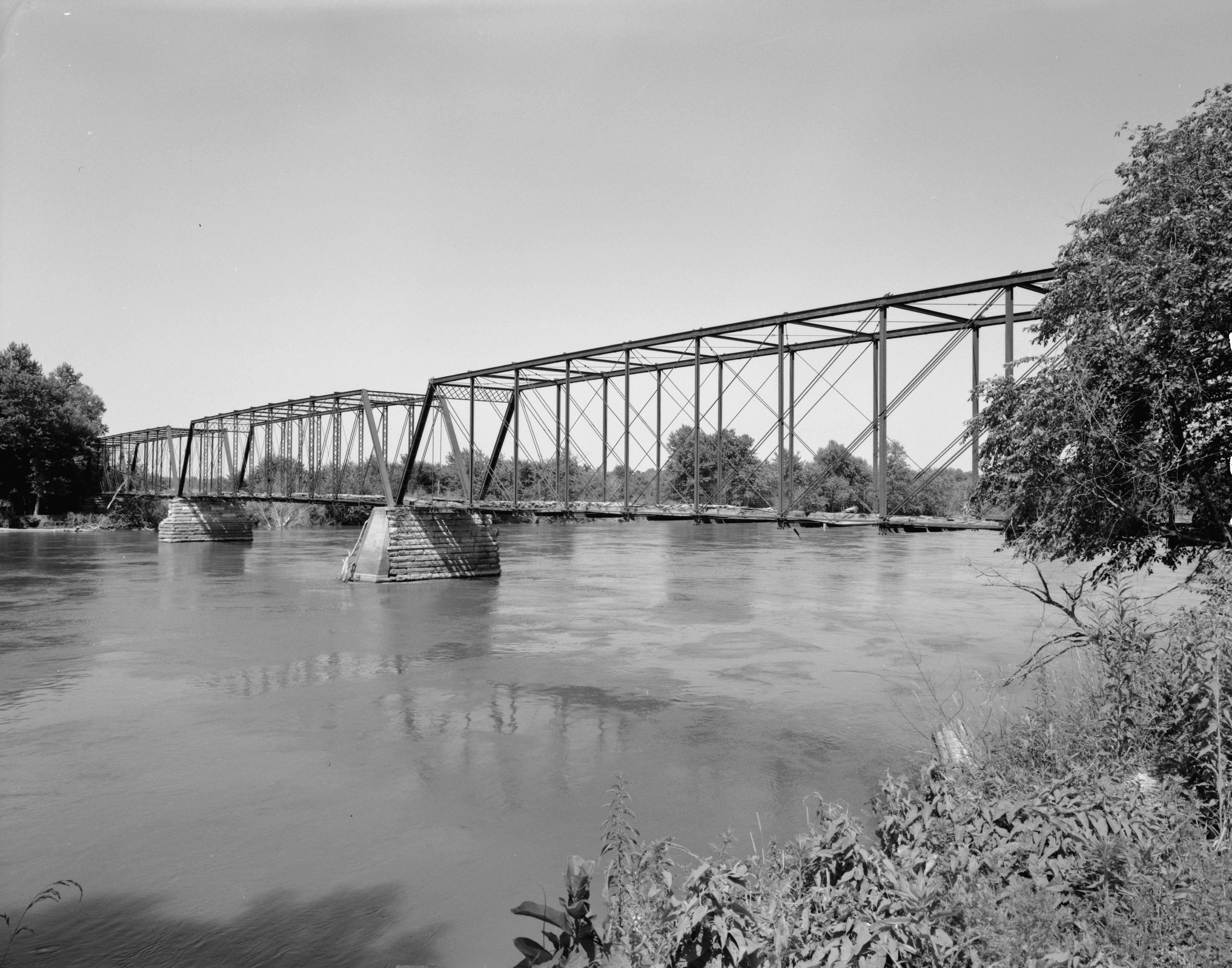
Puente Eveland (1876), sobre el río Des Moines cerca de Oskaloosa, en Iowa